# Les terres de Nataé
 (avril 2025).
Si vous disposez d'ouvrages ou d'articles de référence ou si vous connaissez des sites web de qualité traitant du thème abordé ici, merci de compléter l'article en donnant les références utiles à sa vérifiabilité et en les liant à la section « Notes et références ».
 (août 2024).
Les terres de Nataé, anciennement zoo de Pont-Scorff jusqu'en 2021, est un parc zoologique français situé à Pont-Scorff.
Fondé par Pierre et Maguy Thomas en 1973, le zoo est vendu en 2017 à Sauveur Ferrara, avant de fermer ses portes en décembre 2019 après la signature d'un compromis de vente avec Rewild, une coalition d'associations anti-captivité souhaitant transformer le site en un centre de réhabilitation pour la faune sauvage. À la suite d'une liquidation judiciaire prononcée par le tribunal de commerce de Lorient, ce dernier retient le projet Breizh Park porté par l’entrepreneur breton Sébastien Musset. Le parc rouvre le 21 juin 2022 après 3 ans de fermeture.
En 2025, plus de 120 espèces animales menacées d'extinction sont présentes dans le parc.

## Historique

### Origine

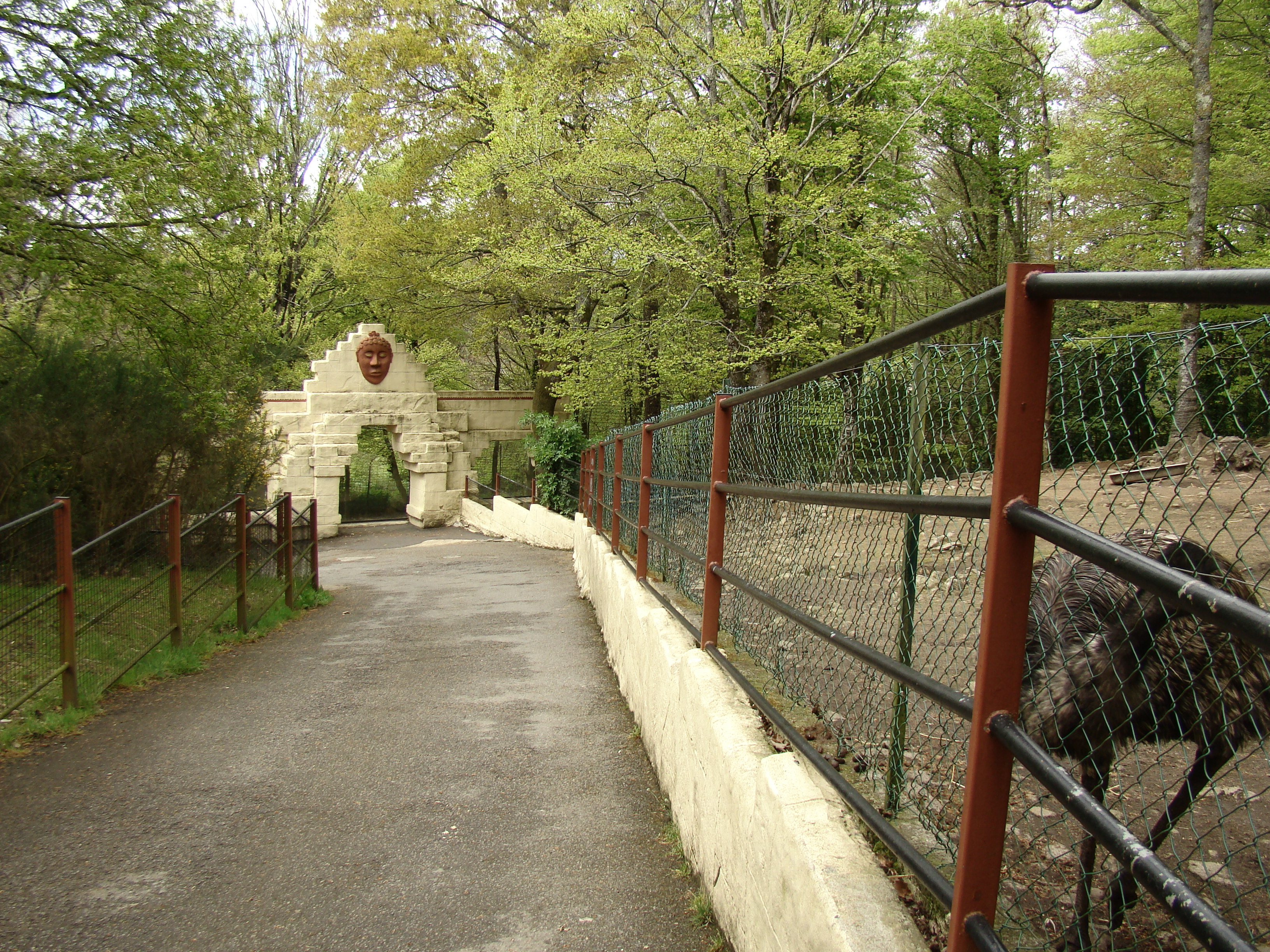
Une allée du zoo

Le parc est fondé par Pierre Thomas, qui avait monté un numéro de dressage dès 1962, avec des lions, des ours et des chèvres. Un premier projet avait été mené à la fin des années 1960, mais l'expérience se soldera par un échec. Il s'installe en 1973 à Pont-Scorff, sur les bords du Scave, et crée un zoo,,.

### 1973 - 1980
De 1973 jusqu'au début des années 1980, le Zoo de Pont-Scorff est un établissement de 4 ha avec une notoriété confidentielle. La fréquentation reste modeste jusque dans les années 1980, principalement axée sur la découverte des animaux par les scolaires. Le parc proposait néanmoins une visite ainsi qu'un numéro avec des fauves. En parallèle, Pierre Thomas parcourt la région de Lorient, d’école en école afin de présenter les animaux du zoo aux enfants. En 1981, le parc atteint les 30 000 visiteurs.

### 1981 - 1987
Entre 1981 et 1987, la structure grossit, et la fréquentation passe de 10 000 à 30 000 visiteurs par an.
Dans la nuit du 15 au 16 octobre 1987, les trois quarts des installations du parc sont détruites par une tempête qui frappe la Bretagne. Six animaux se retrouvent dans la nature, récupérés dans la matinée, sauf une panthère des neiges qui sera retrouvée dans un jardin privé à quelques centaines de mètres, apeurée et affamée. Les mois qui suivent, le parc sera entièrement reconstruit, avec l'aide de la population locale,,.

### Années 1990 - 2000
En 1990, avec une notoriété renforcée par l'actualité de l'ouragan, le Zoo de Pont-Scorff s'agrandit et double sa superficie. L'entreprise familiale se transforme en SARL et accueille de nouvelles espèces : zèbres, autruches, girafes, rhinocéros, otaries, etc..
La structure passe sous forme de SARL dès 1990, et la SARL Bretagne Zoo est créée en 2004.
En 2014, il a accueilli 218 000 visiteurs.

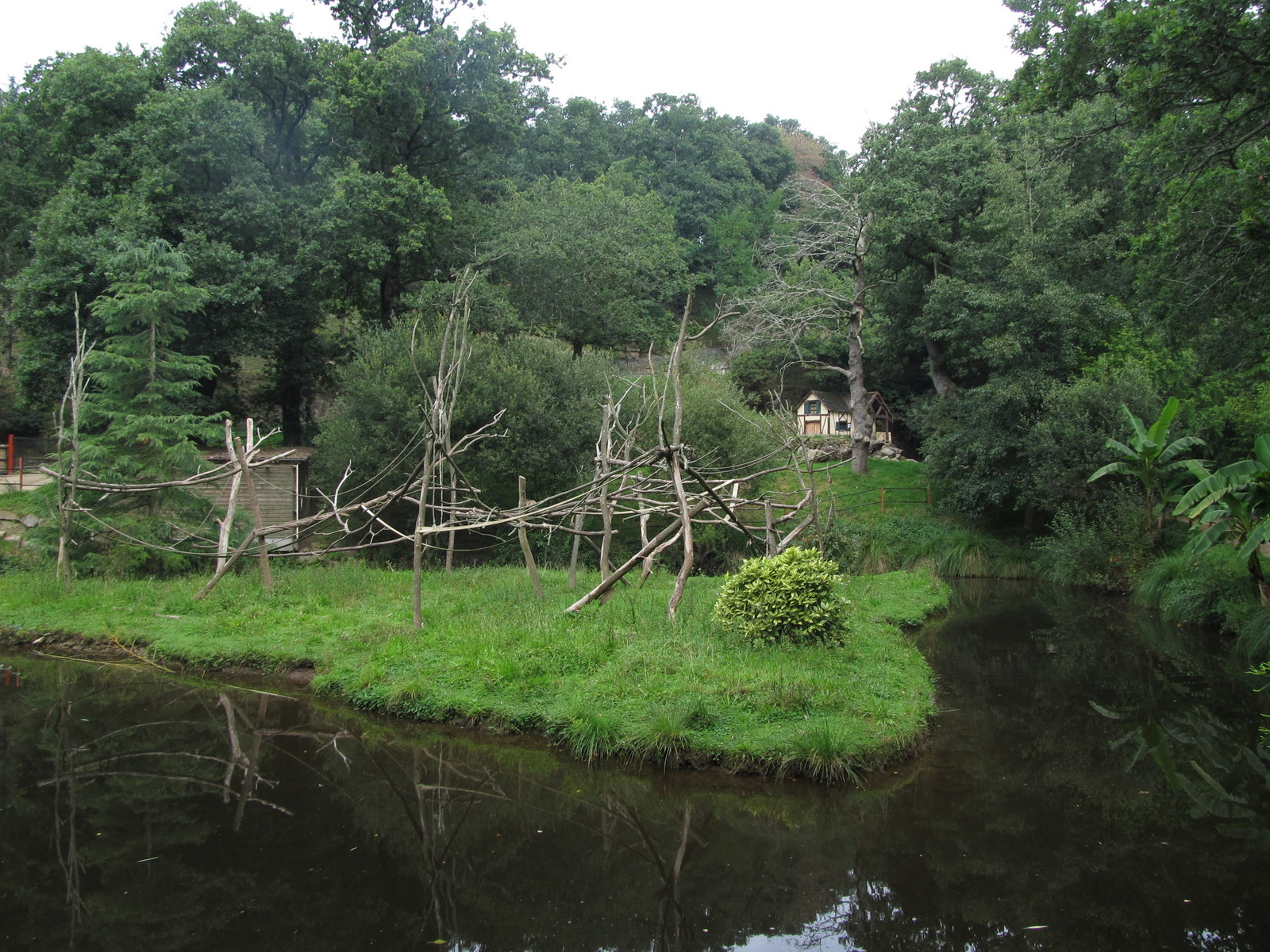
agrandissement pour les singes

Logo du zoo jusqu'en 2019

### 1errachat (2017)
En 2017, le zoo est repris par Sauveur Ferrara,, qui rachète 70 % des parts de la SARL Bretagne Zoo. Alain Le Héritte, directeur du zoo entre 2002 et 2011, garde les 30 % restants. Le foncier reste la propriété de la famille Thomas.
Mais le zoo continue de faire face à de sérieuses difficultés financières, et au printemps 2019, un regroupement d'ONG (qui deviendra Rewild), pilotées par Sea Shepherd, se propose de le racheter.
En 2017, il a accueilli 156 000 visiteurs.

### Rachat par le collectif Rewild (2019-2021)
Au moment du rachat du zoo (fin 2019), le collectif regroupait 7 ONG, (Wildlife Angel, Sea Shepherd, Centre Athenas, Le Biome, Hisa, One Voice, Darwin[Qui ?]).
En décembre 2019, Hugo Clément lance un appel aux dons en faveur du projet. L'objectif est de racheter un zoo pour le remplacer par un projet de réansauvagement. L'appel permet de collecter 700 000 euros en moins d’une semaine,. 
En janvier 2020, Wildlife Angel sort du collectif.
En février 2021, le centre Athénas annonce sortir du collectif en février 2021,, invoquant « de profondes divergences de vue sur un projet de refonte de la gestion des animaux, du mode de gouvernance et de la gestion du site », et précisant dans un communiqué de presse une volonté de prise de contrôle du conseil d'administration par Sea Shepherd. Après des explications musclées par communiqués de presse interposés, et sur les réseaux sociaux (deux pages Facebook présentent l'association Rewild,), la situation se complique encore par la mise en redressement judiciaire, puis la liquidation de la SARL gérant le zoo.

#### Le projet porté par Rewild
Rewild souhaite libérer les 560 animaux sauvages qui y sont présents, pour ensuite transformer le zoo en centre de réhabilitation pour accueillir les animaux sauvages issus du trafic et saisis par la justice française.
Ce projet de relâcher des animaux nés en captivité a suscité des réactions plutôt critiques des professionnels de la conservation ex situ et in situ. Dans un communiqué l'association européenne des zoos et aquariums (EAZA) a explicité sa retenue vis-à-vis du projet, le qualifiant de « rêve idéologiquement motivé d'amateurs ».

#### Rachat et financement participatif (2019)
Le zoo ferme ses portes le 18 décembre 2019 après que la coalition Rewild signe un compromis de vente avec le propriétaire, puis lance un financement participatif sur GoFundMe. En 5 jours, Rewild obtient les 600 000 euros demandés afin d'assurer l'achat du zoo, notamment grâce au soutien du journaliste Hugo Clément.
Jérôme Pensu devient le directeur du site.
La société Bretagne Zoo change donc à nouveau d'actionnaire principal.
Sauveur Ferrara reste gérant, le temps de se faire payer le rachat. Alain Le Héritte, directeur du zoo entre 2002 et 2011, garde toujours les 30 % restants, et accueille fraichement la nouvelle. Le foncier reste la propriété de la famille Thomas, à laquelle la nouvelle société doit payer un loyer.

#### Polémique autour de la mort d'un rhinocéros noir
Moins de deux semaines après le rachat du zoo par Rewild, un rhinocéros noir de 28 ans nommé Jacob meurt. Rewild affirme « la captivité a tué Jacob », elle estime qu'il « aura vécu toute sa vie dans un climat inadapté à ses besoins, avec une nourriture inadaptée à ses besoins et dans un état de faiblesse et de souffrance directement induit par ses conditions de rhinocéros captif ».
Dans sa publication Facebook, Rewild argumente contre la captivité en comparant la distribution de la mortalité des rhinocéros noirs du programme européen d'élevage conservatoire au cours du temps (56 % meurt avant l'âge de 20 ans, telle proportion entre 20 et 30 ans, etc.) au record de longévité connu pour l'espèce dans la nature (50 ans), que pourtant seul un faible nombre d'individus atteignent. Cette mise en parallèle de deux concepts de biologie des populations qui ne sont pas comparables entre eux biaise la perception de la réalité auprès du public. La distribution de la mortalité de la population sauvage dans la nature n'étant pas connue, il n'est pas possible d'affirmer une différence entre populations sauvages et captives. L’Association francophone des vétérinaires de parcs zoologiques déplore ainsi l’exploitation du décès de ce rhinocéros noir à des fins de propagande anti-captivité par Rewild, dénonçant une confusion des chiffres et des analyses tronquées : « les maladies et dangers auxquels les animaux sont exposés diffèrent selon que l’animal évolue dans son milieu naturel ou non. Si certaines causes de mortalité sont propres à la captivité, d’autres sont spécifiques de la vie sauvage ». Elle rappelle aussi que la population de ce programme d'élevage conservatoire européen est en croissance et que cinq individus issus de ce programme ont déjà été réintroduits au Rwanda.

### Mise en demeure par la préfecture du Morbihan (DDPP) (2020)
À la suite d'un rapport d'inspection de la DDPP (Direction Départementale de la Protection des Populations) en date du 15 juillet 2020, le préfet du Morbihan met en demeure, dans un arrêté daté du 2 septembre 2020, la SARL Bretagne Zoo de respecter les dispositions suivantes :
- Disposer d'un ou de plusieurs titulaires du certificat de capacité couvrant l'ensemble des espèces détenues dans le parc
- Transmettre au préfet un organigramme à jour mentionnant chaque salarié
- Mettre en place un dossier sanitaire
- Trier les médicaments détenus dans la pharmacie
- Communiquer au préfet un compte-rendu d'intervention de la vidange des fosses de collecte des eaux usées
- Veiller à ce que l'enceinte extérieure fasse obstacle au passage des personnes et des animaux
- Tenir le préfet informé des accidents et des situations impliquant des animaux
- Remettre au préfet les attestations de formation du personnel au tir et préciser les modalités d'organisation des permanences de sécurité

En réponse, le collectif dénonce un harcèlement de l'administration : « Depuis notre arrivée mi-décembre, nous avons déjà fait l’objet de cinq contrôles et d’une saisie illégale pour laquelle nous utilisons les voies de recours. ».
Après quelques mois de gestion, les services de l'État relèvent des manquements, notamment un manque de certification. En septembre 2020, le préfet du Morbihan signe une mise en demeure et suspend l’ouverture au public. Le parc est finalement mis en liquidation,.

### Mise en redressement judiciaire (2021)
La levée de fonds ayant été consommée, et bien que la SARL Bretagne Zoo et Sea Shepherd ne soient pas liés, Sea Shepherd va alimenter le compte courant de la SARL entre septembre et décembre 2020 (il faut entre 80 000 € et 125 000 € par mois pour faire fonctionner le site et payer les charges, comme la nourriture des animaux ou les salaires des salariés, une dizaine de soigneurs). L'arrêt de la perfusion financière entraine la faillite début 2021.
À la suite de tensions au sein du collectif, concernant le mode de gouvernance du zoo (qui a entrainé le départ du centre Athénas), la société Bretagne Zoo est placé en redressement judiciaire le 23 février 2021, puis mise en liquidation le 29 mars 2021 avec poursuite d'activité jusqu'en juin 2021.
Jérôme Pensu (gérant et gestionnaire de fait) et Sauveur Ferrara (qui n'avait plus d'activité au sein de la SARL) sont écartés de la direction par la justice,. Celle-ci nomme Alain Le Héritte (ancien directeur de 2002 à 2011), pour assurer la transition, le temps que le tribunal décide du sort du zoo. La justice reproche à Jérôme Pensu des erreurs graves de gestion, comme l'absence de personne titulaire de certificat de capacité (qui est obligatoire pour gérer un zoo), l'absence d'assurance depuis septembre 2020, ou la non déclaration de cessation de paiement dans le délai légal.
Fin avril 2021, date limite de dépôt des dossiers, 4 repreneurs potentiels proposent deux visions. D'une part, un projet porté par Sea Shepherd, ainsi qu'un projet de SCOP porté par une partie des ex-salariés du zoo, veulent continuer la vision initiale du collectif Rewild. D'autre part, deux autres projets, portés respectivement par un entrepreneur costarmoricain (Breizh park) et par Libéma (un groupe néerlandais de parcs de loisirs), veulent à l'inverse revenir à une vision plus traditionnelle du fonctionnement d'un zoo. Les deux projets de la SCOP et de Libéma sont cependant rapidement écartés par le tribunal.
En mai 2021, le tribunal de commerce de Lorient écarte finalement le projet de l'ONG Sea Shepherd, pour retenir celui de Breizh Park,. 5 millions d'euros seront injectés, dont 4 millions pour les travaux, qui visent à réhabiliter le parc et le remettre aux normes,.

### Les terres de Nataé (2021-)
En septembre 2021, la nouvelle équipe annonce un nouveau nom : les Terres de Nataé, en référence à une divinité celte. Le parc rouvre le 21 juin 2022 après 3 ans de fermeture.
En 2022, il a accueilli 100 000 visiteurs en 6 mois depuis sa réouverture le 21 juin.

## Nouveautés
En 2023, ouverture d'un enclos de 3000m2 pour trois pandas roux.
Départ de deux femelles panthères nébuleuses en direction du Tierpark Berlin. Une nouvelle femelle arrivera très prochainement de Grèce.
Arrivée d'une femelle Tamarin pinché pour former un couple avec le mâle déjà présent.
Arrivée d'une femelle Vison d'Europe.

## Installations et faune hébergée

### Voyage en Afrique

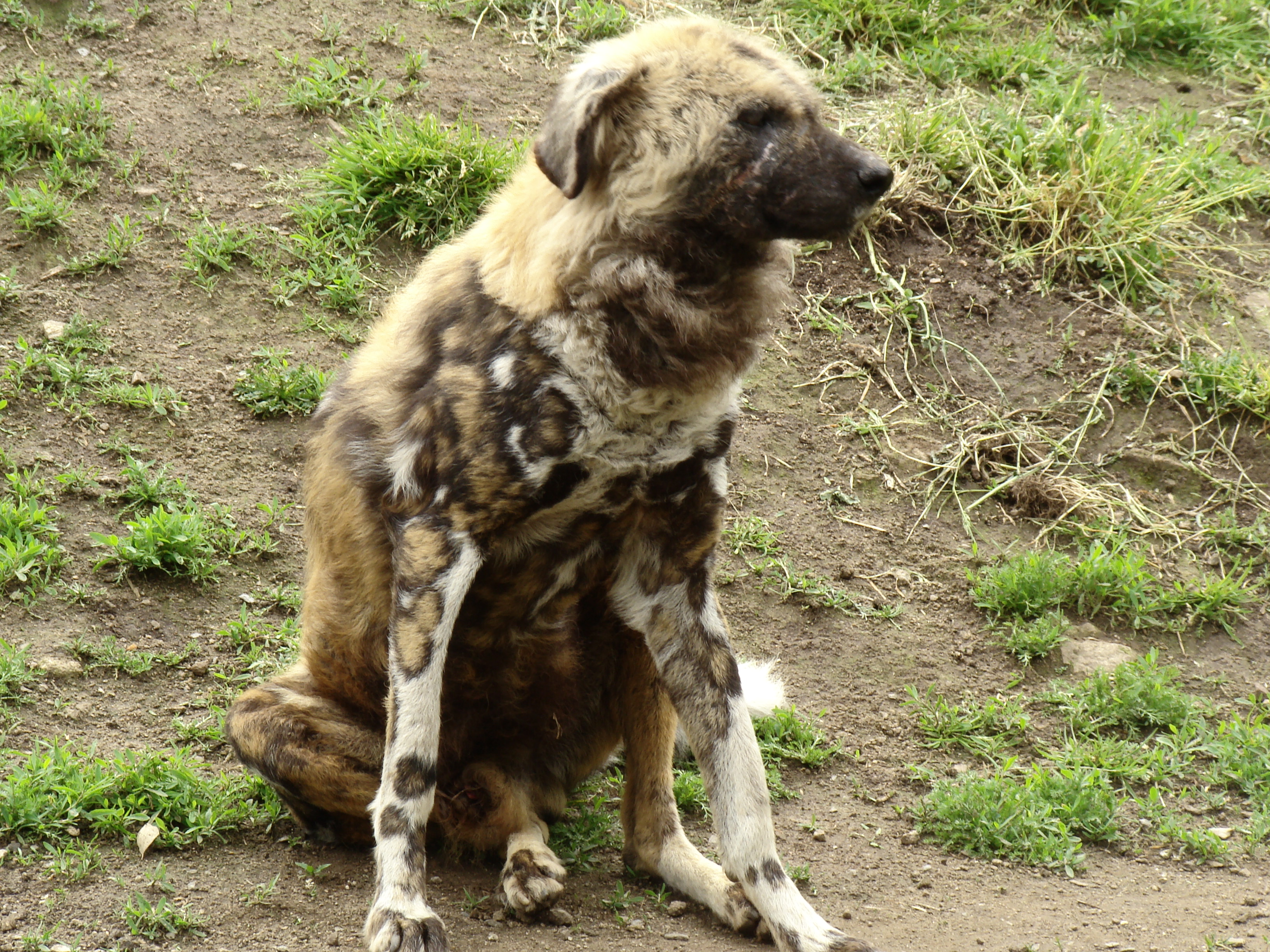
Lycaon
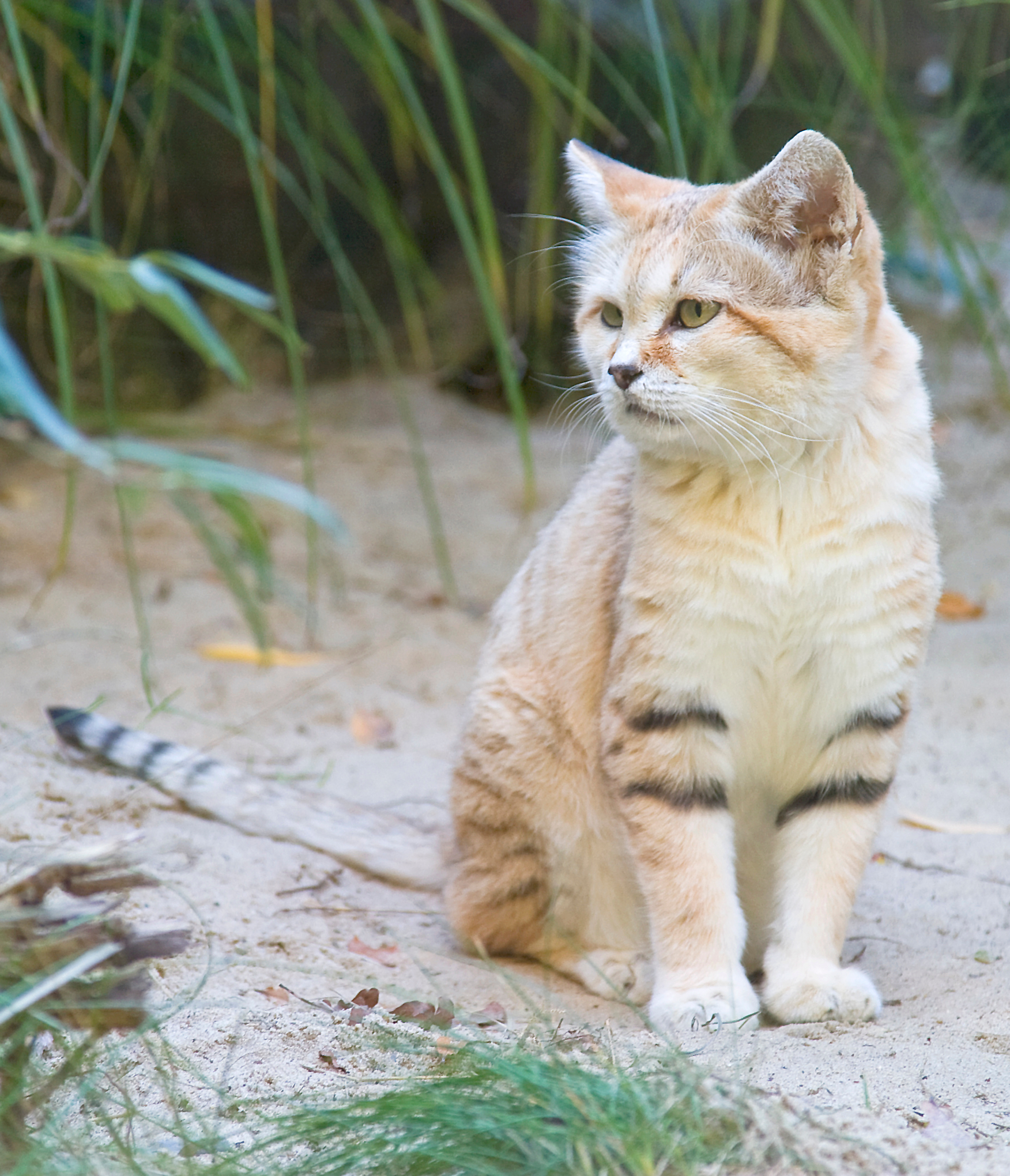
Chat des Sables
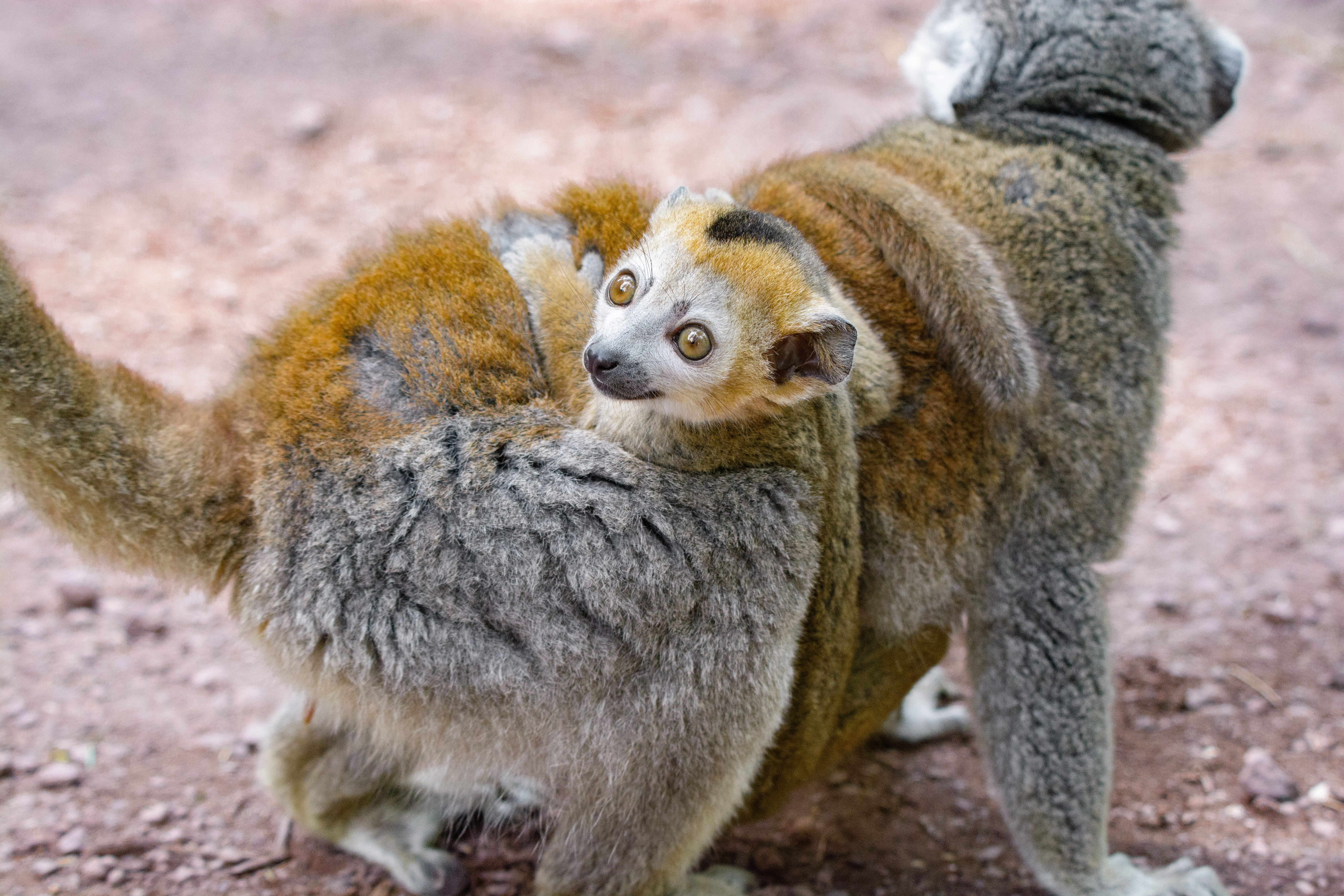
Lémur couronné
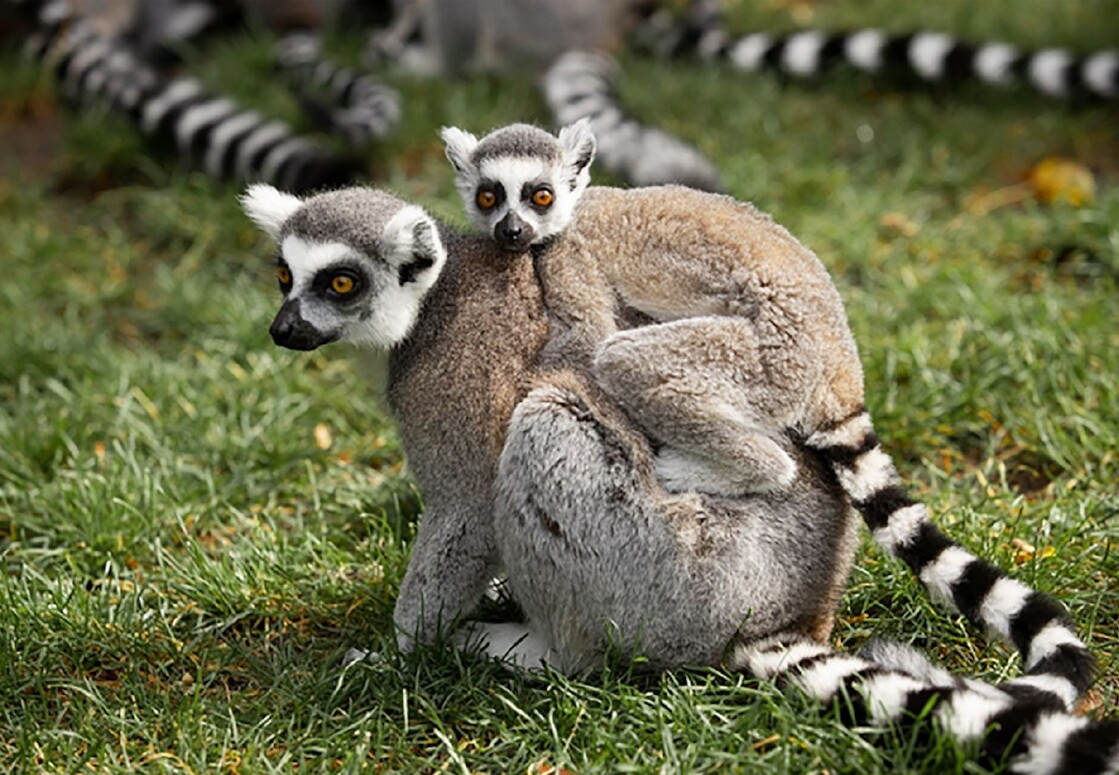
Lemur catta
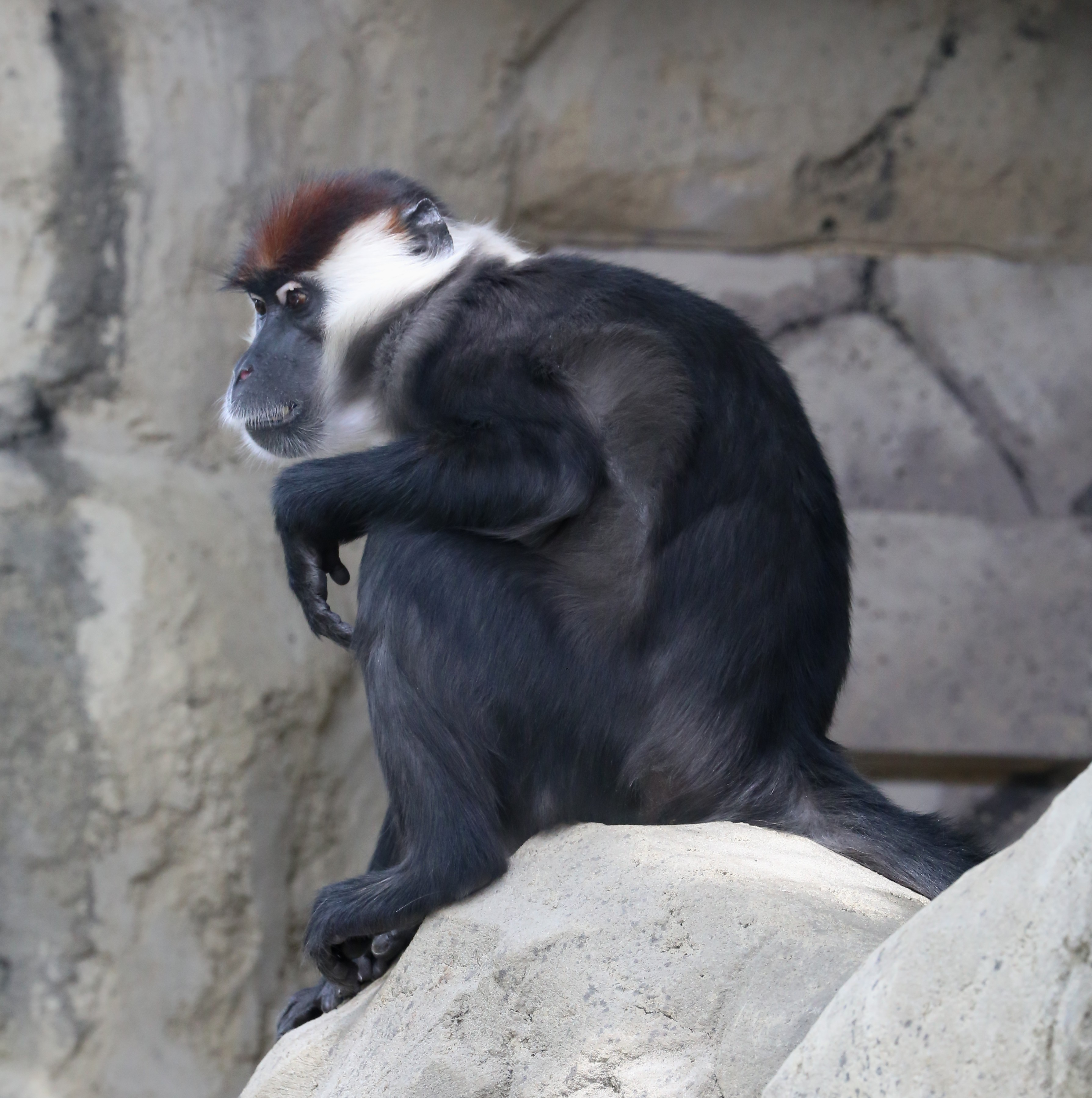
Mangabey à collier blanc
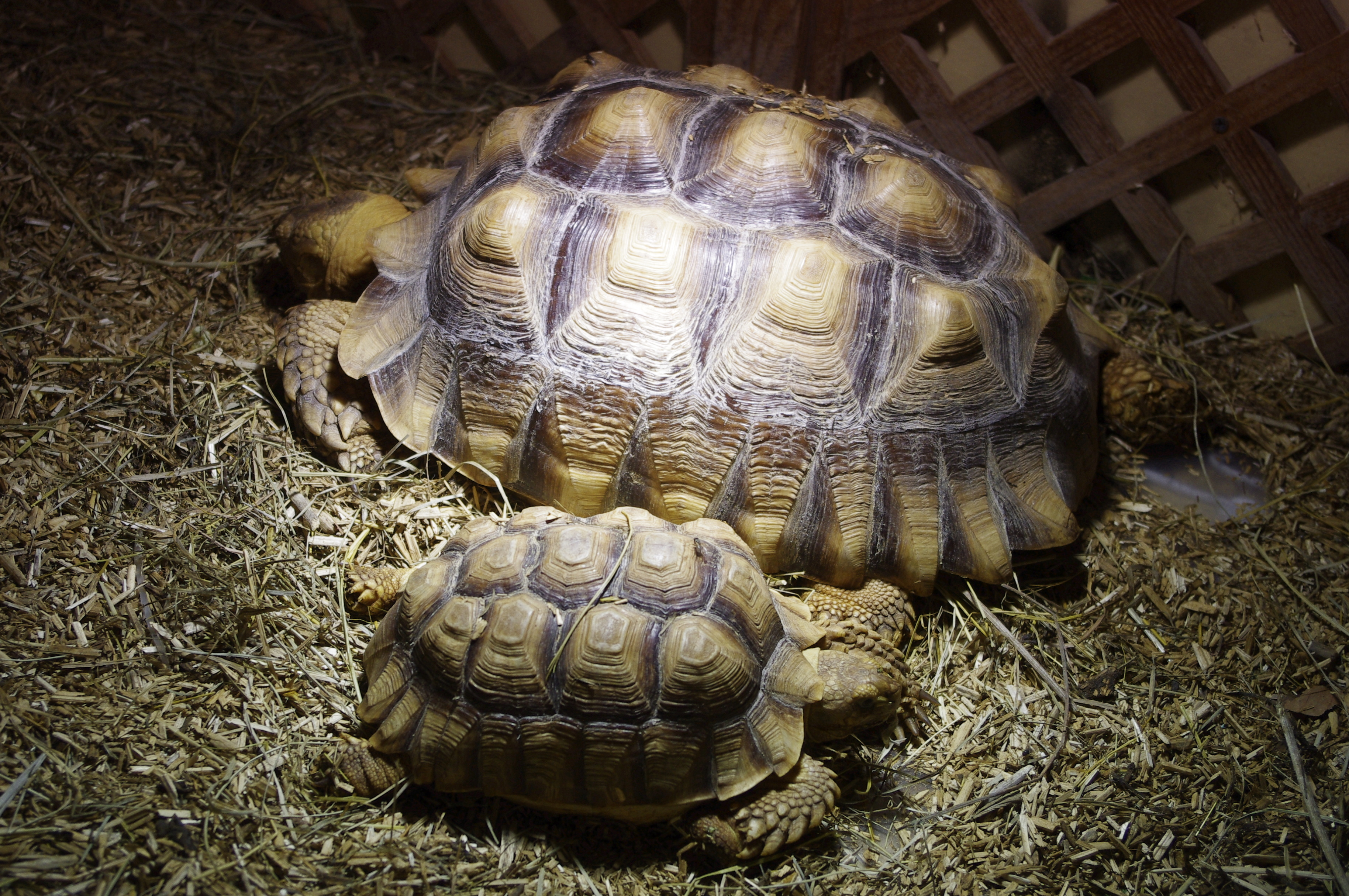
Tortue sillonnée
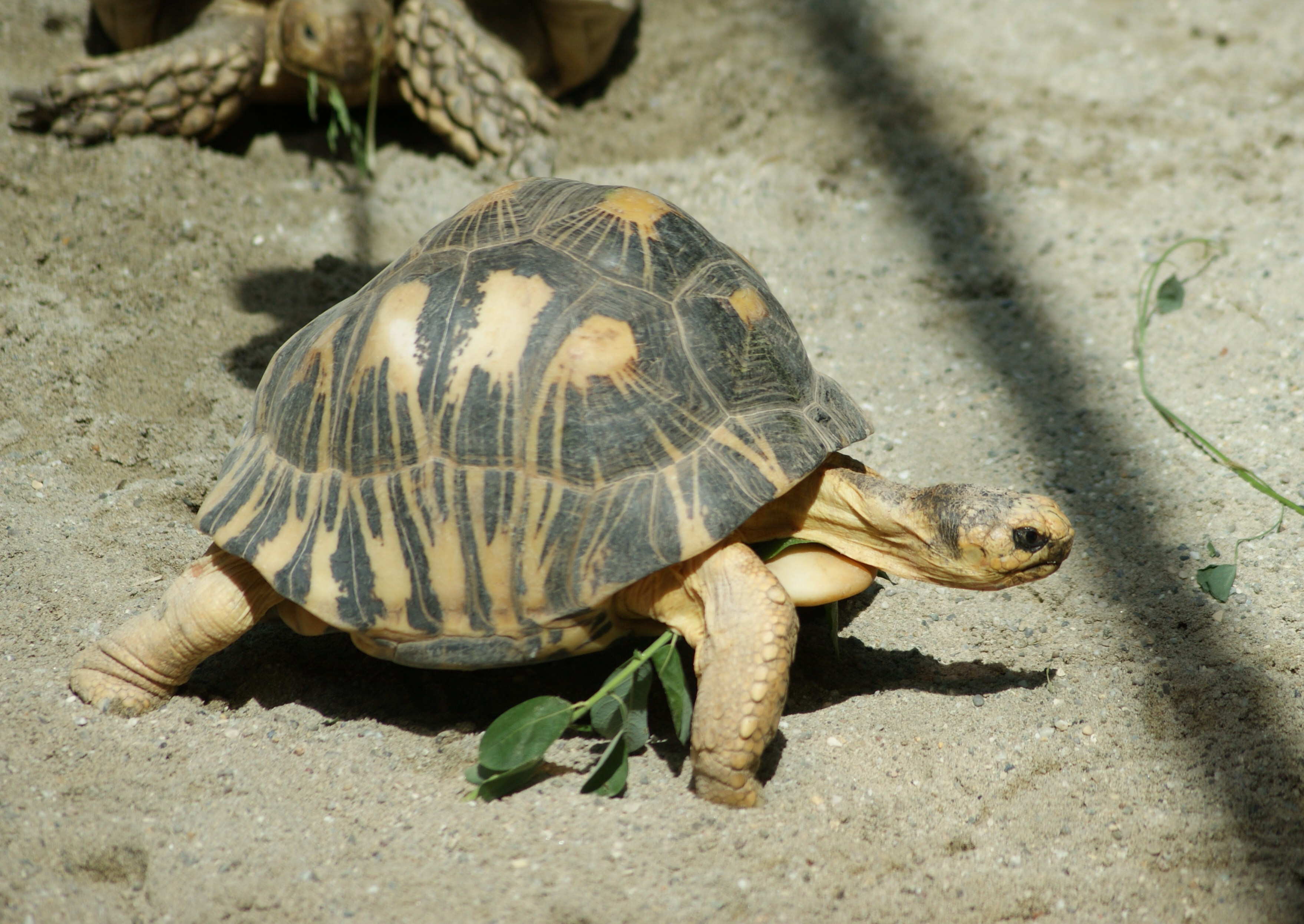
Tortue étoilée de Madagascar
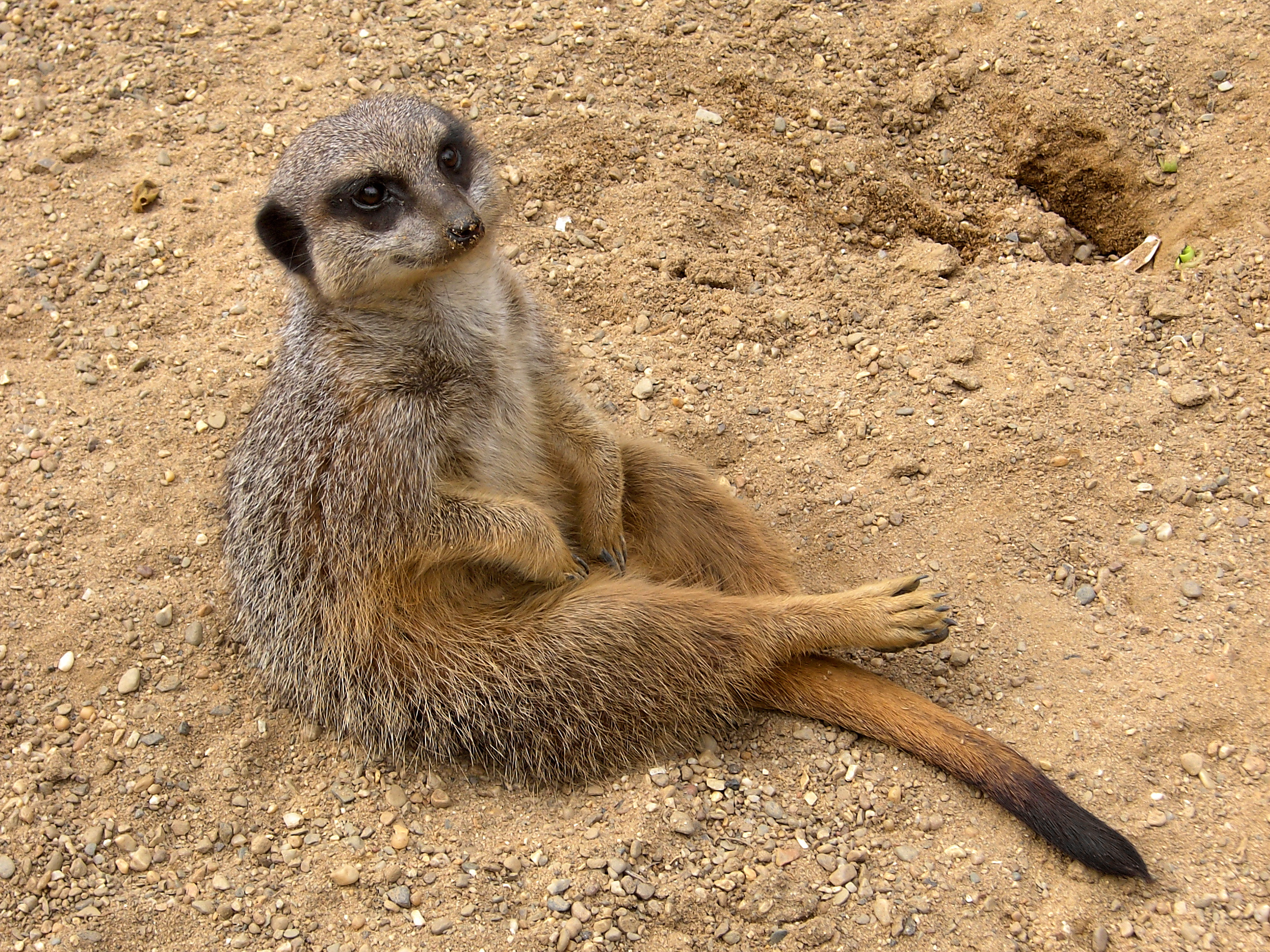
Suricate
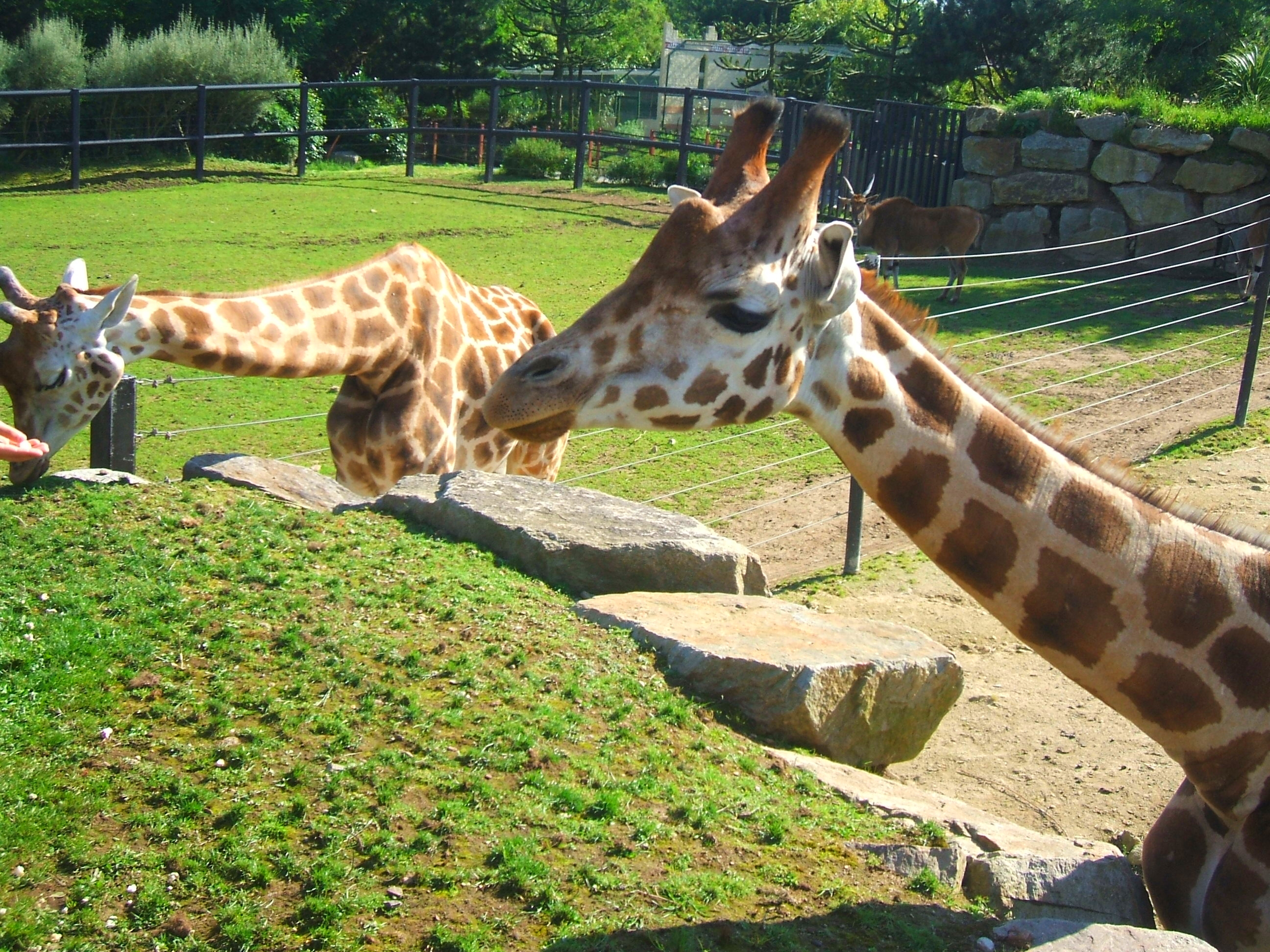
Girafe
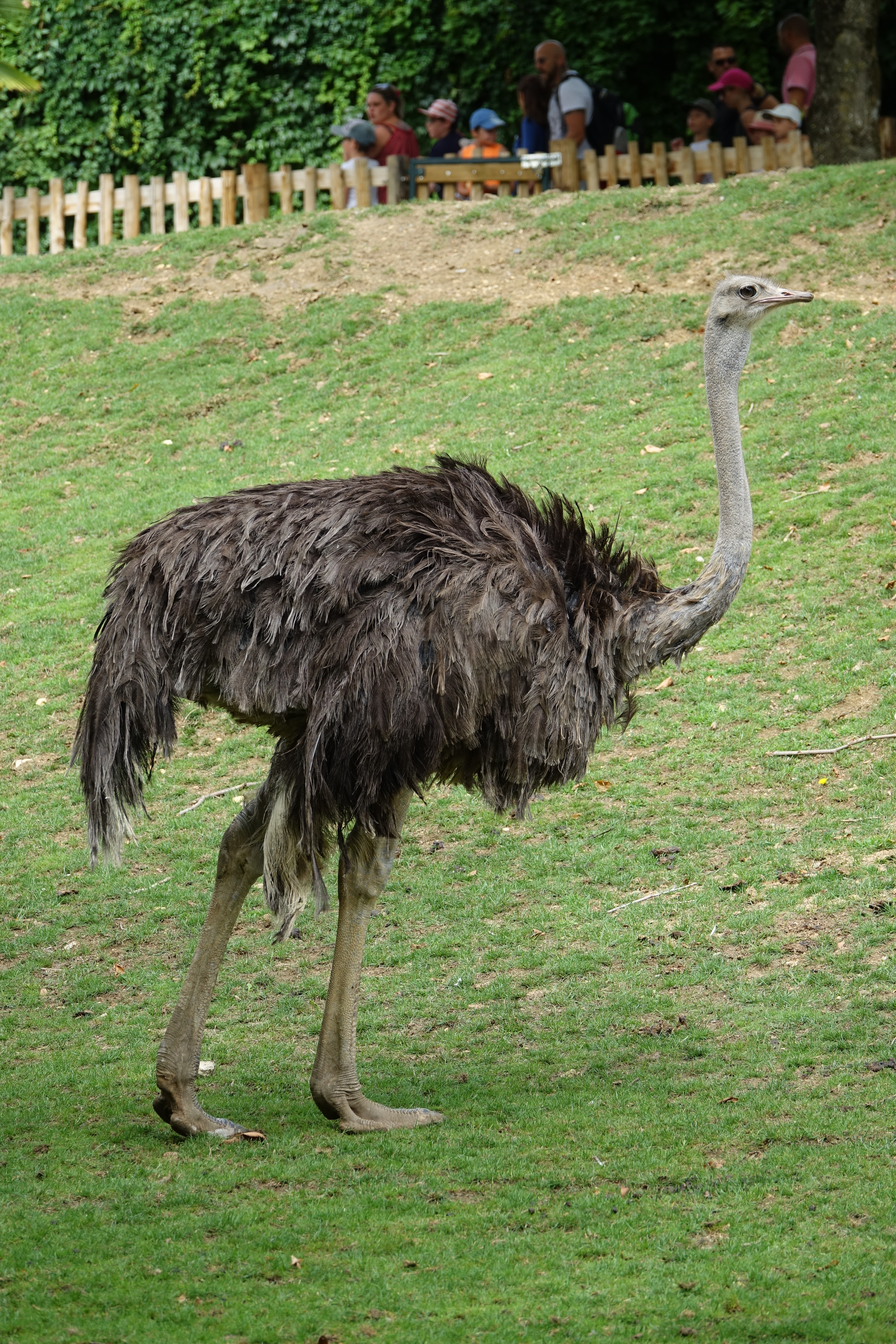
Autruche
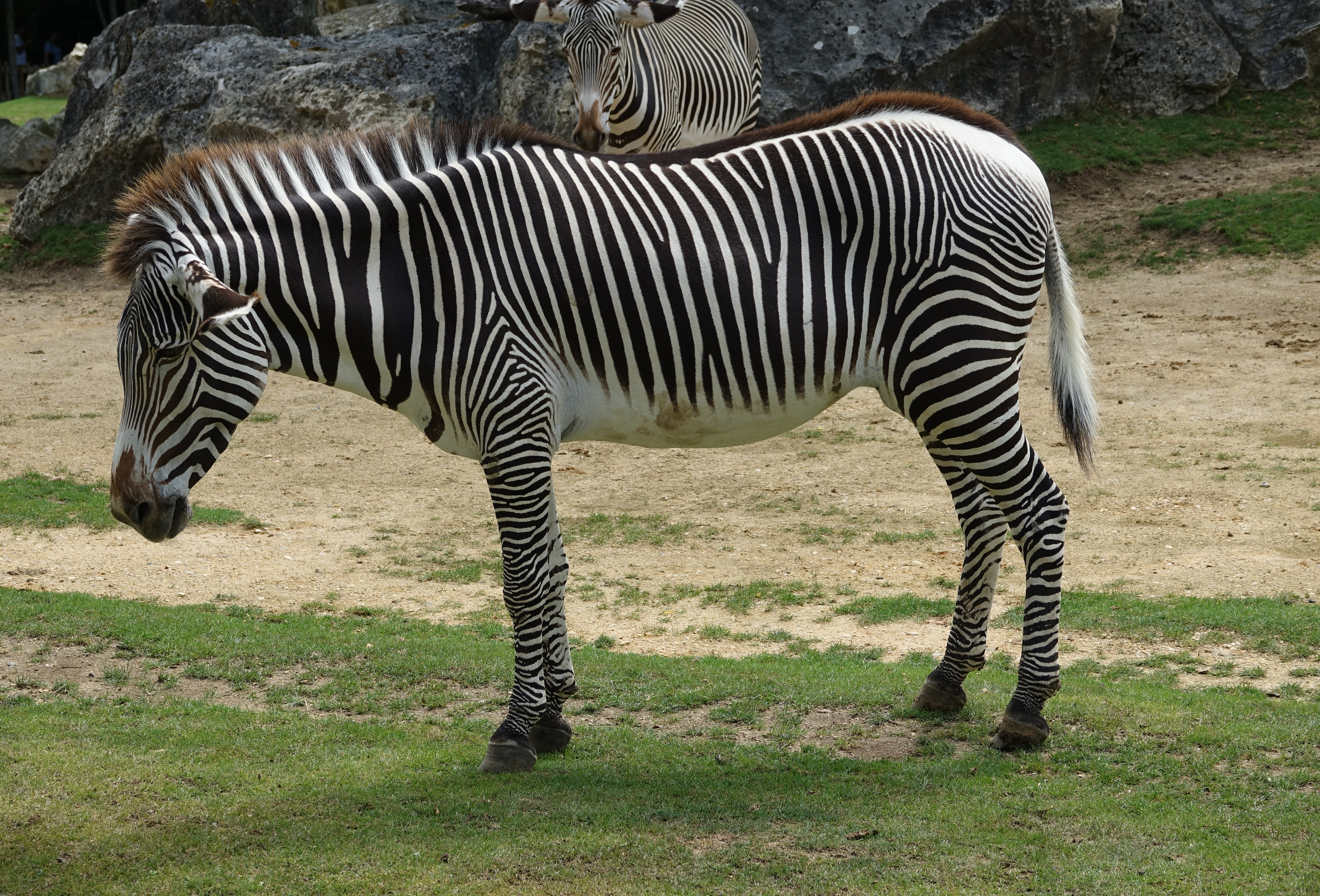
Zèbre
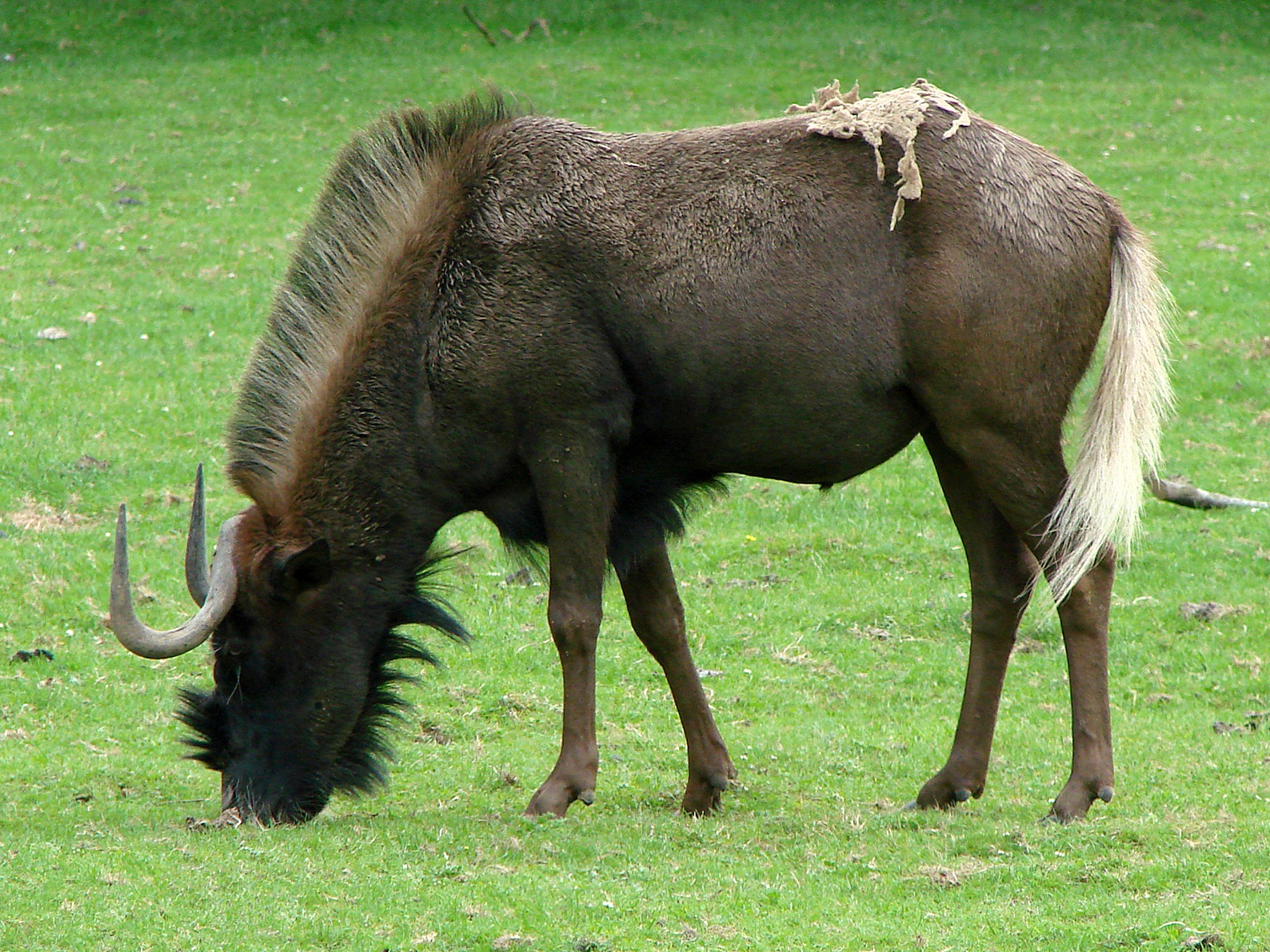
Gnou
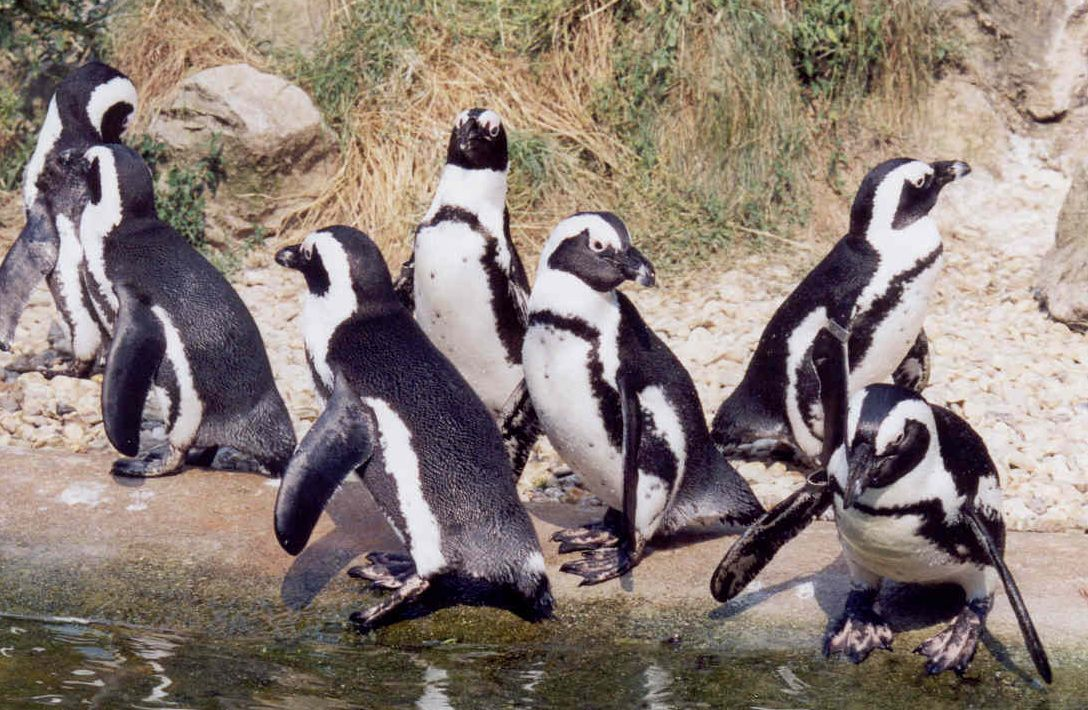
Manchot du Cap
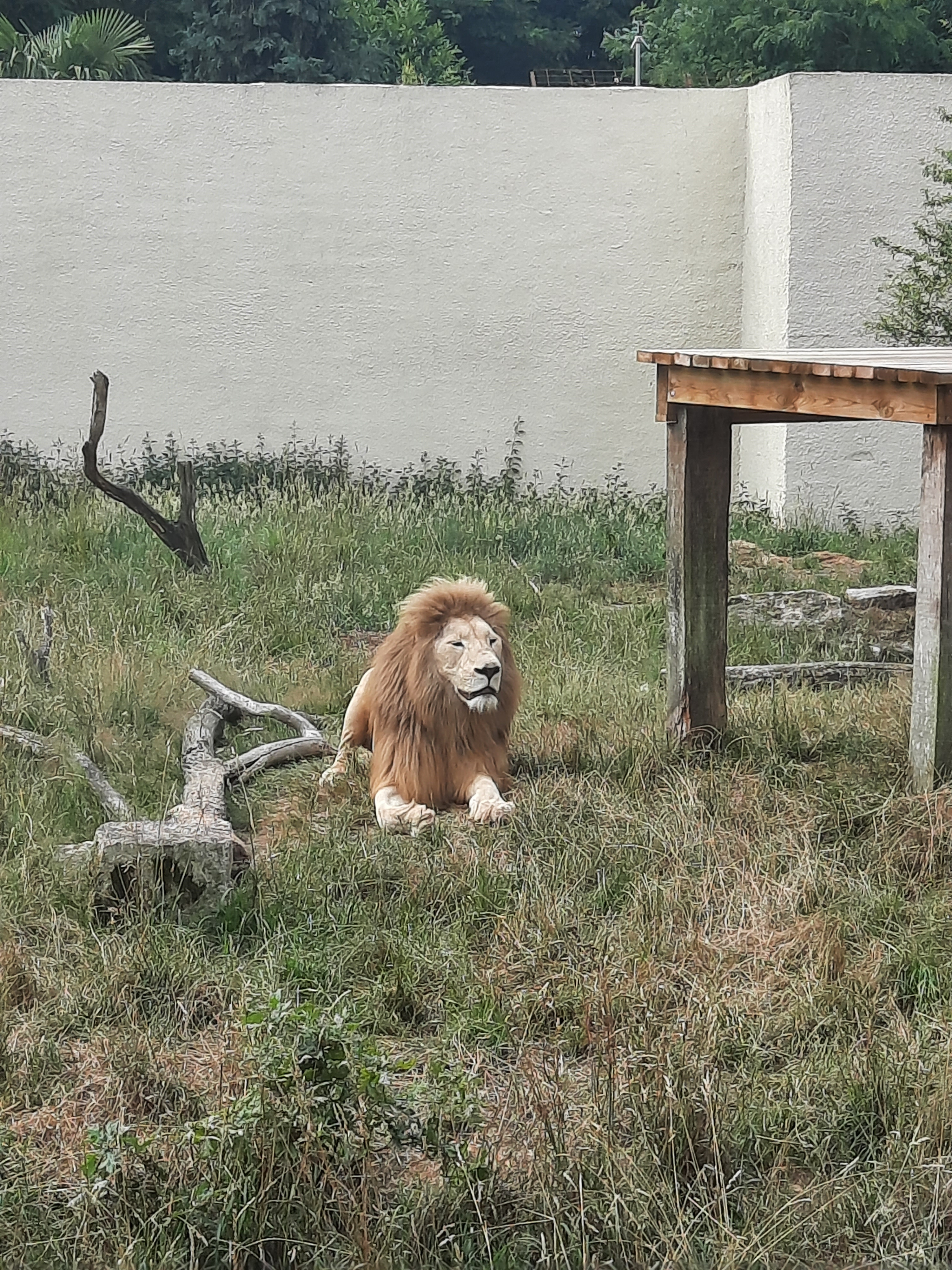
Lion
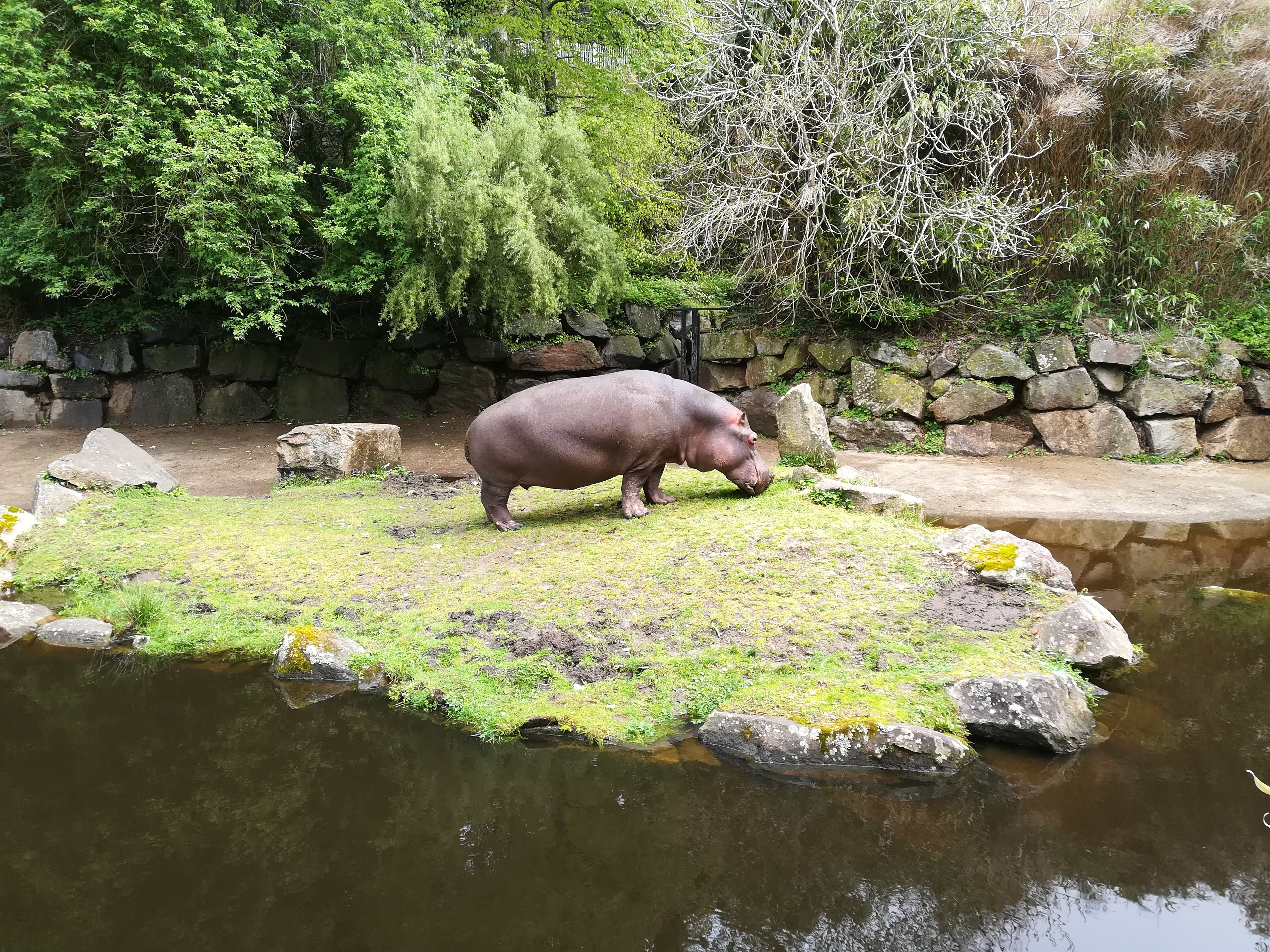
Hippopotame

### Reptilarium

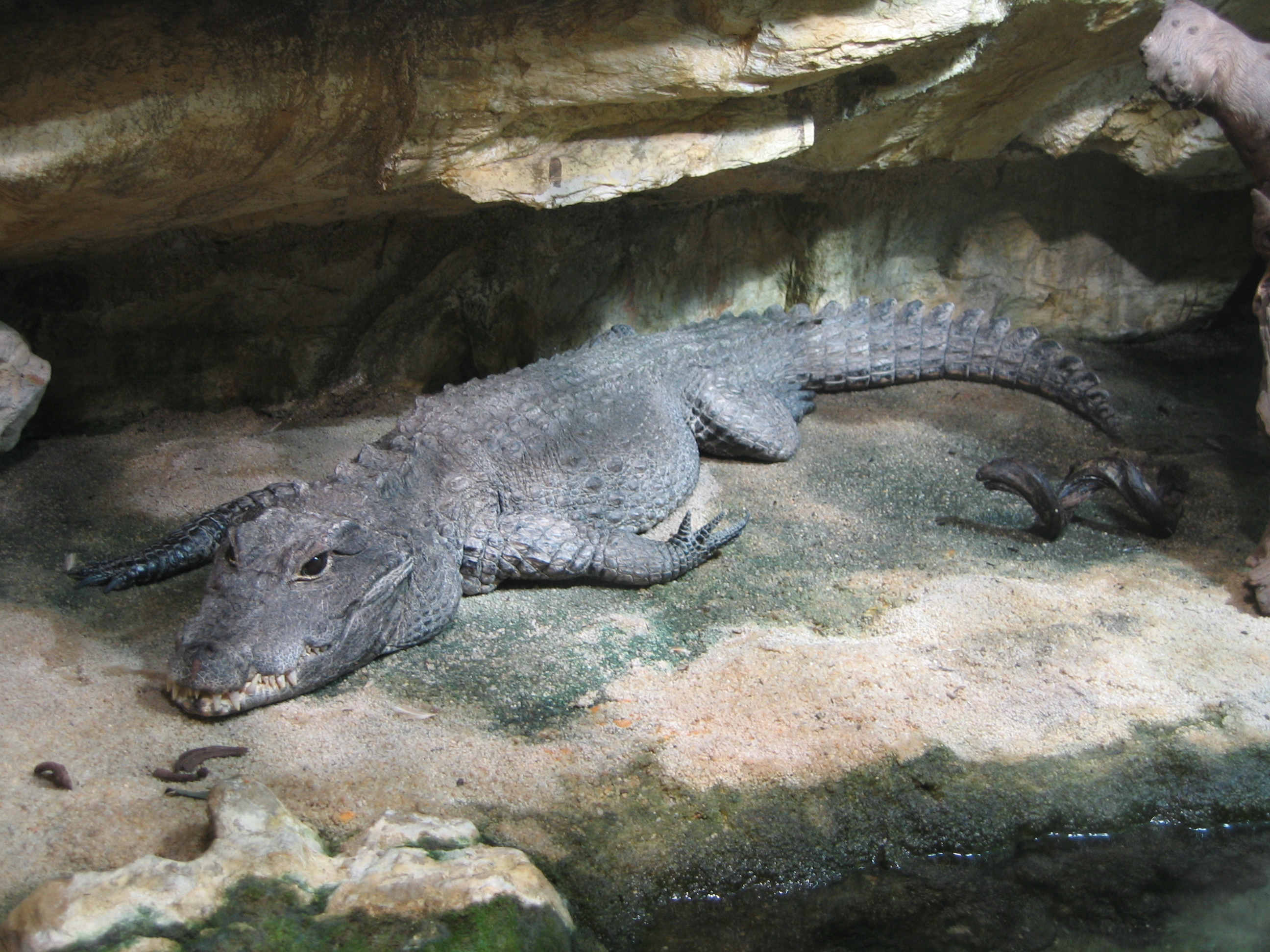
Crocodile nain
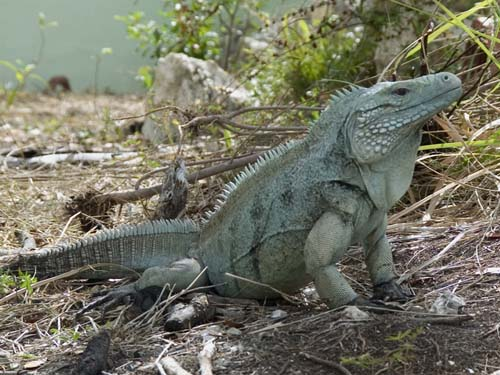
Iguane bleu
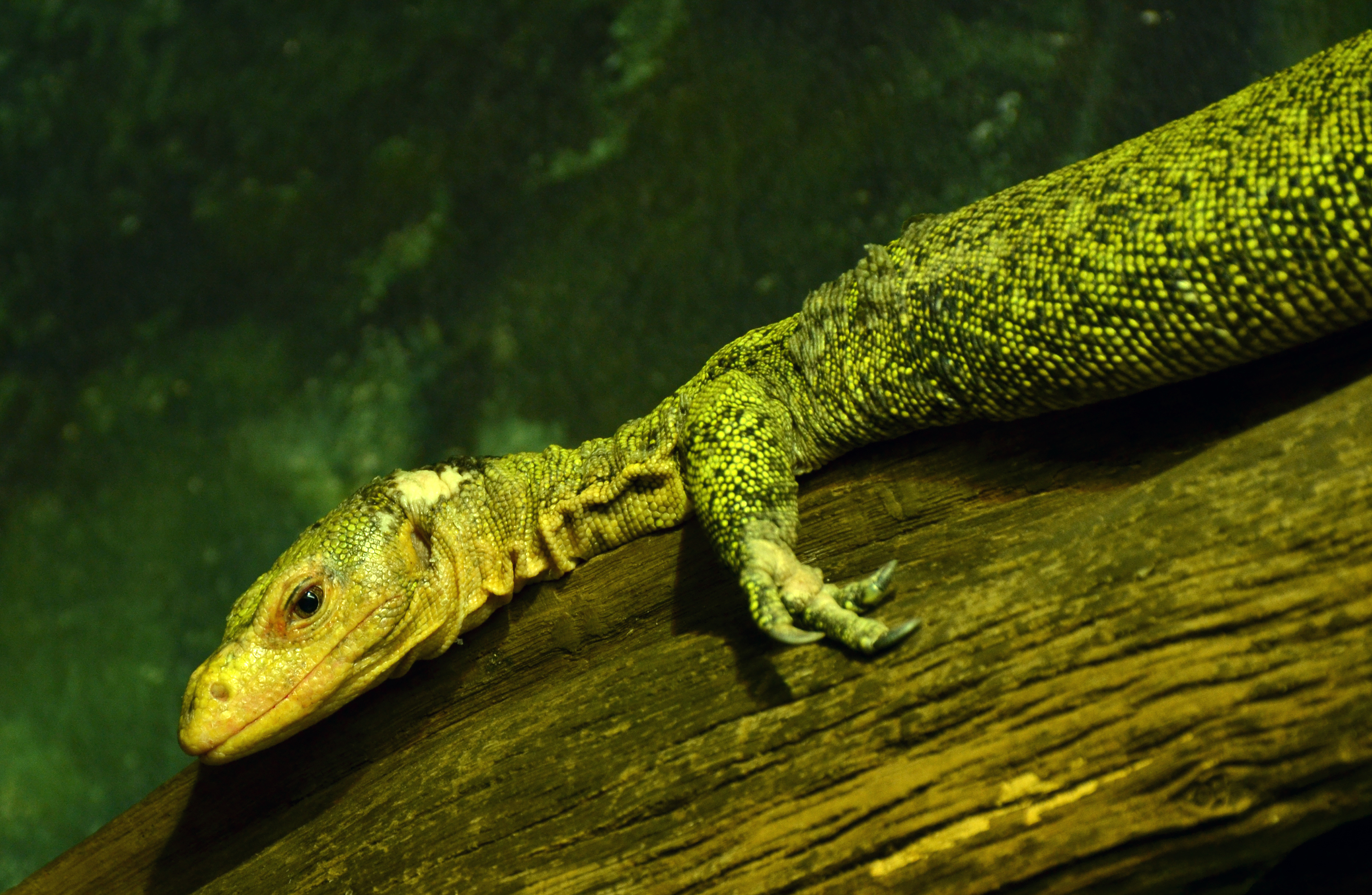
Varan Jaune coing
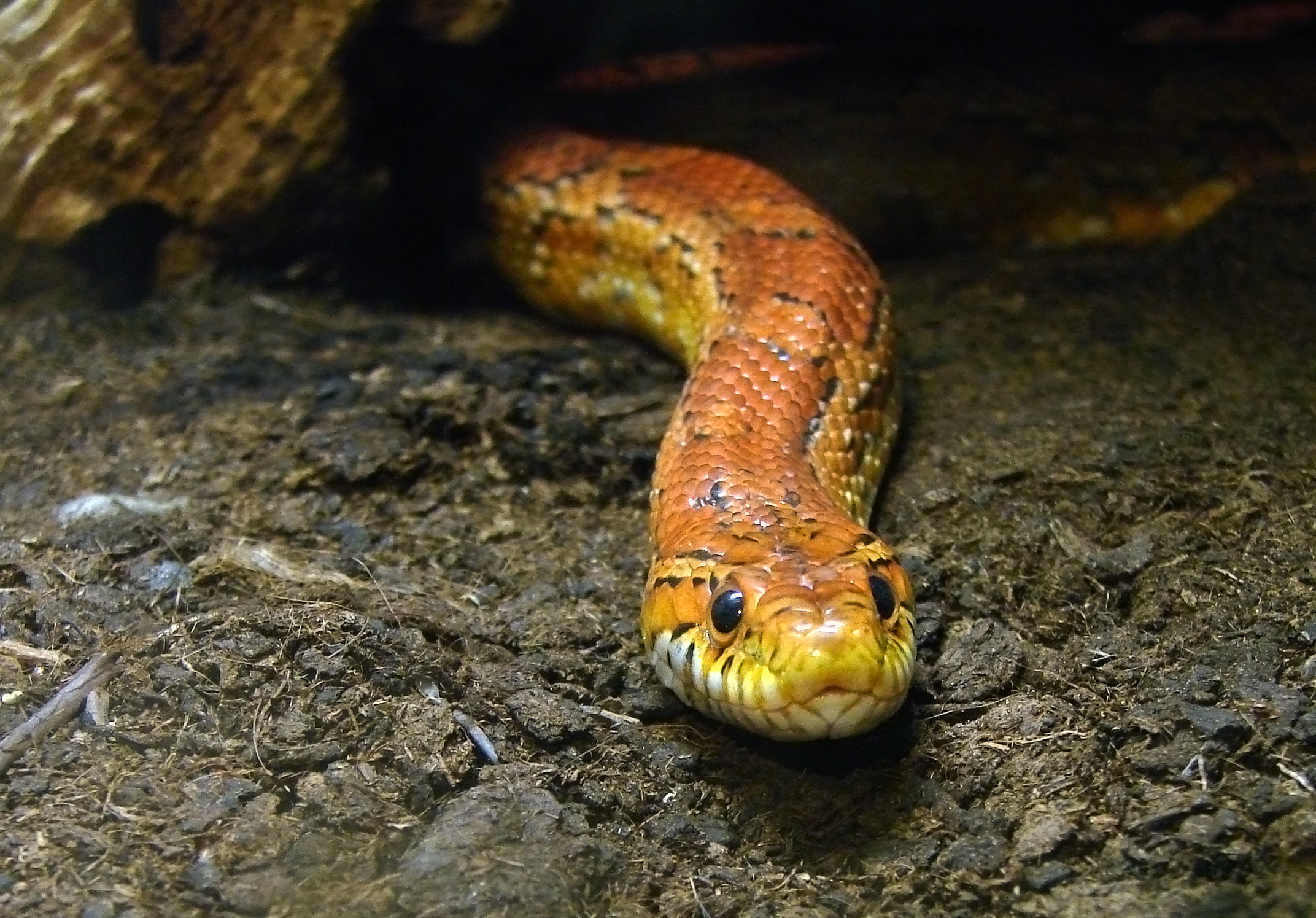
Serpent des blés
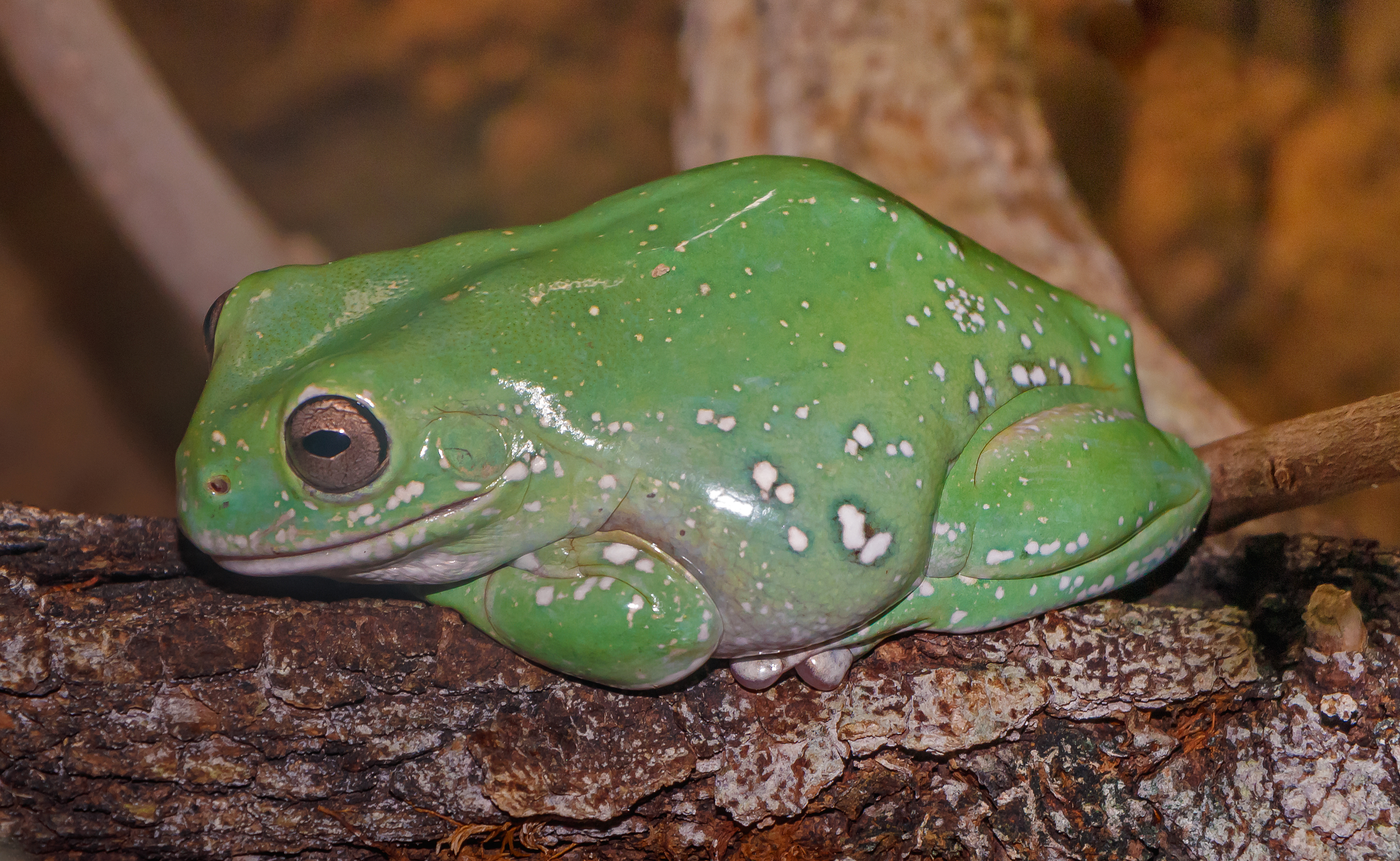
Rainette de White
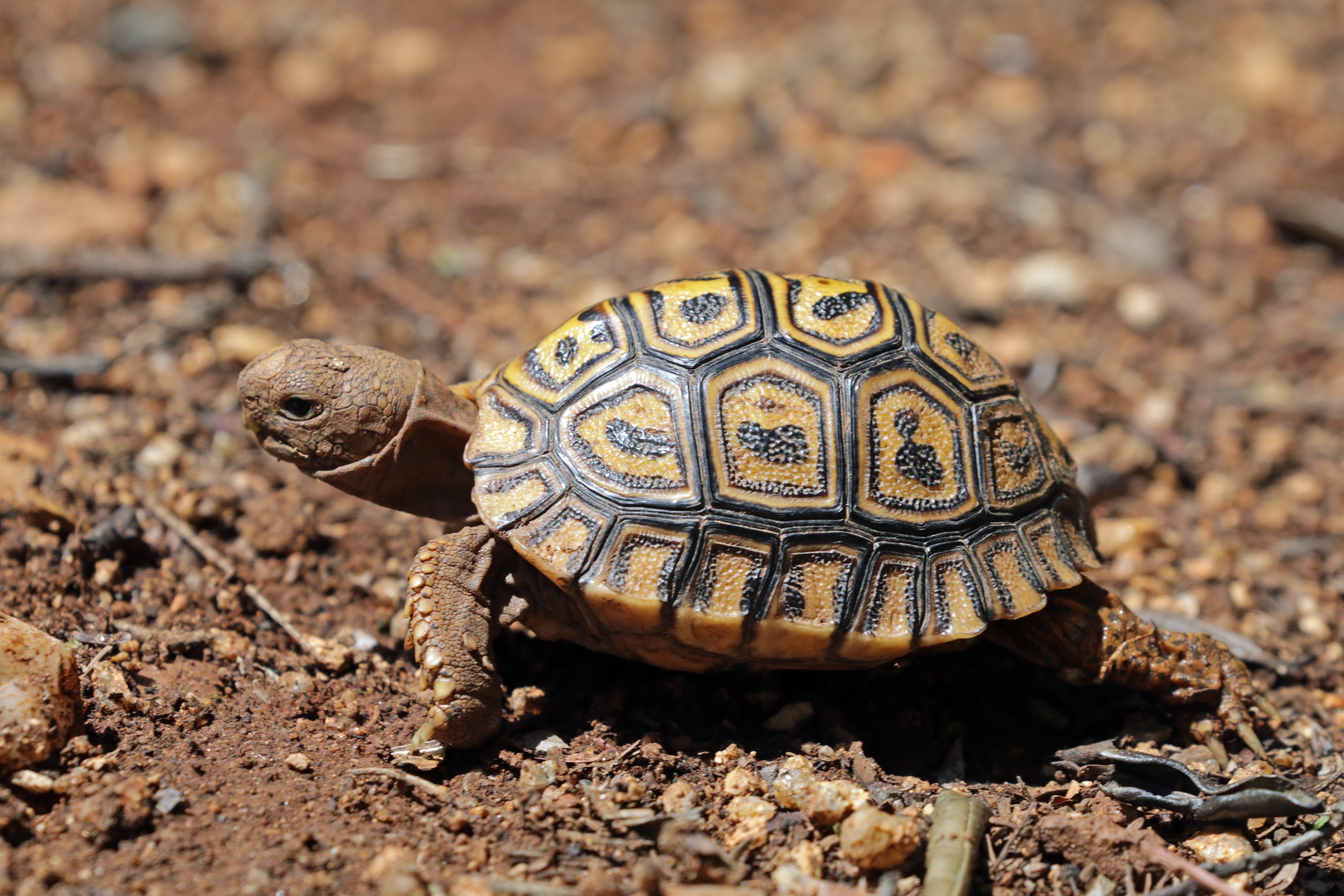
Tortue léopard
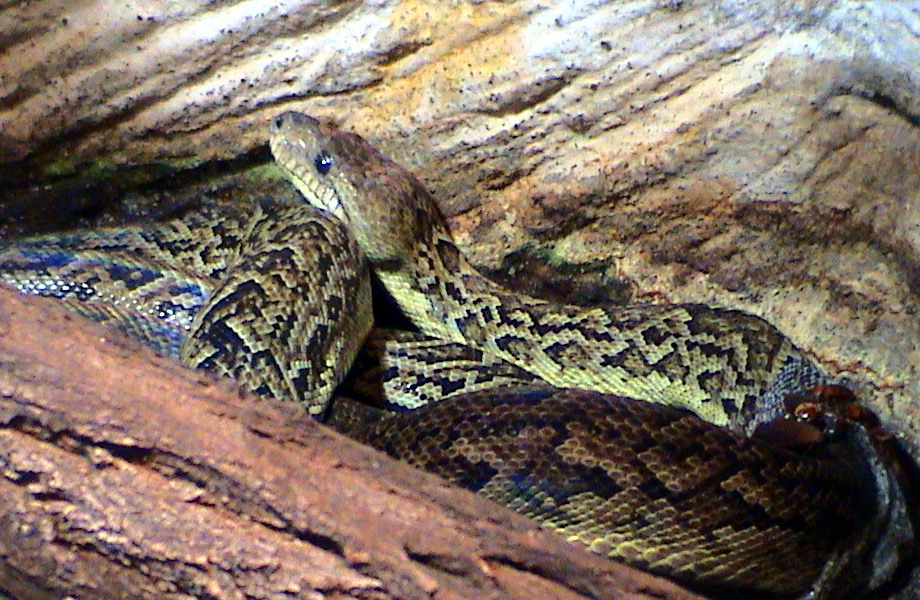
Boa de Cuba
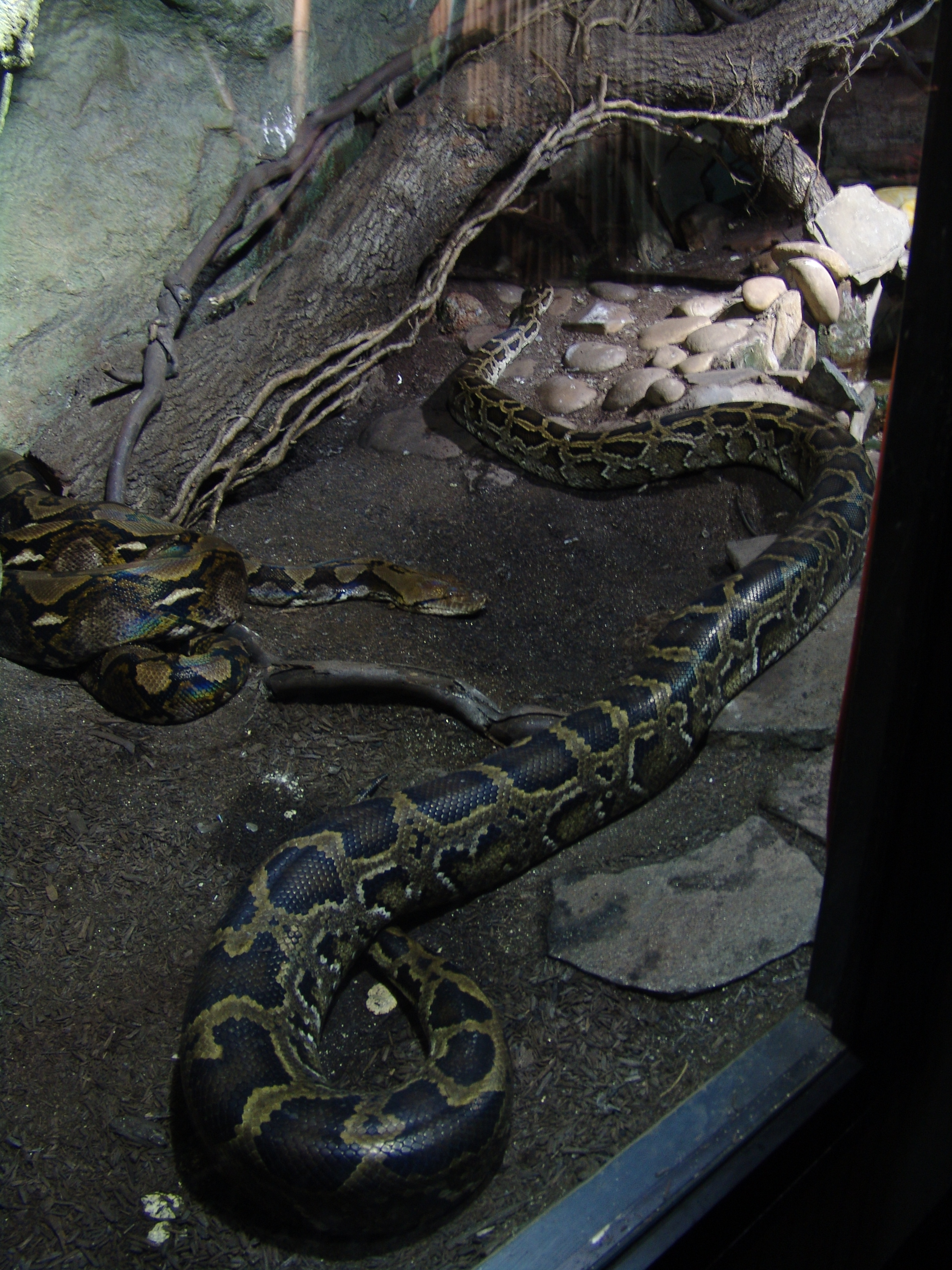
Python réticulé
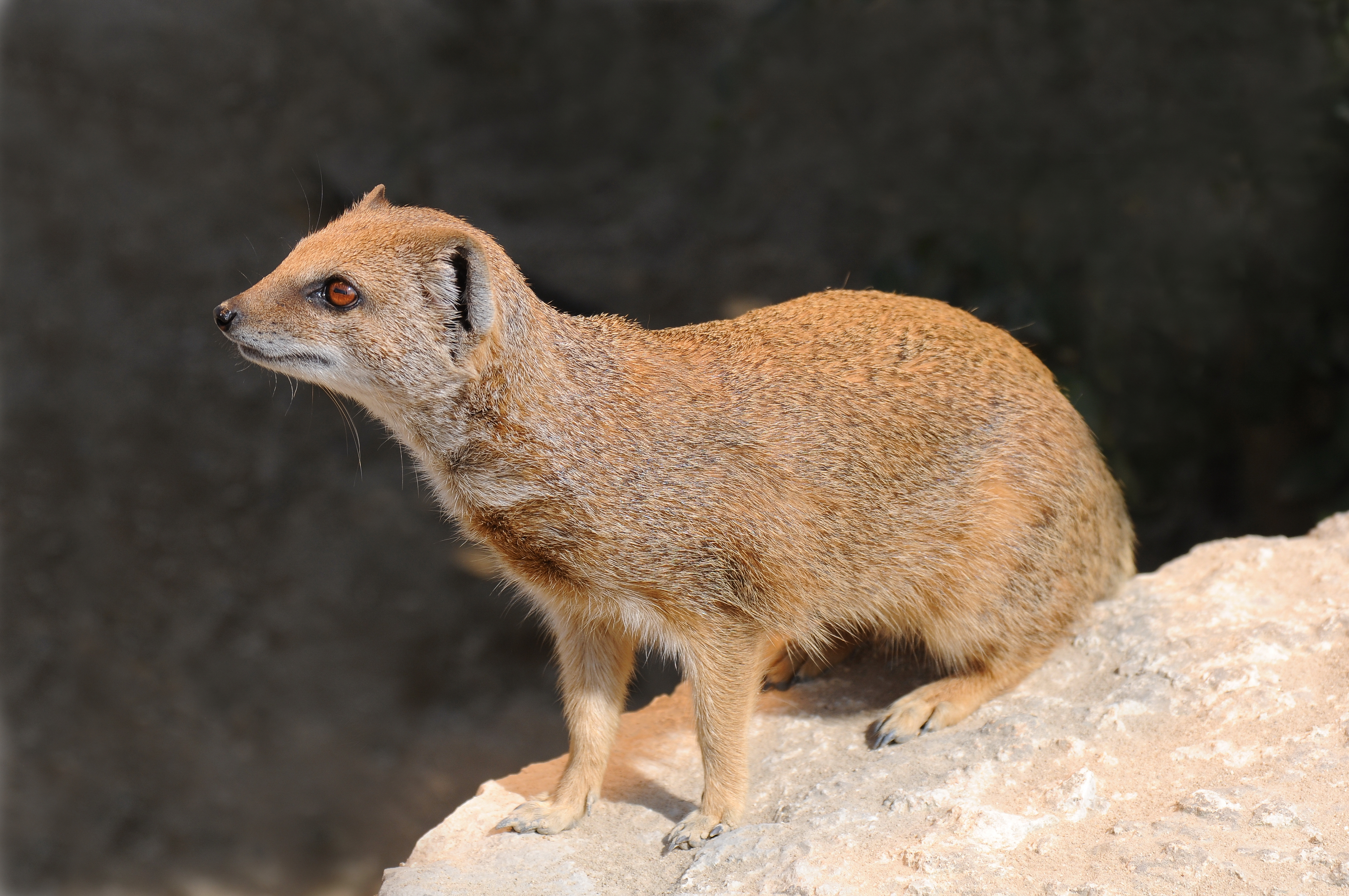
Mangouste fauve
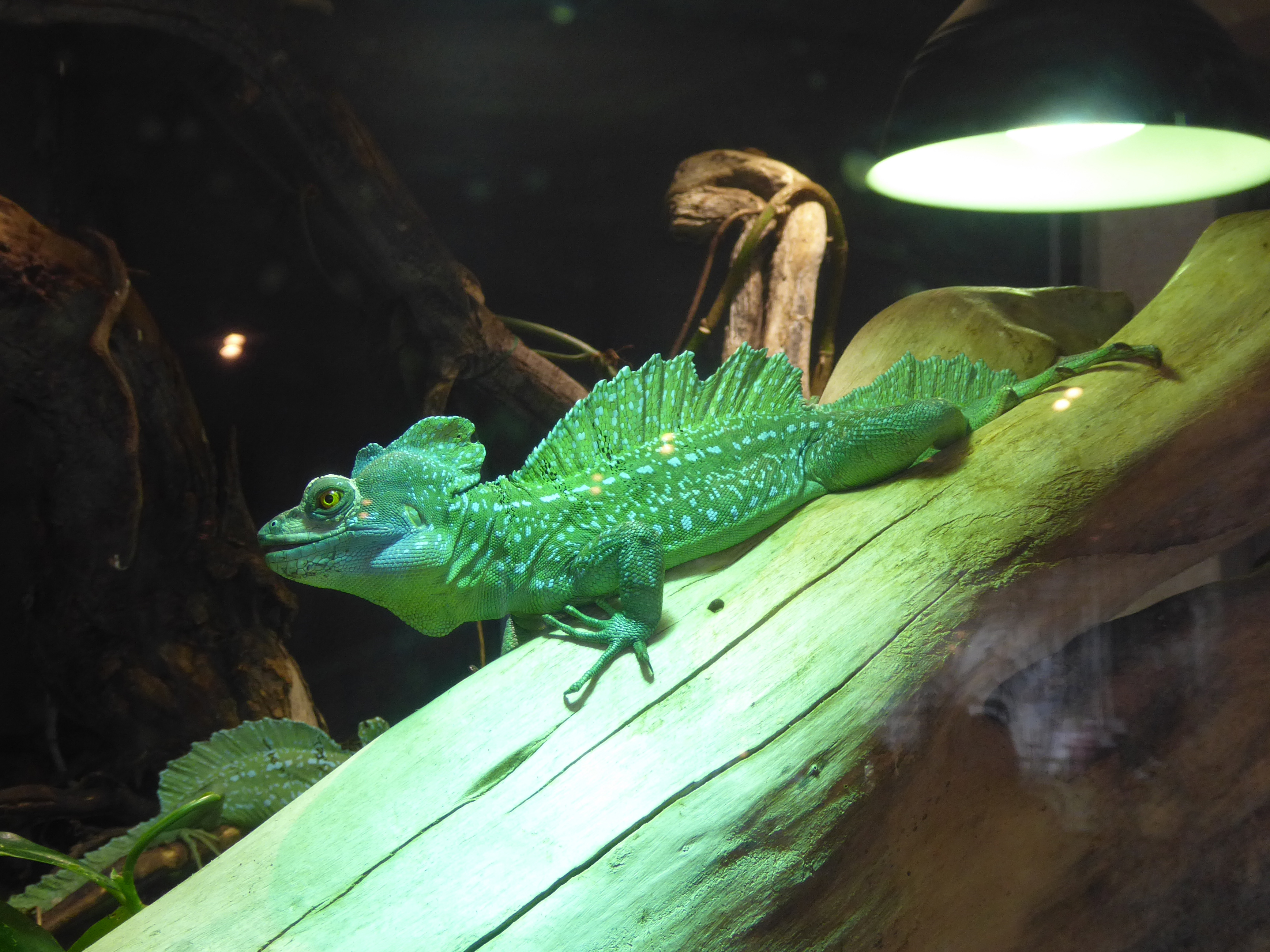
Basilic vert

### Voyage en Amérique du Sud

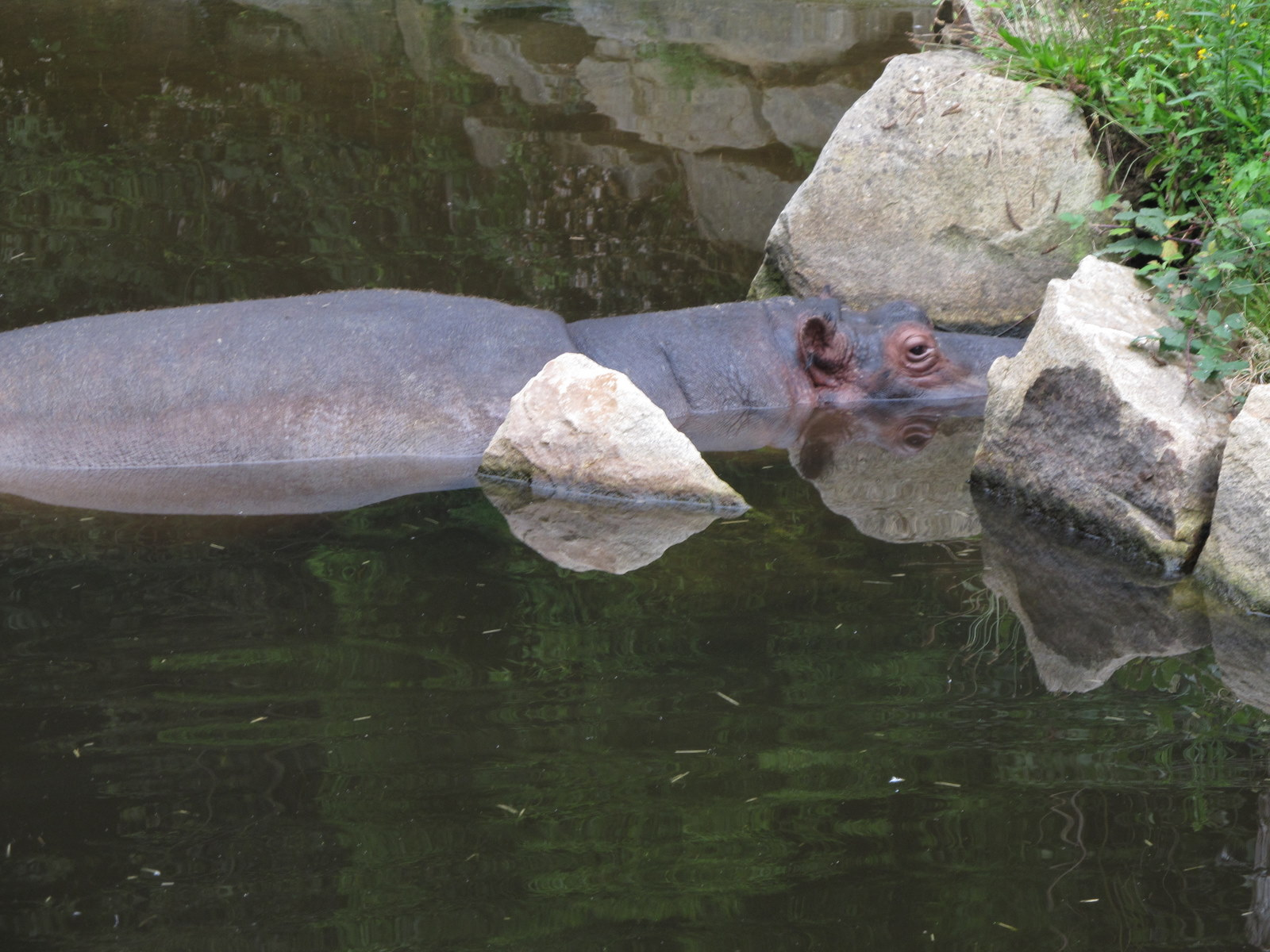
Hippopotame
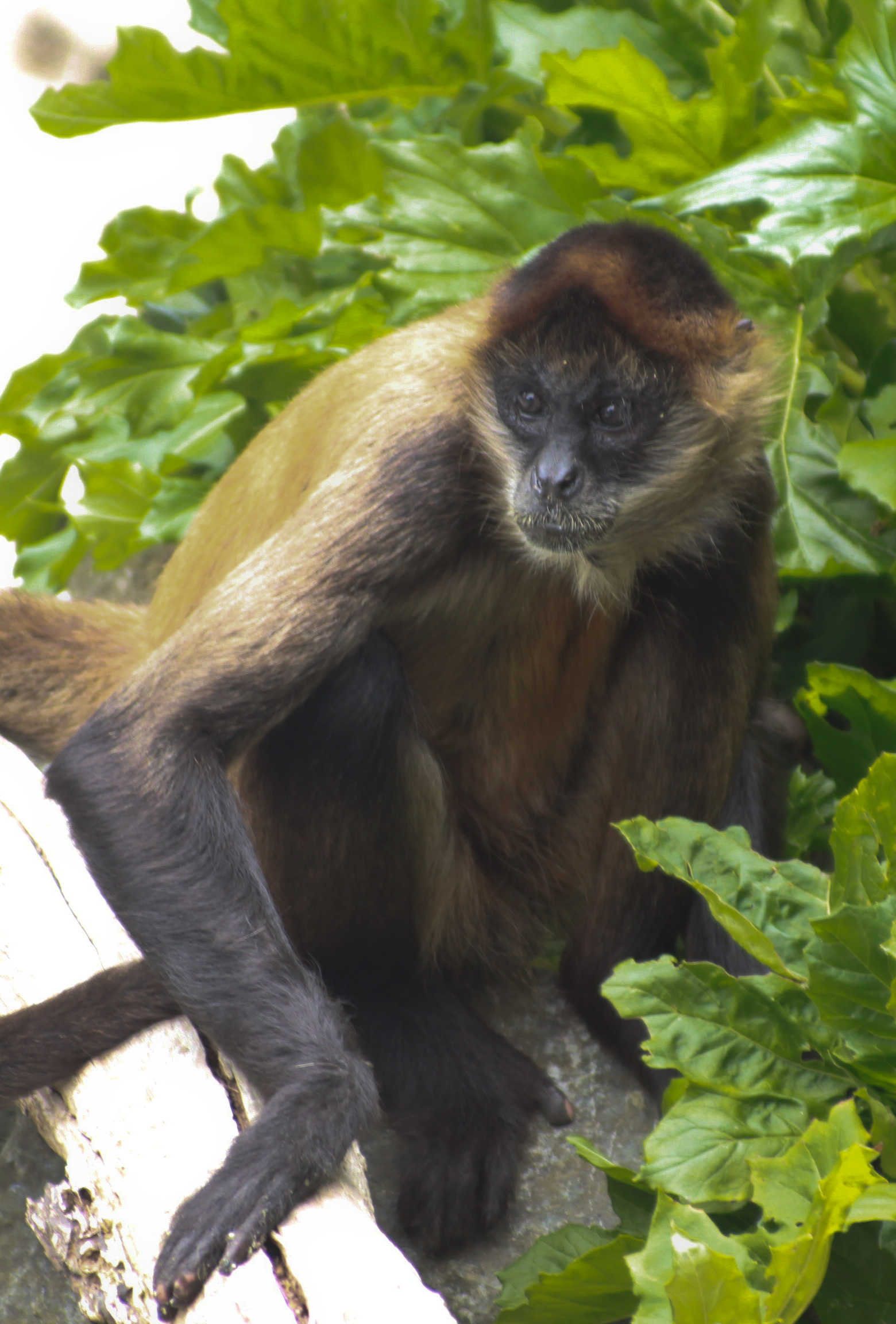
Atèle de Geoffroy
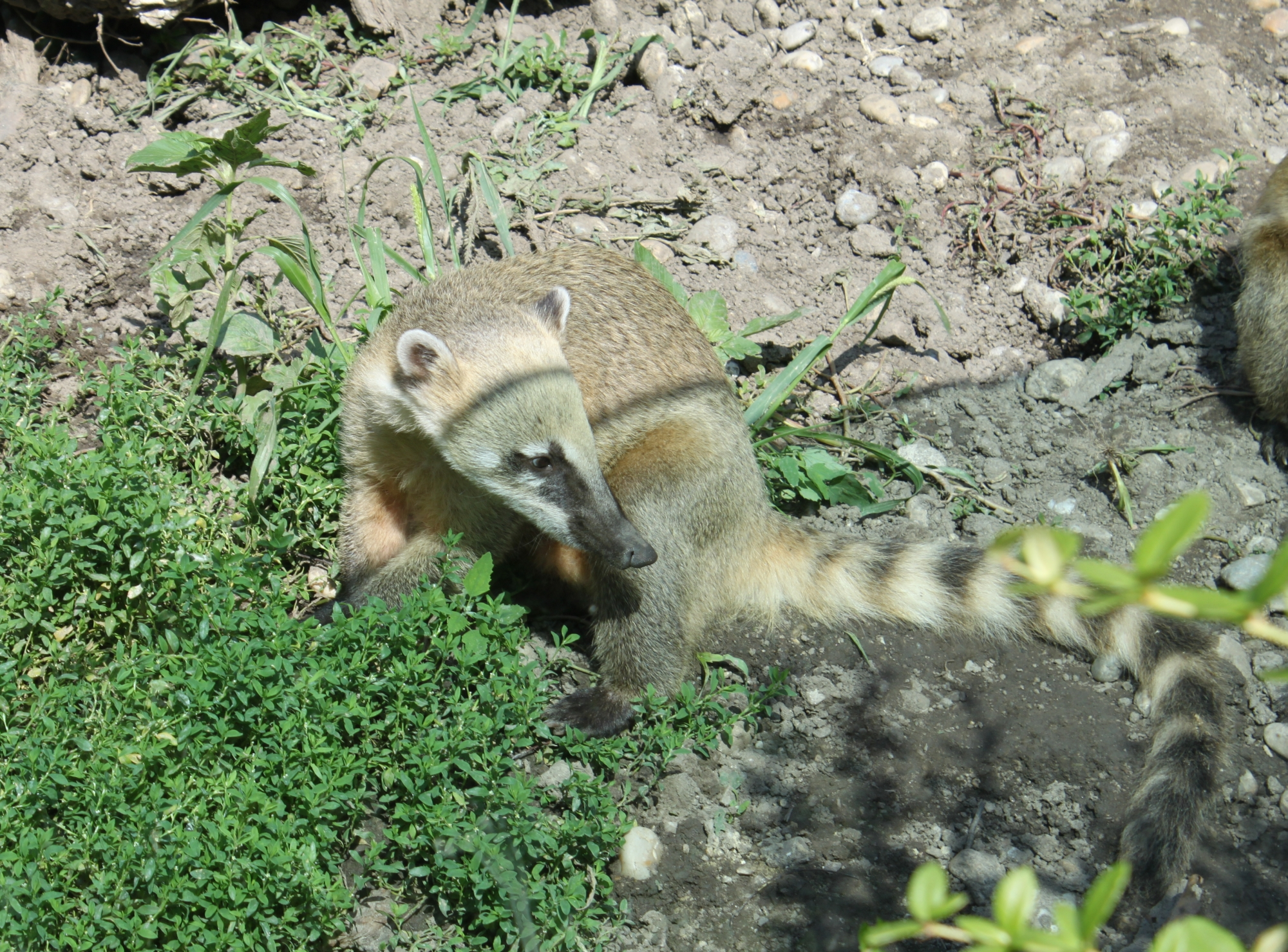
Coati Brun
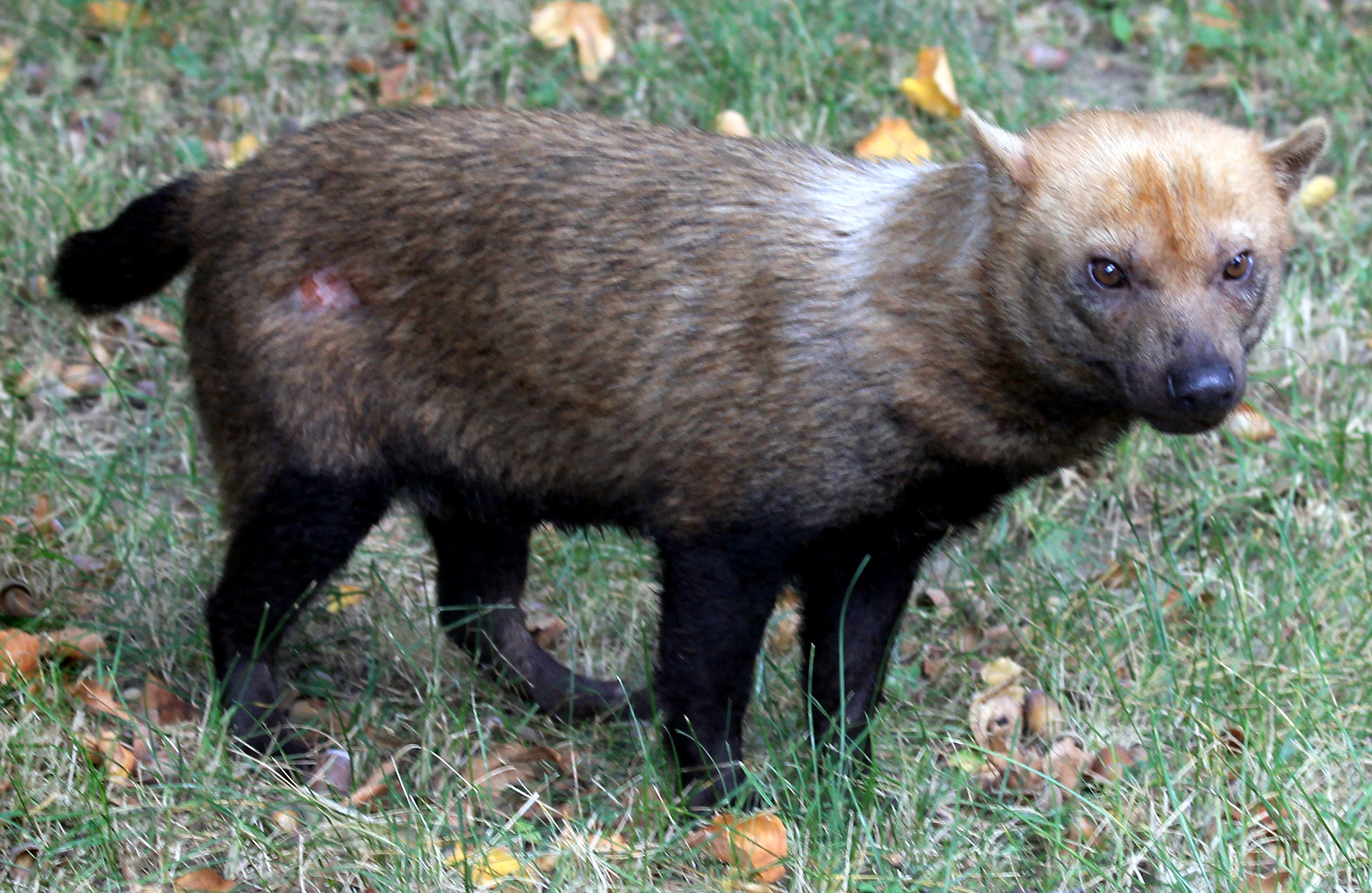
Chien des buissons
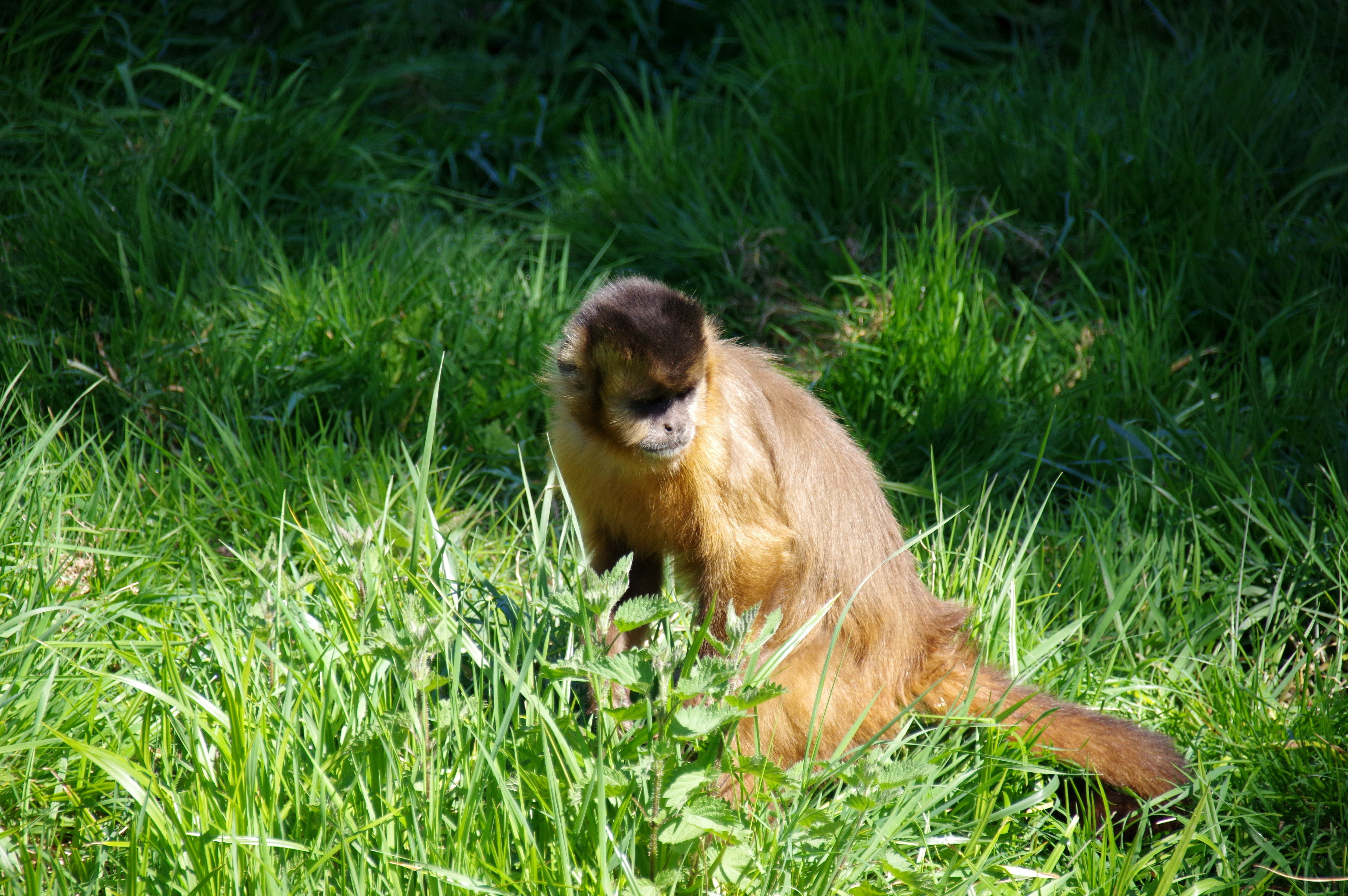
Capucin Brun
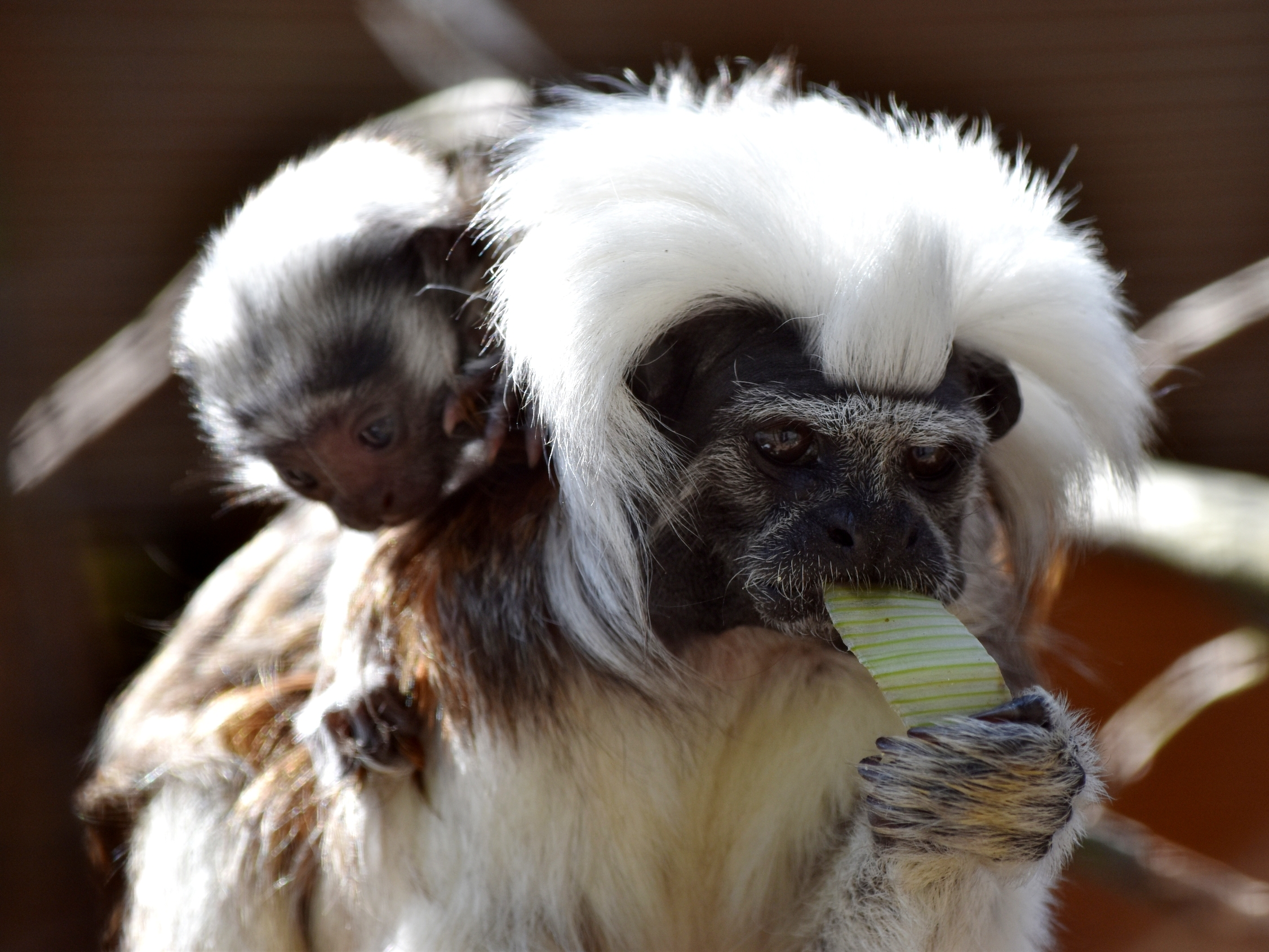
Tamarin Pinchée
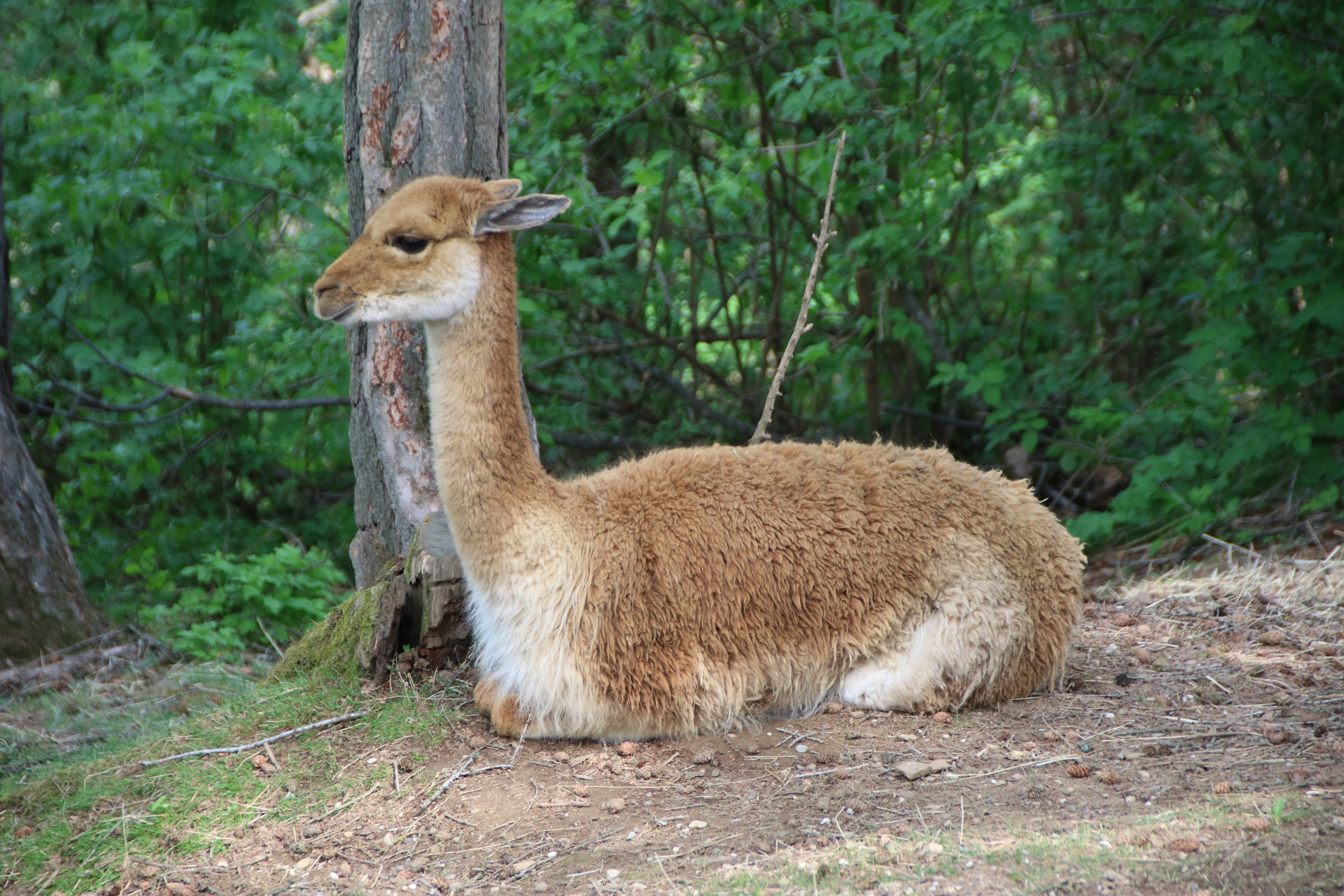
Vigogne
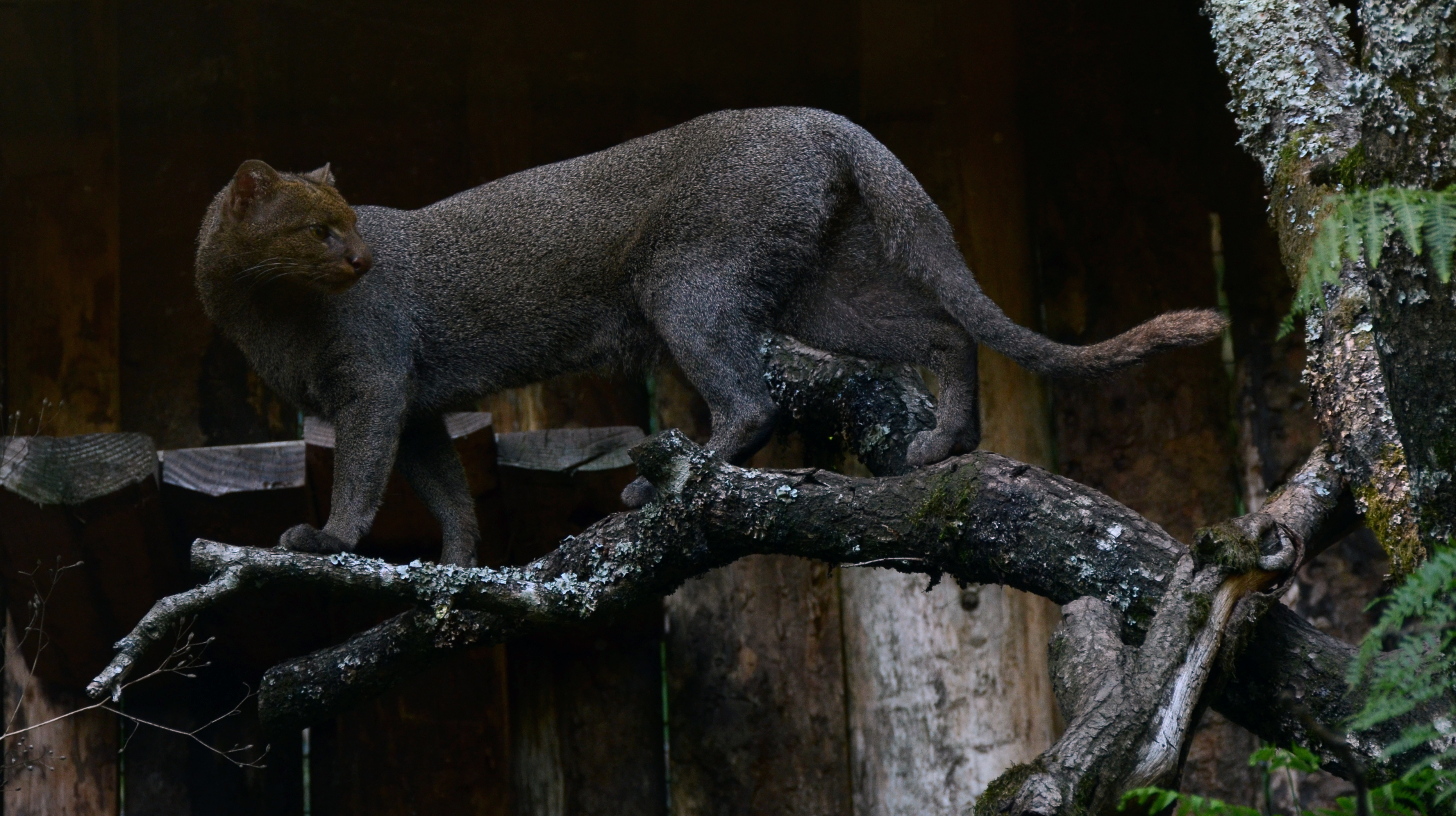
Jaguarondi
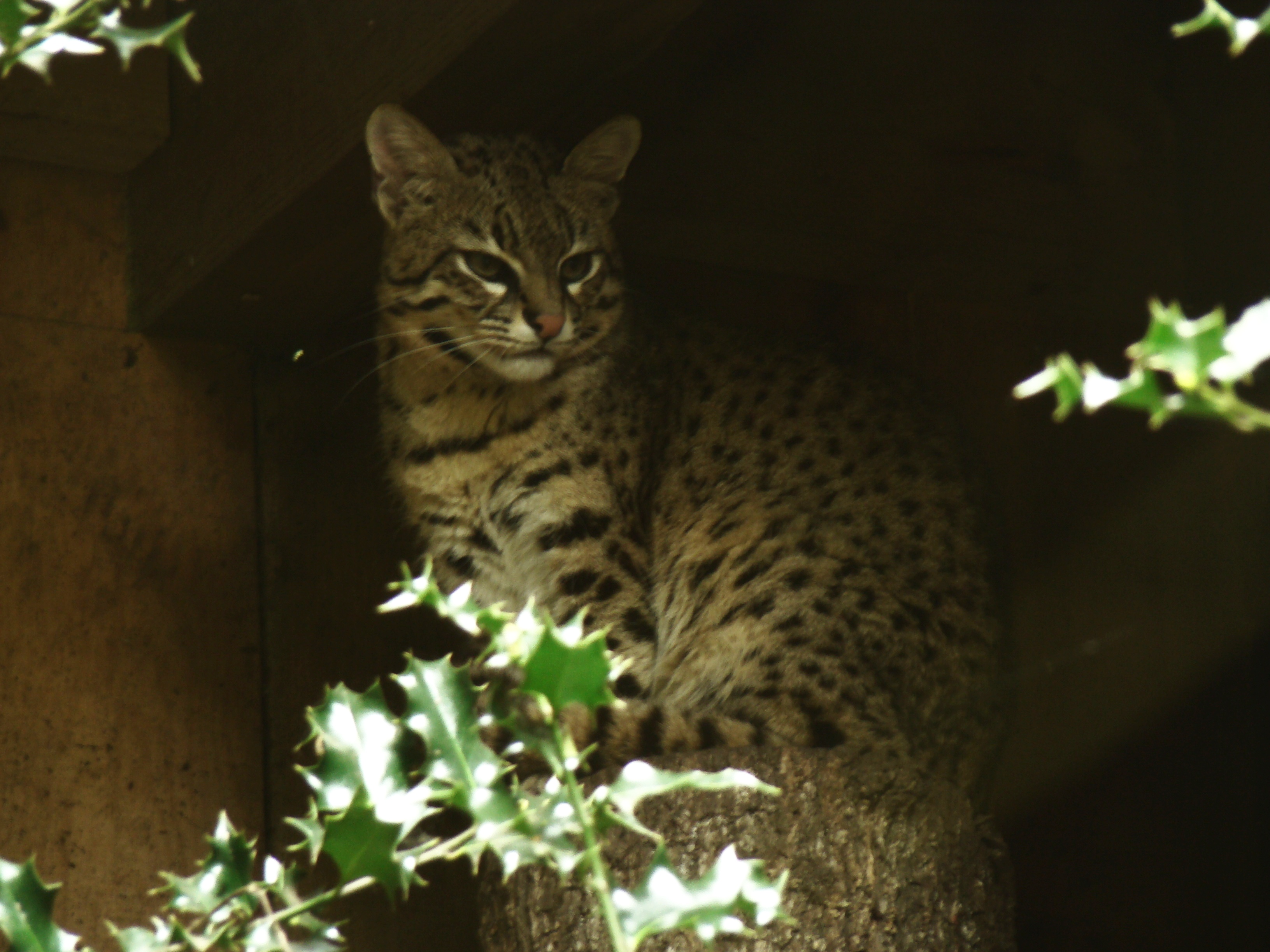
Chat de Geoffroy
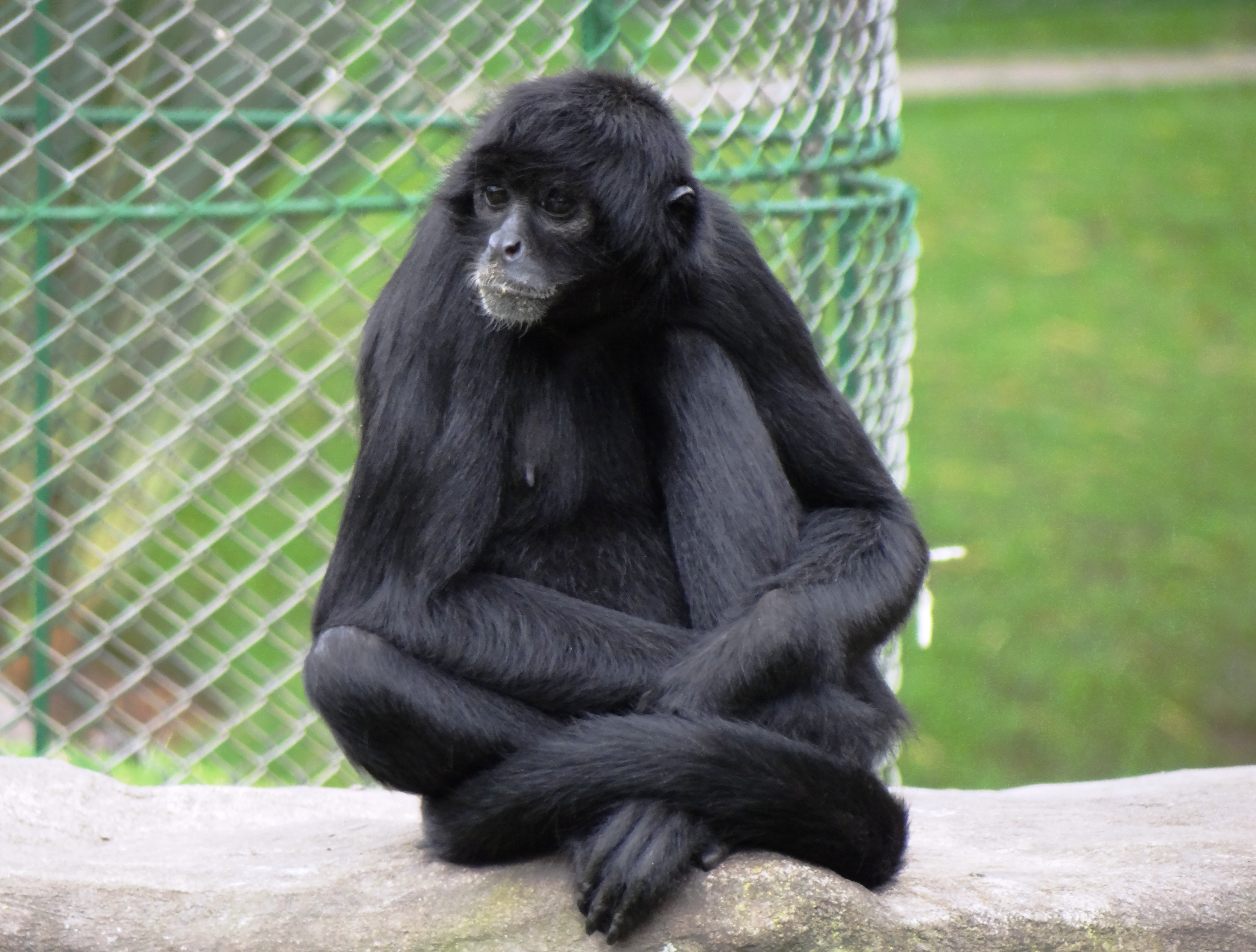
Atèle à tête brune
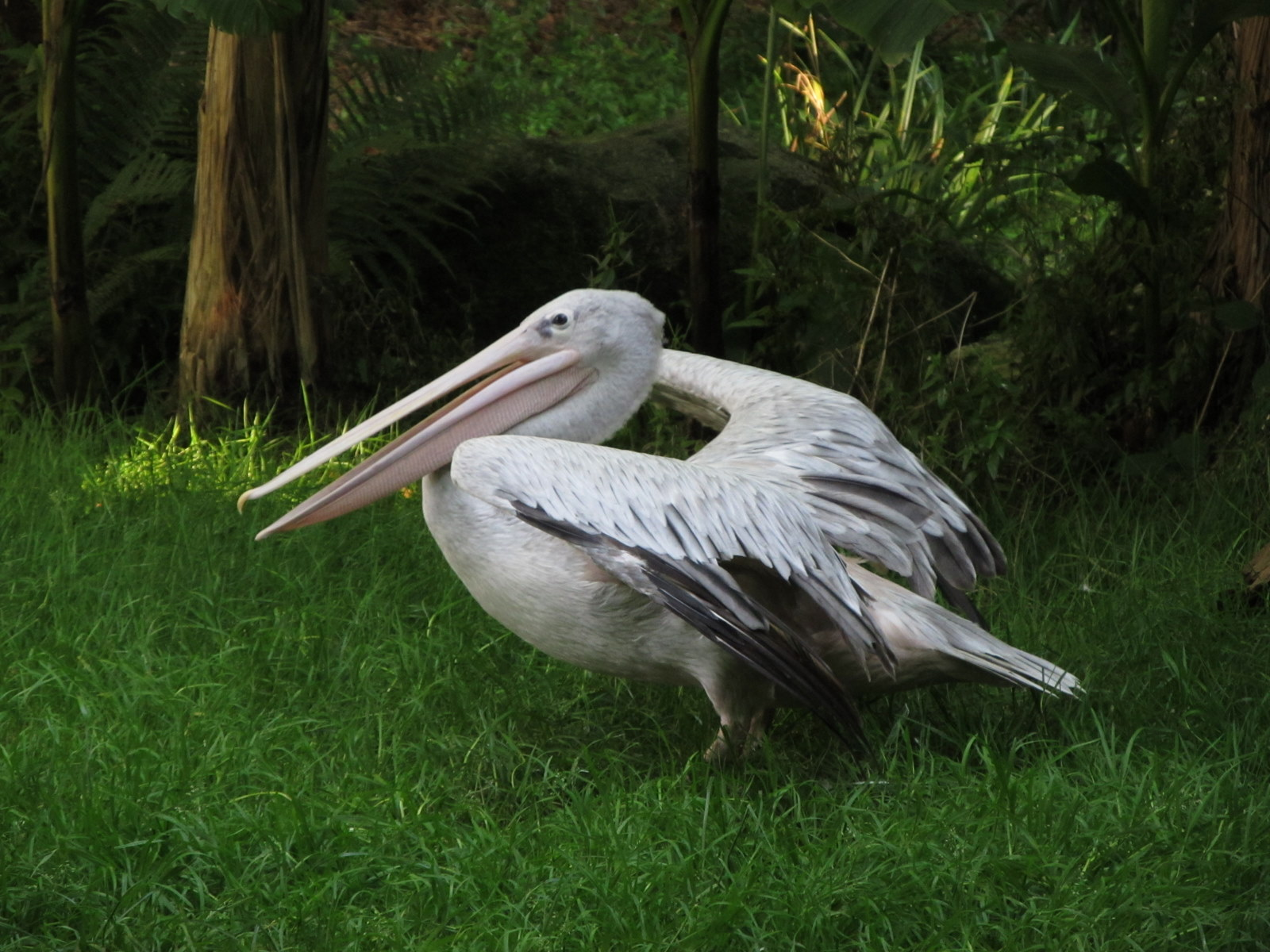
Pélican frisé
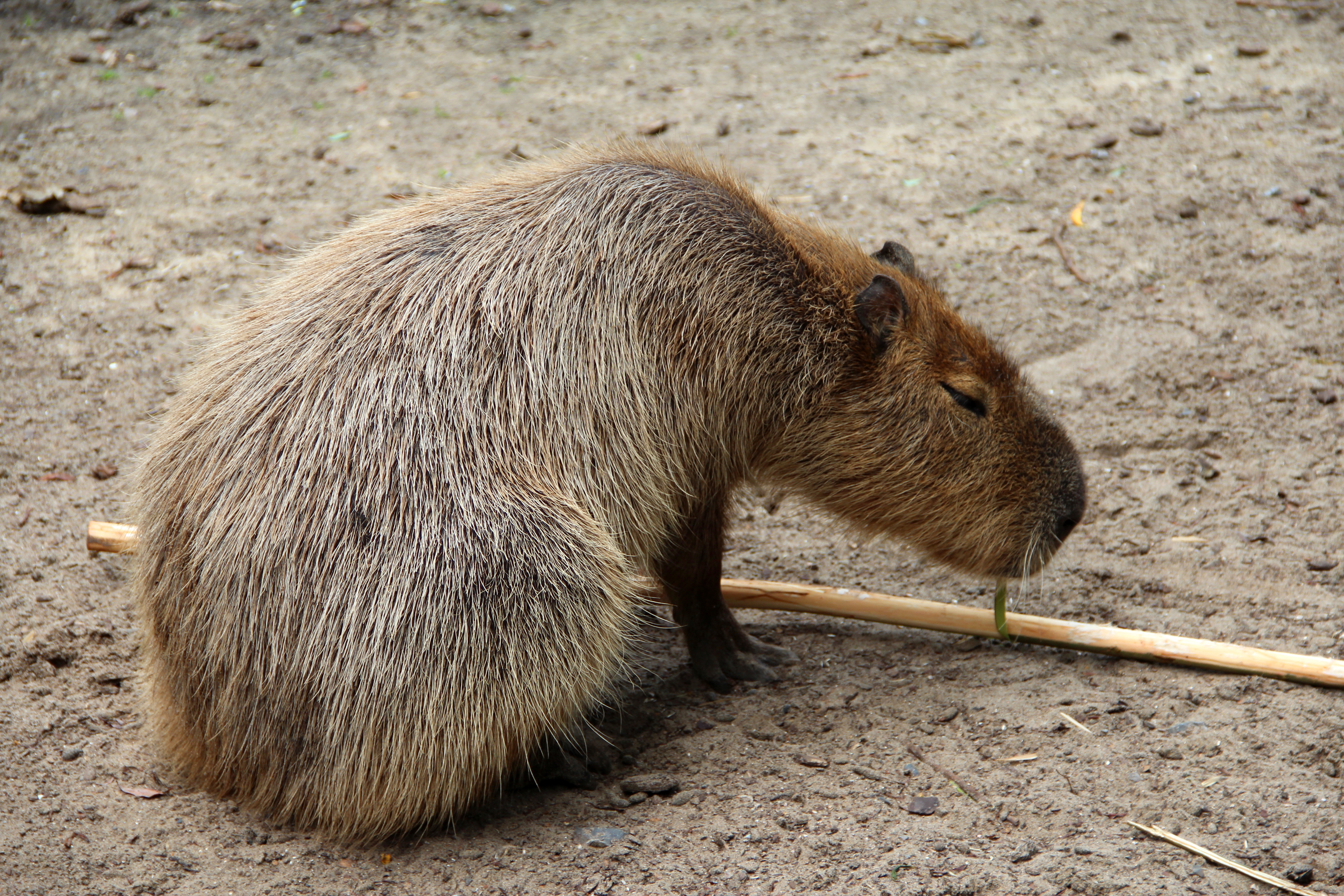
Capybara
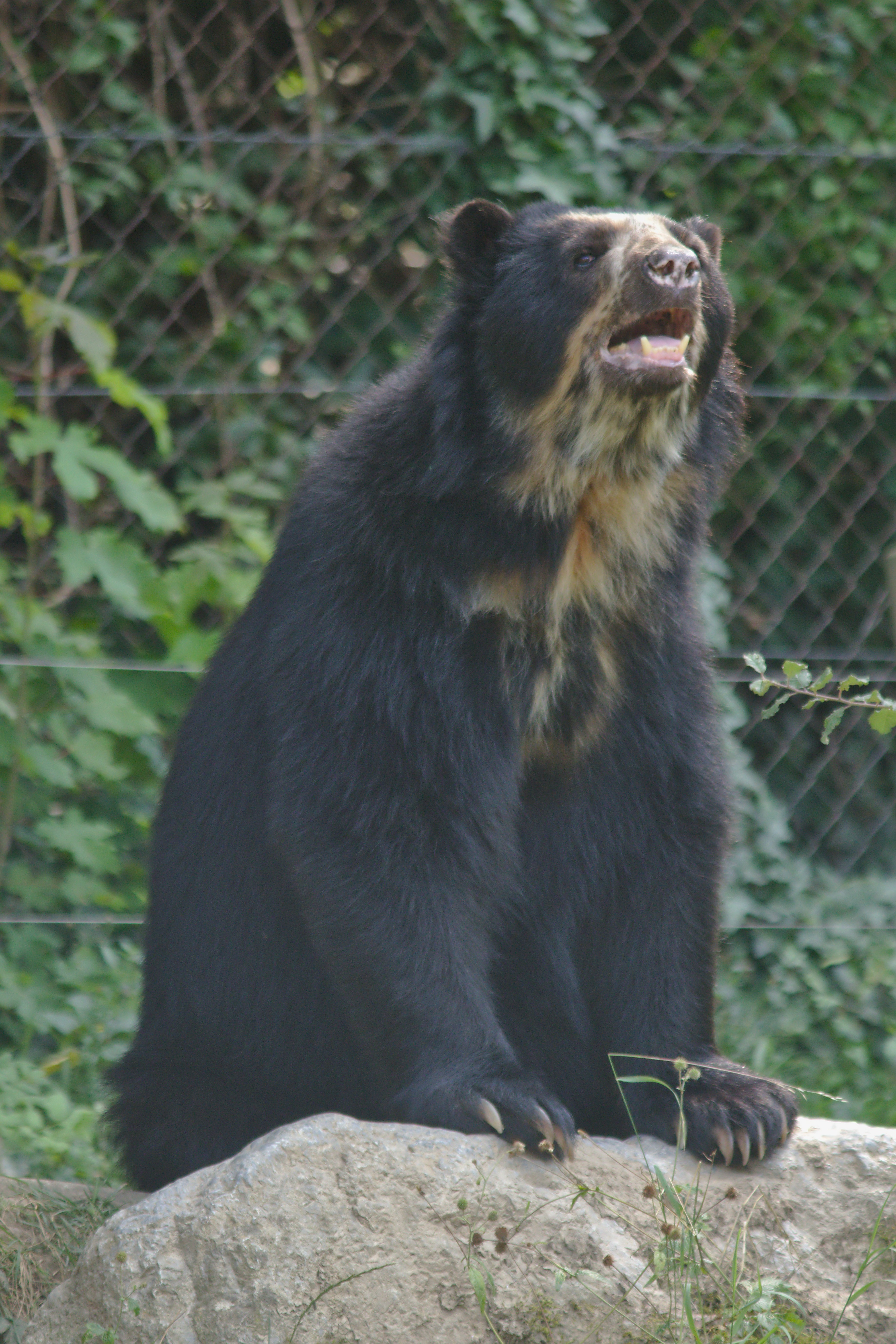
Ours à lunettes
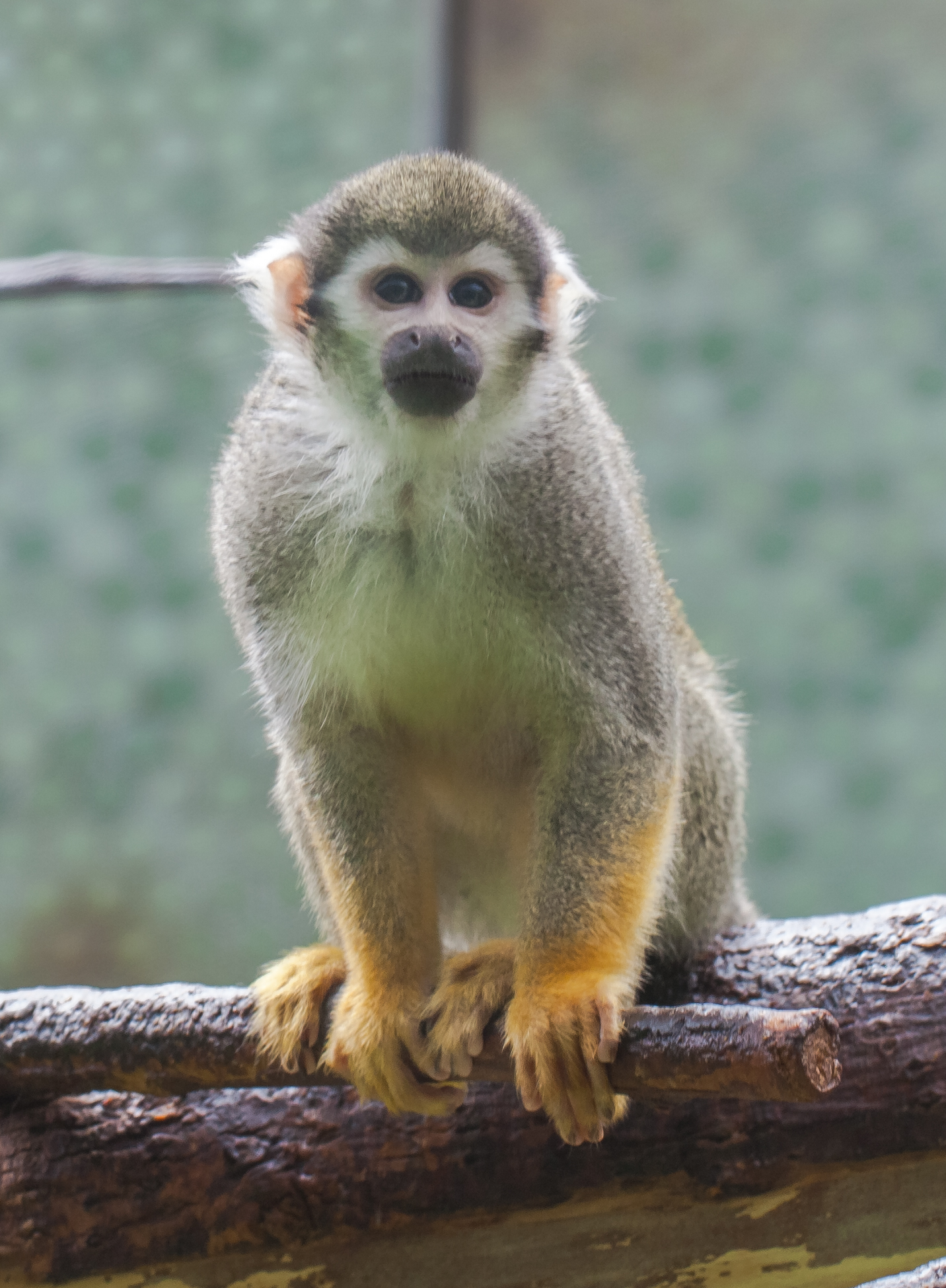
Saimiri
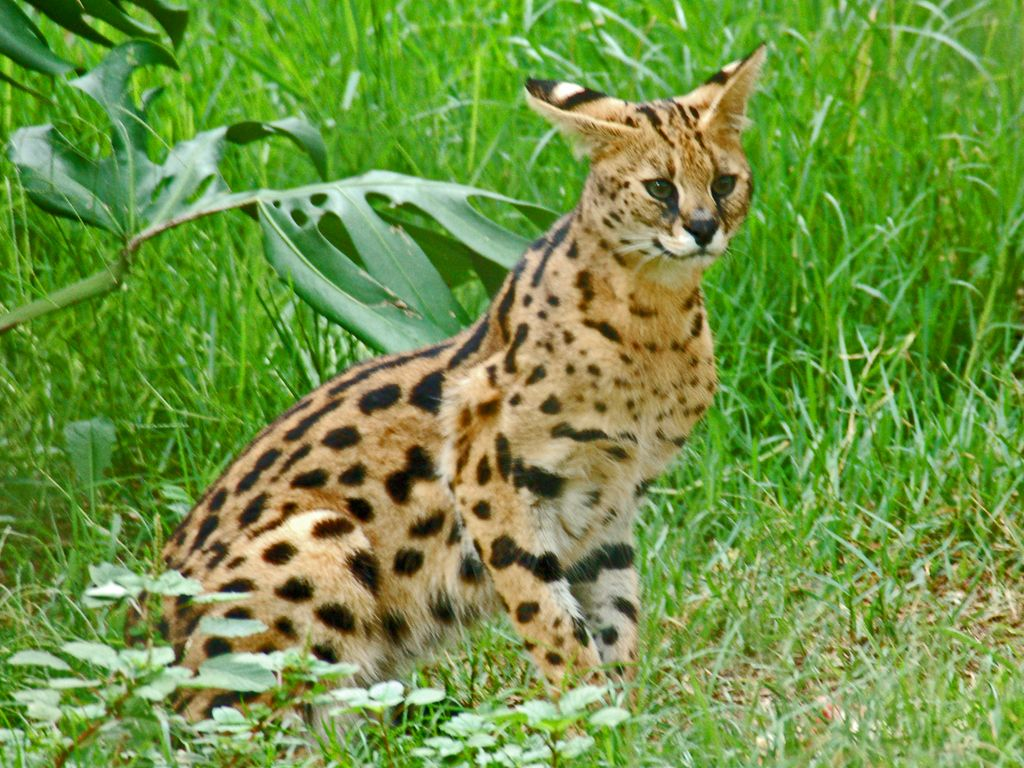
Serval
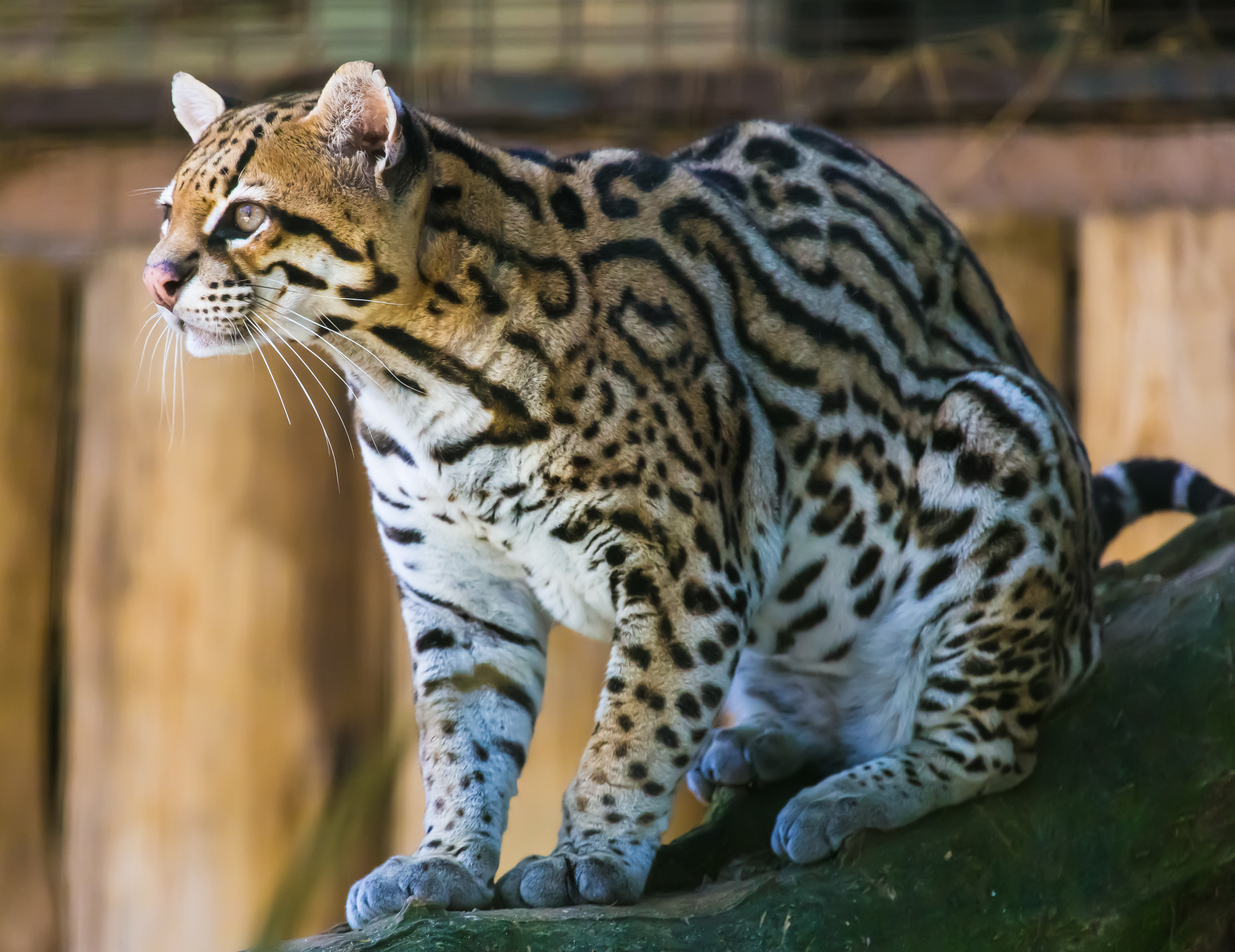
Ocelot

### Voyage en Asie

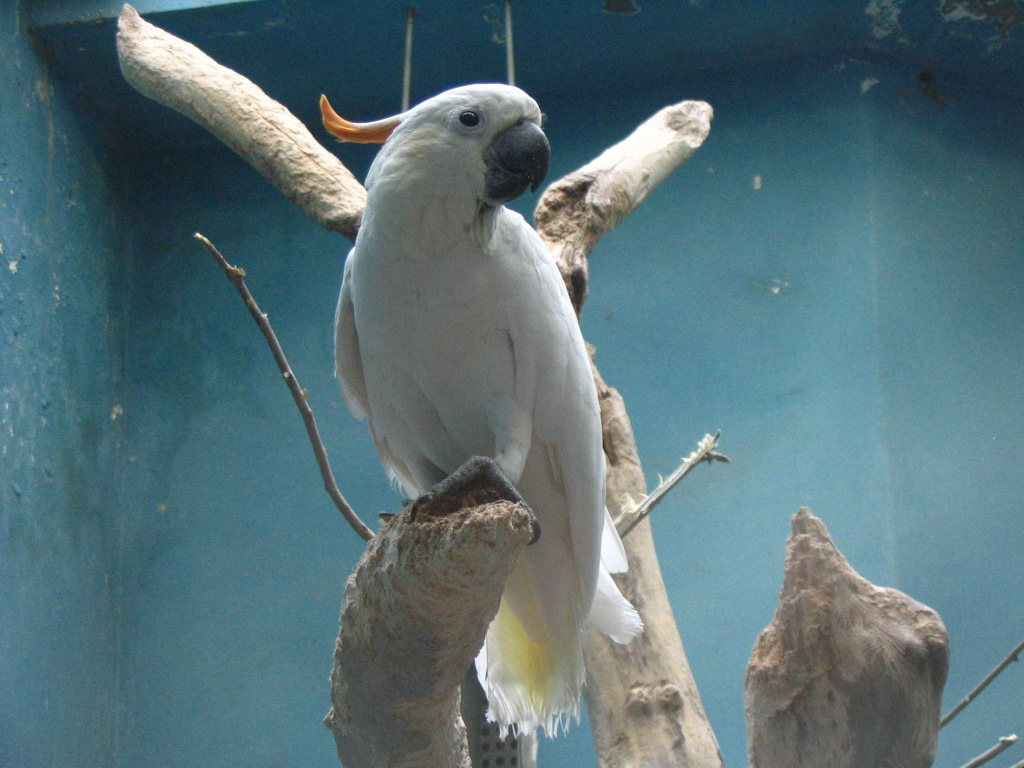
Cacatoès soufré
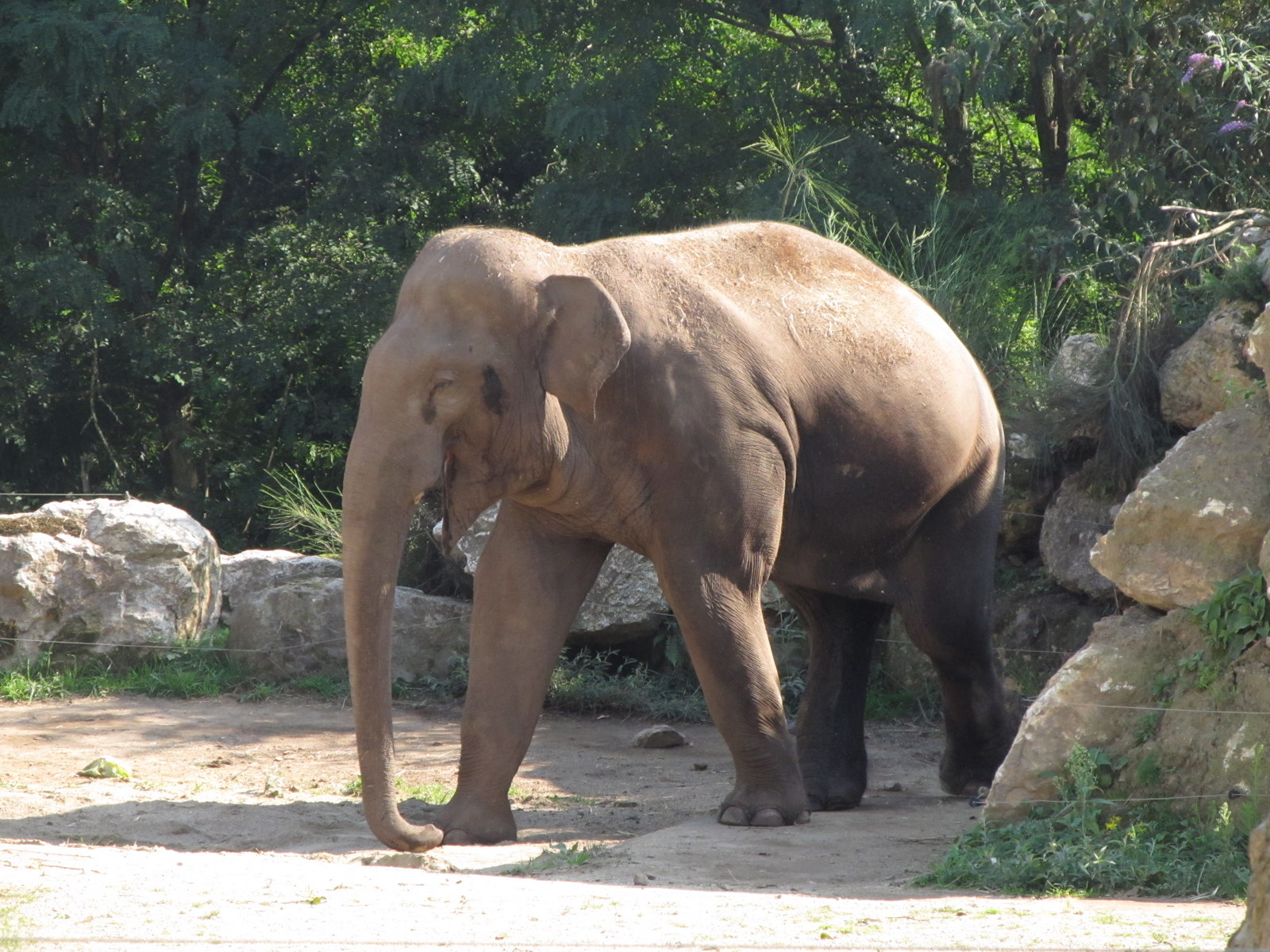
Éléphant d'Asie
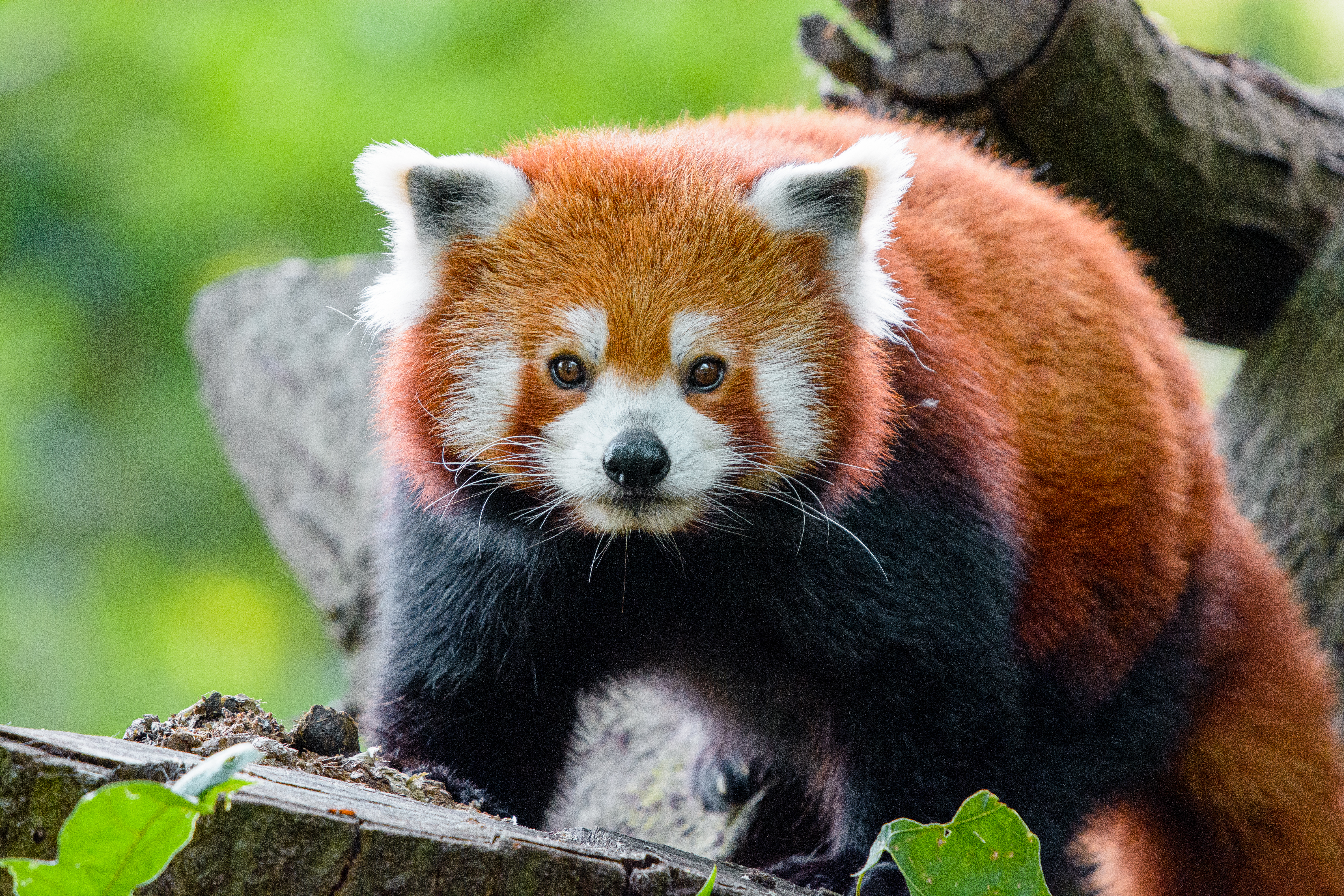
Panda roux
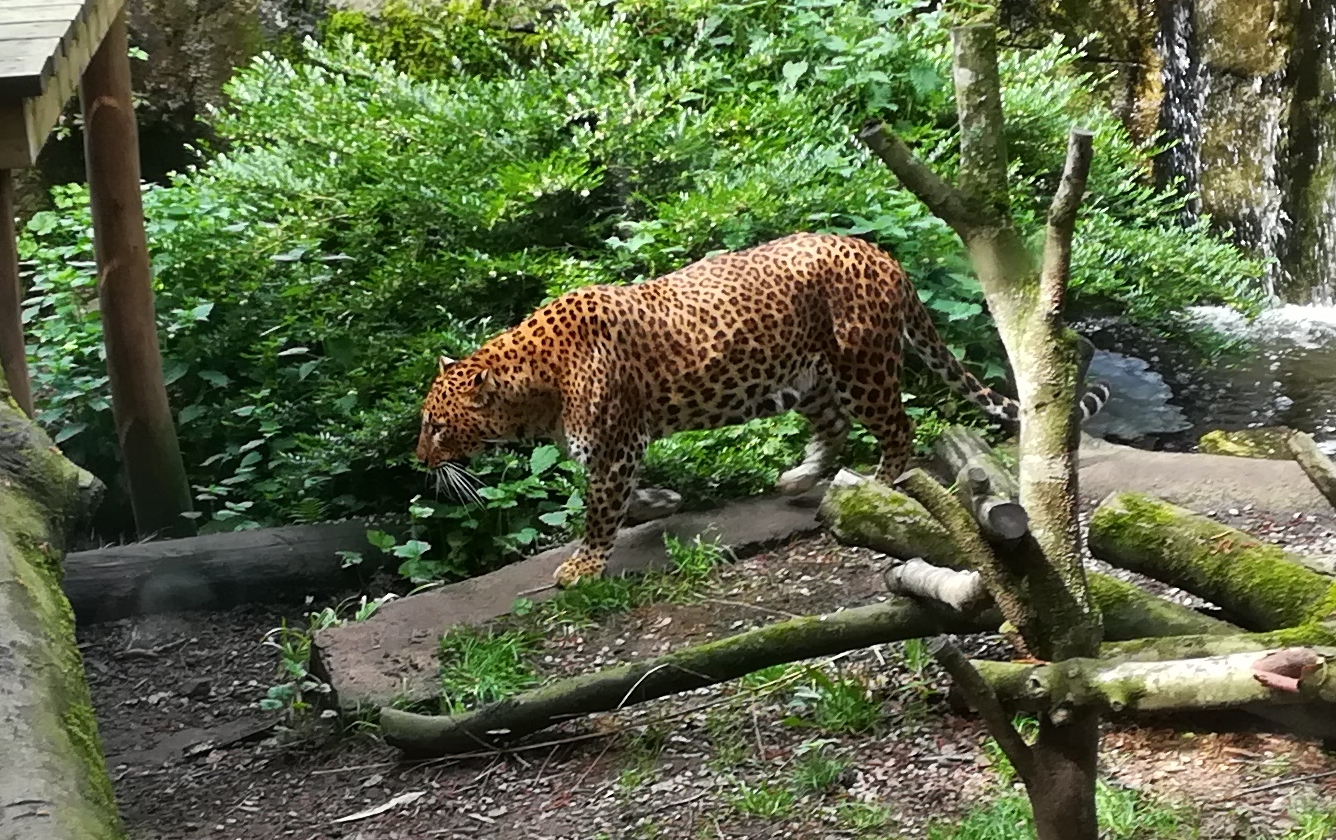
Panthère du Sri Lanka
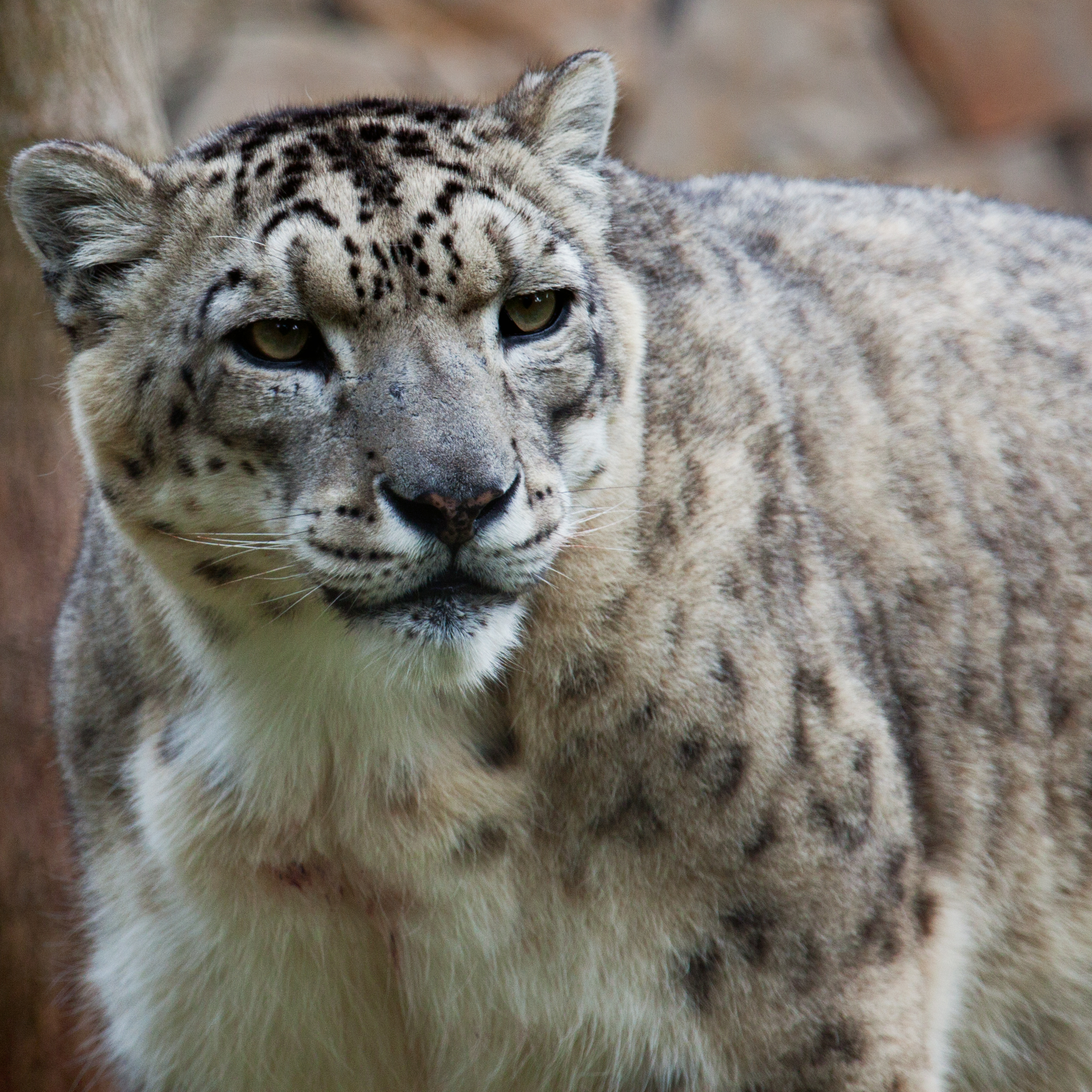
Panthère des neiges
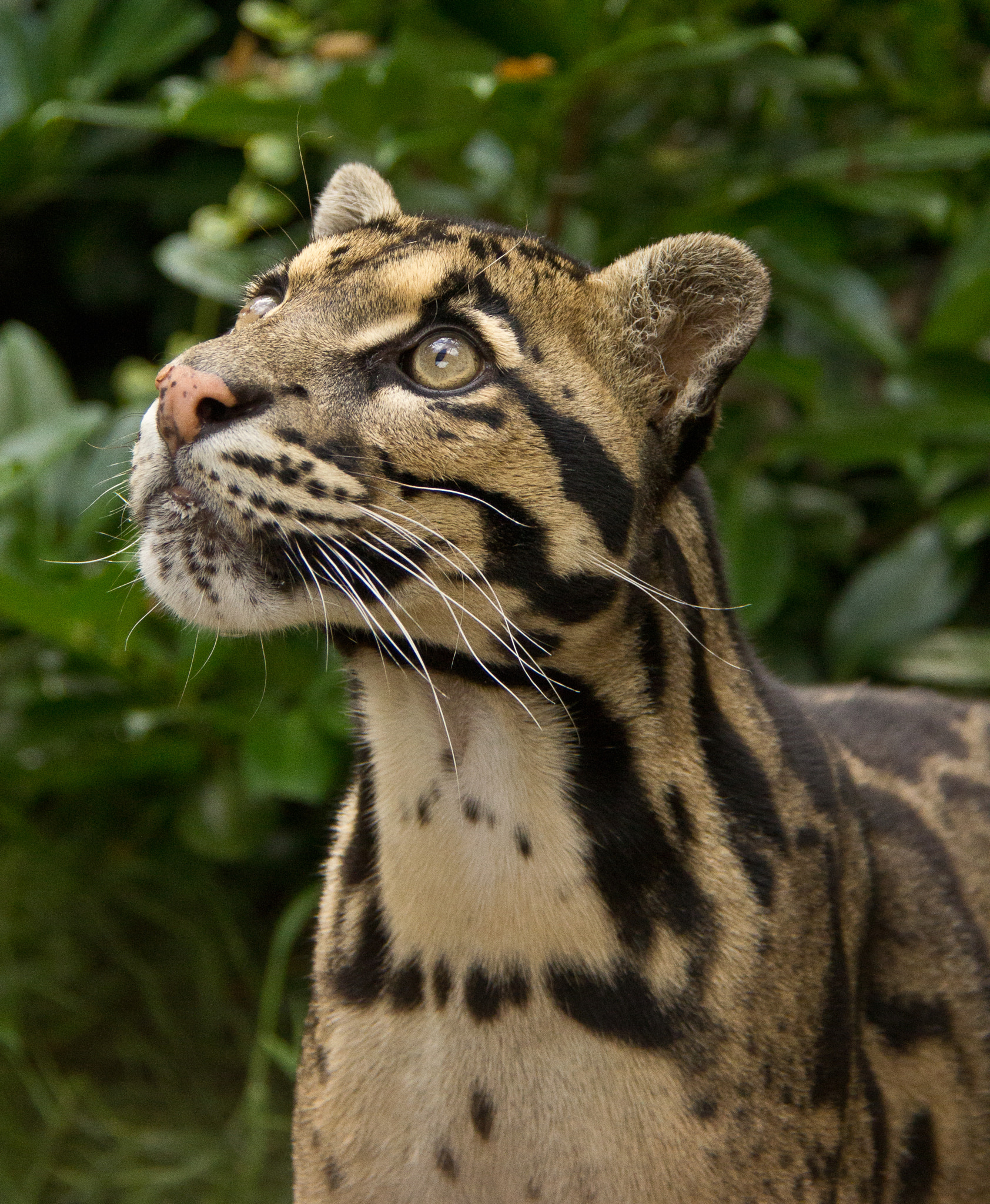
Panthère nébuleuse
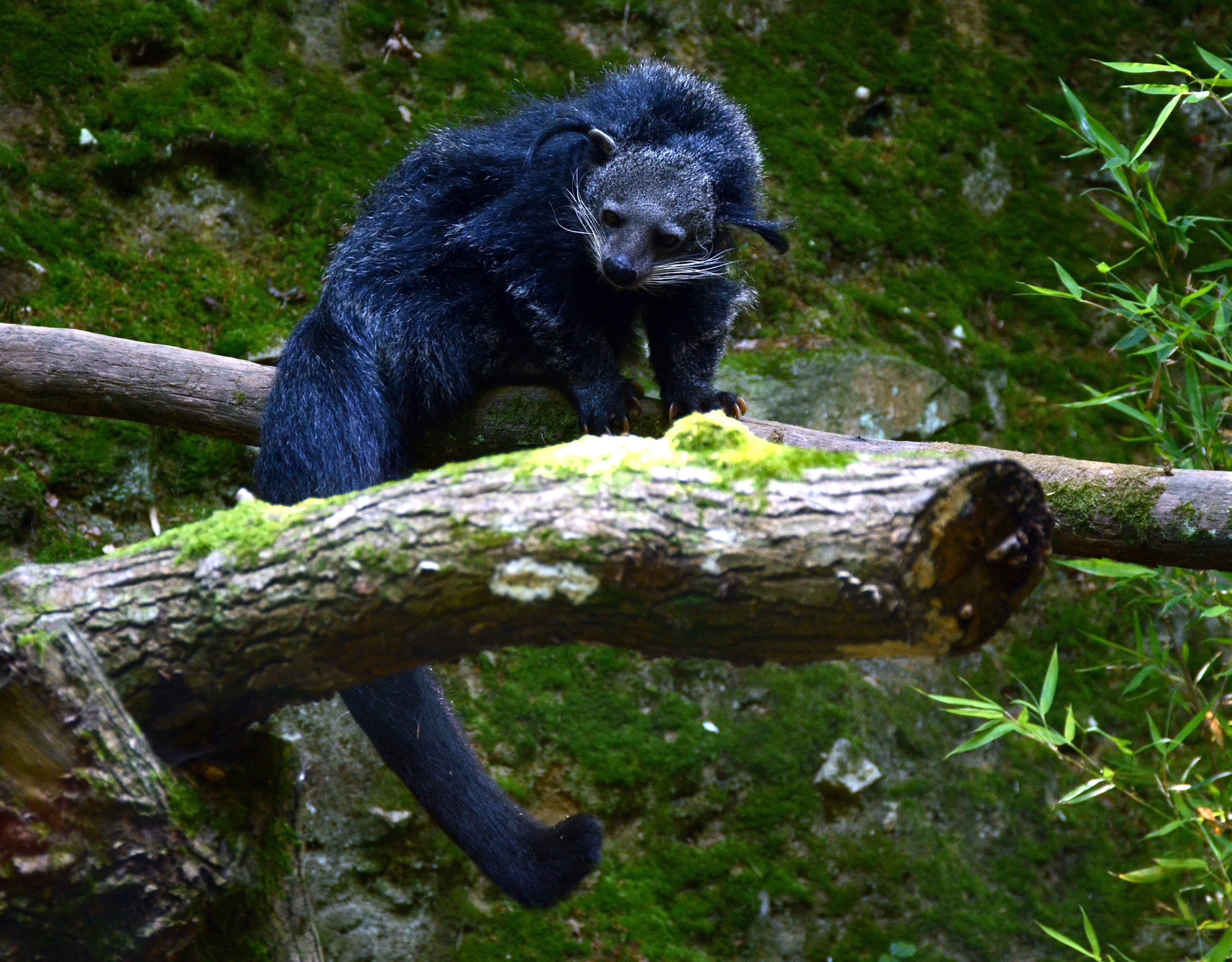
Binturong
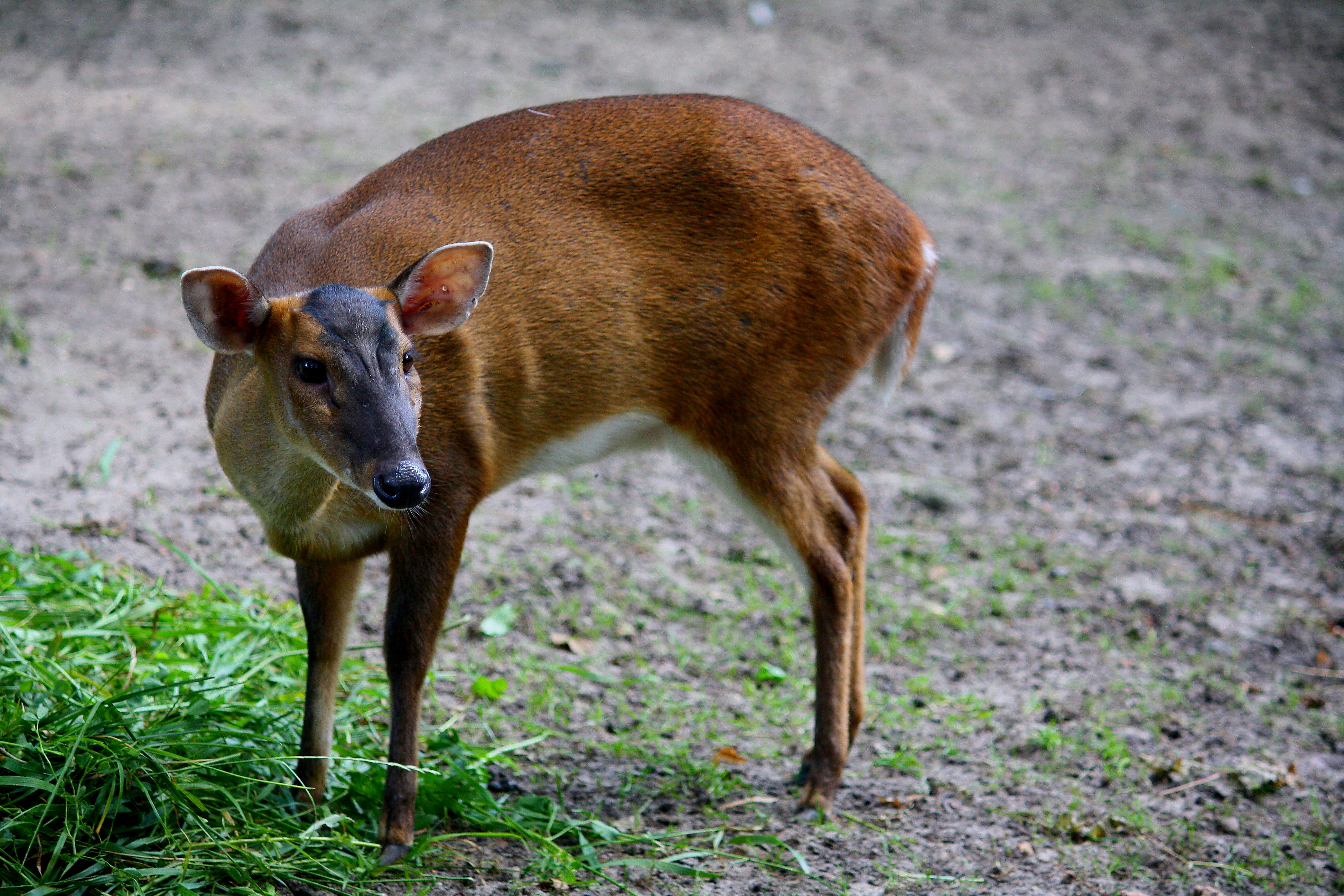
Muntjac de Reeves
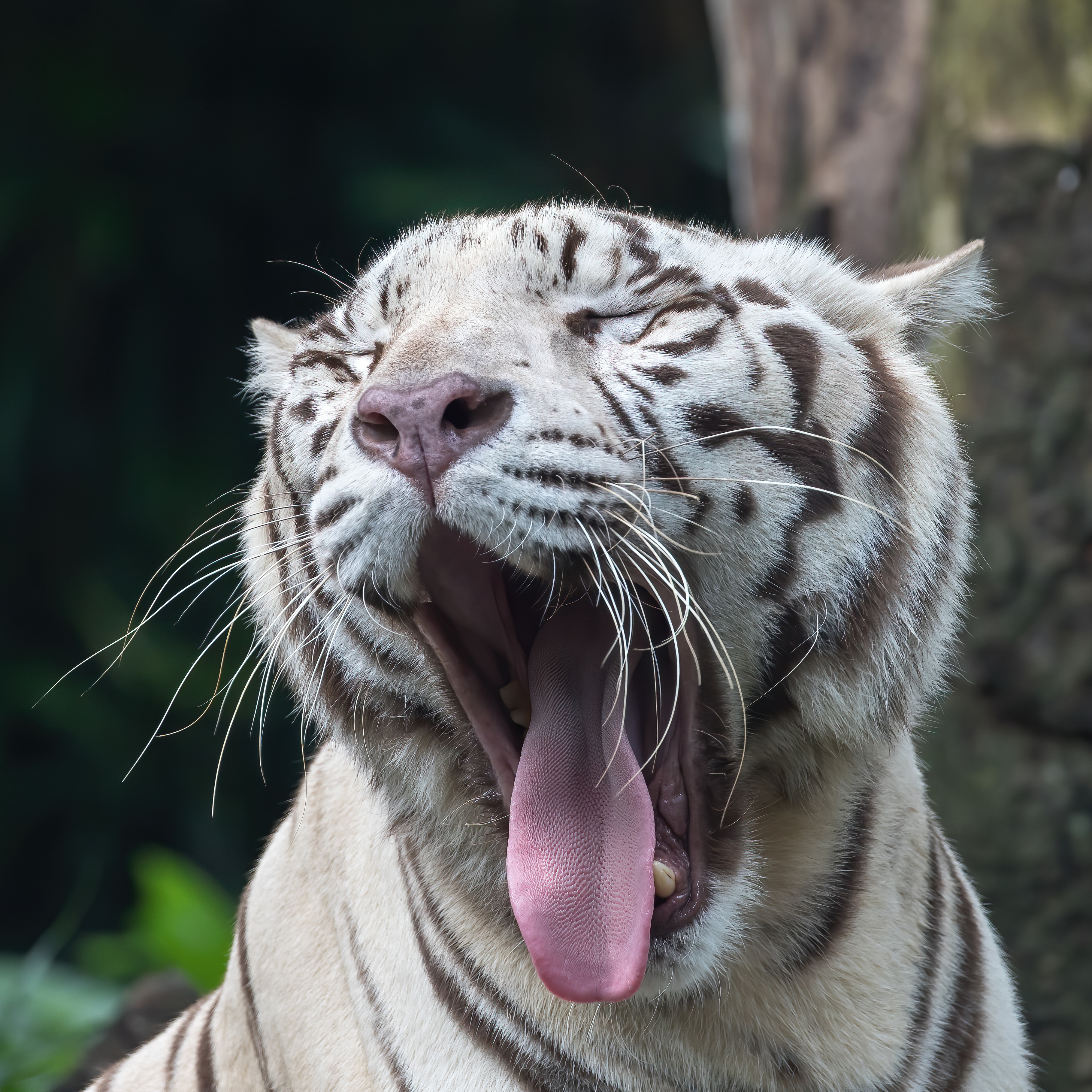
Tigre blanc
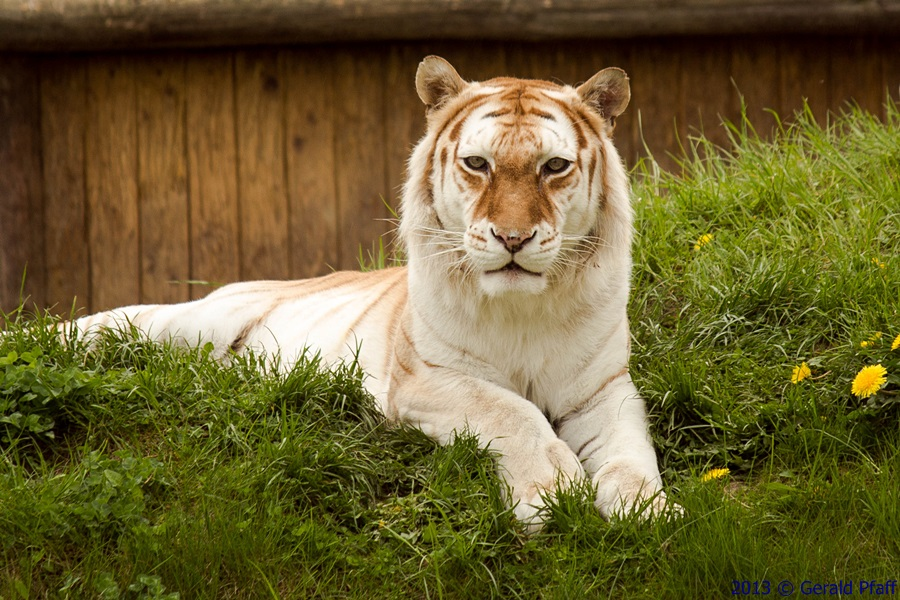
Tigre doré

### Voyage en Europe

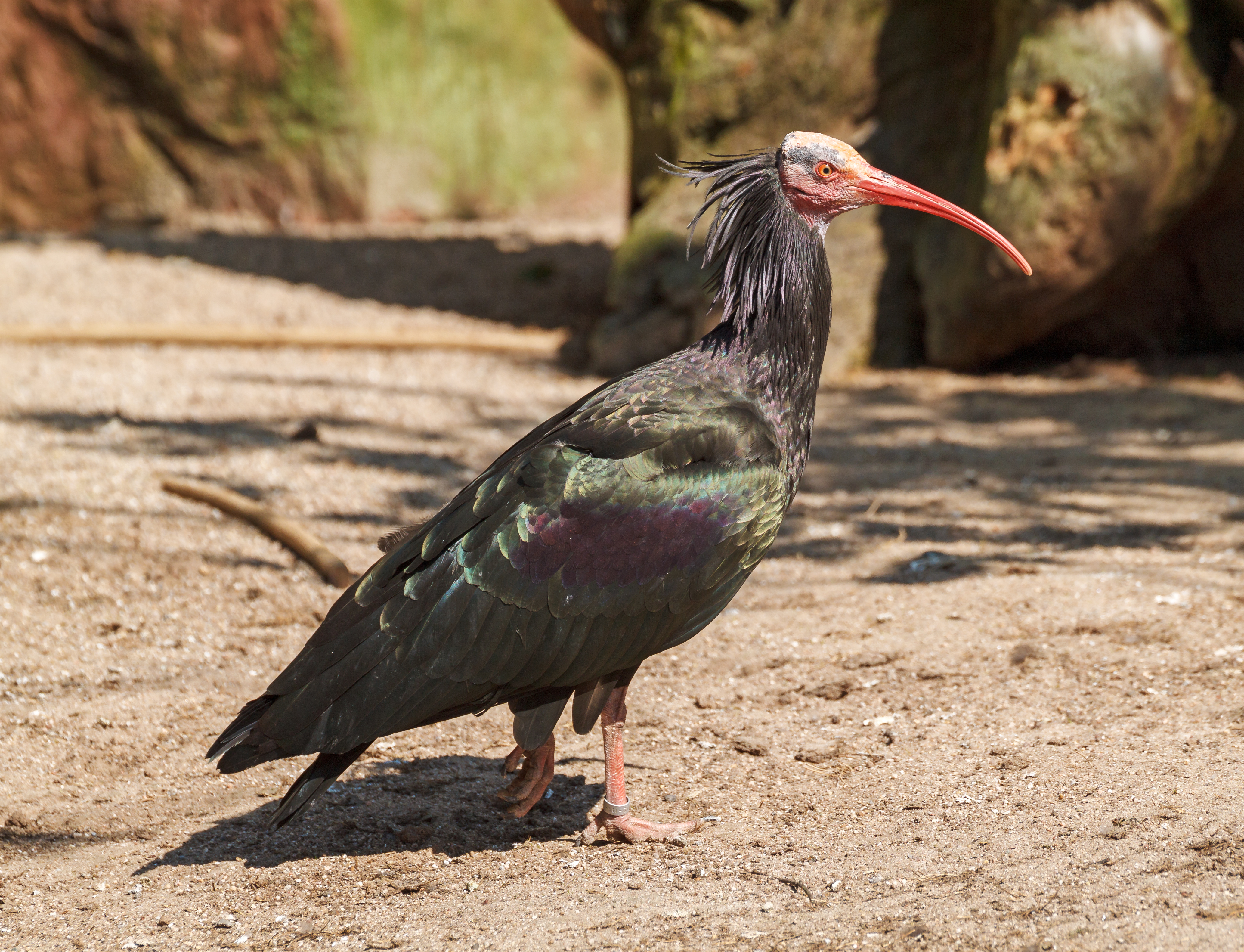
Ibis chauve
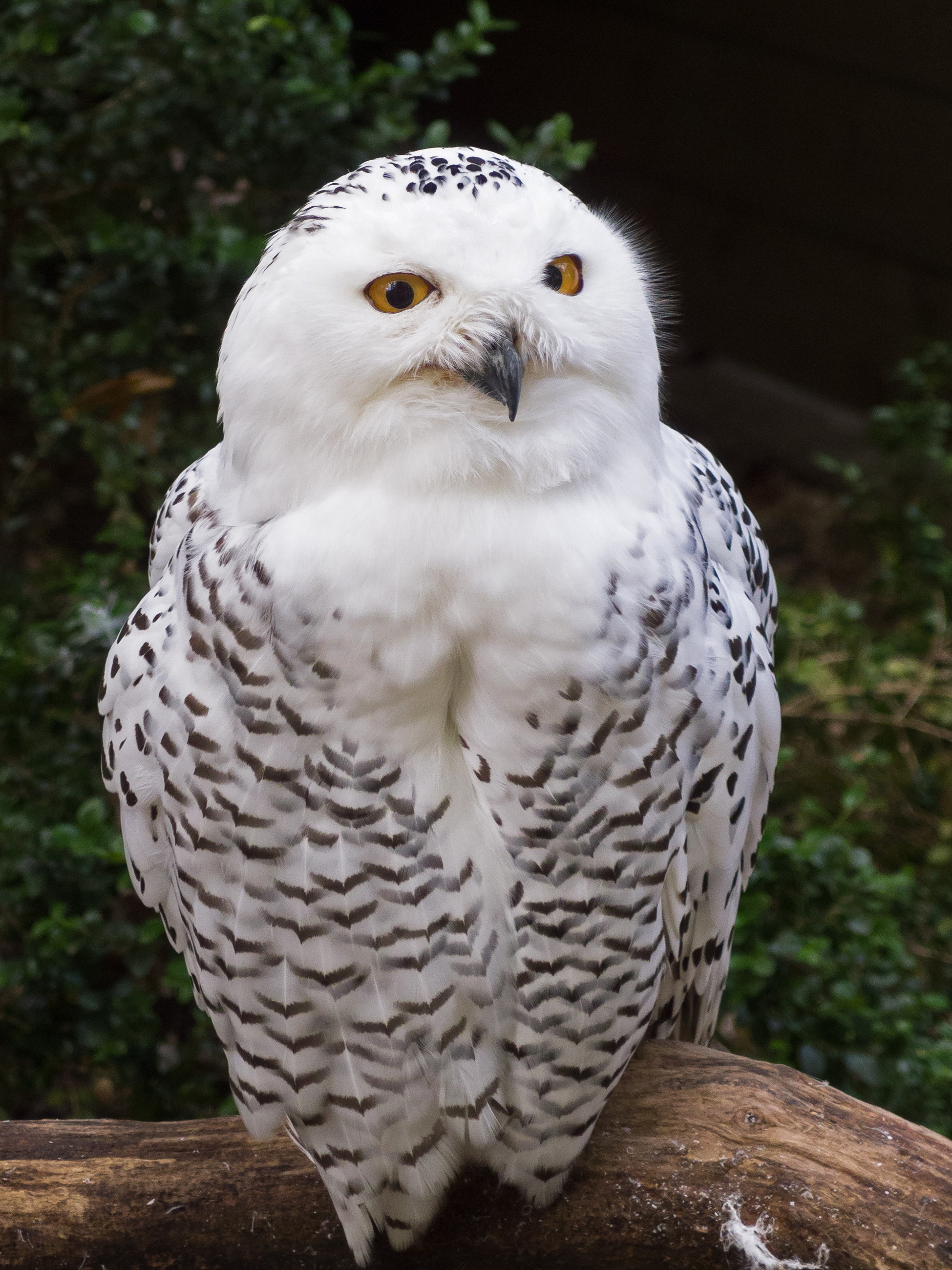
Harfang des neiges
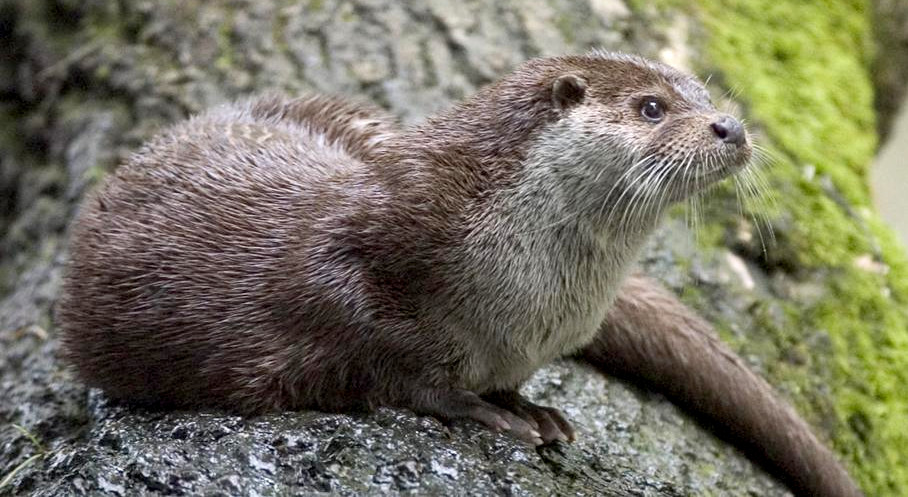
Loutre d'Europe
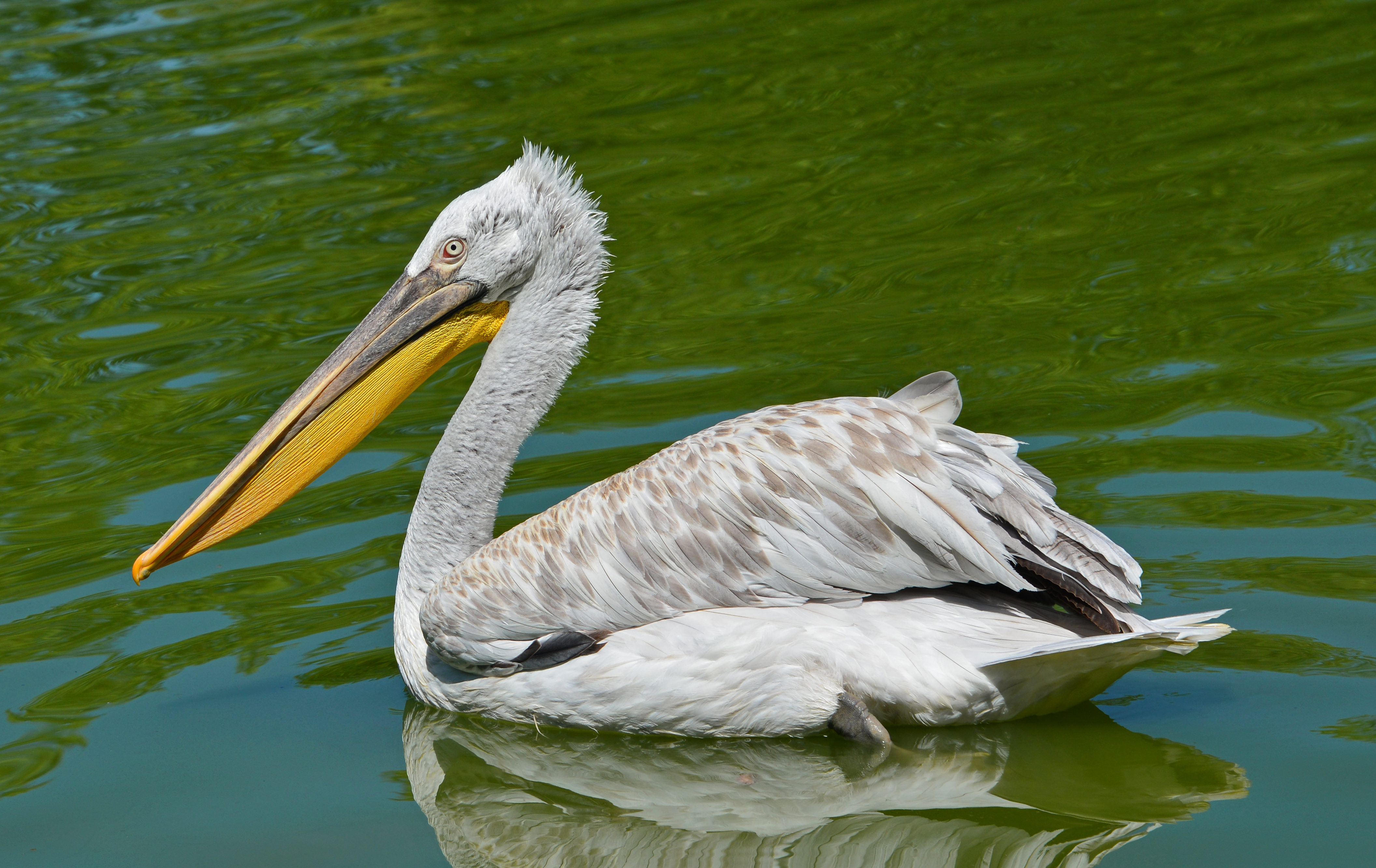
Pélican frisé
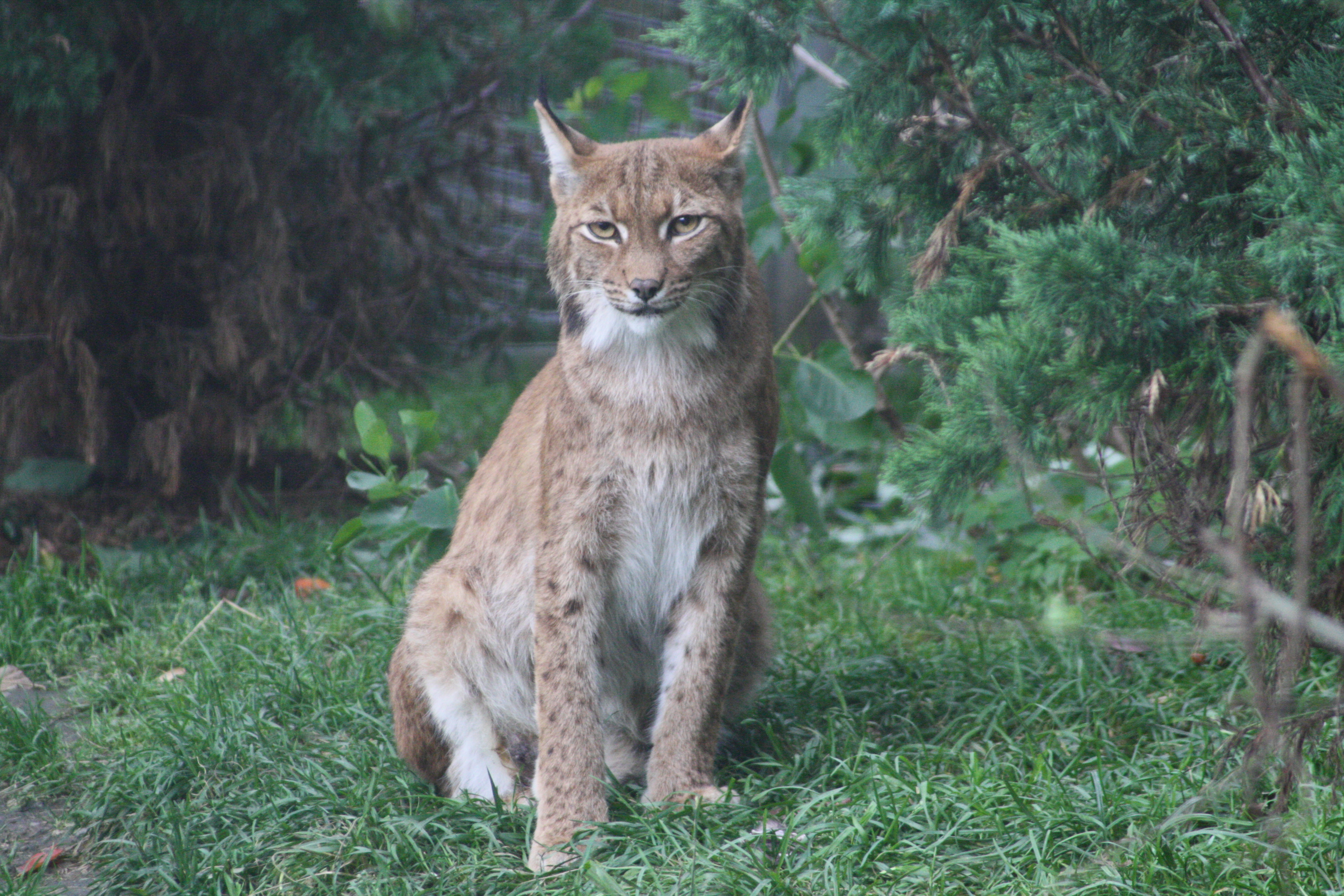
Lynx Boréal
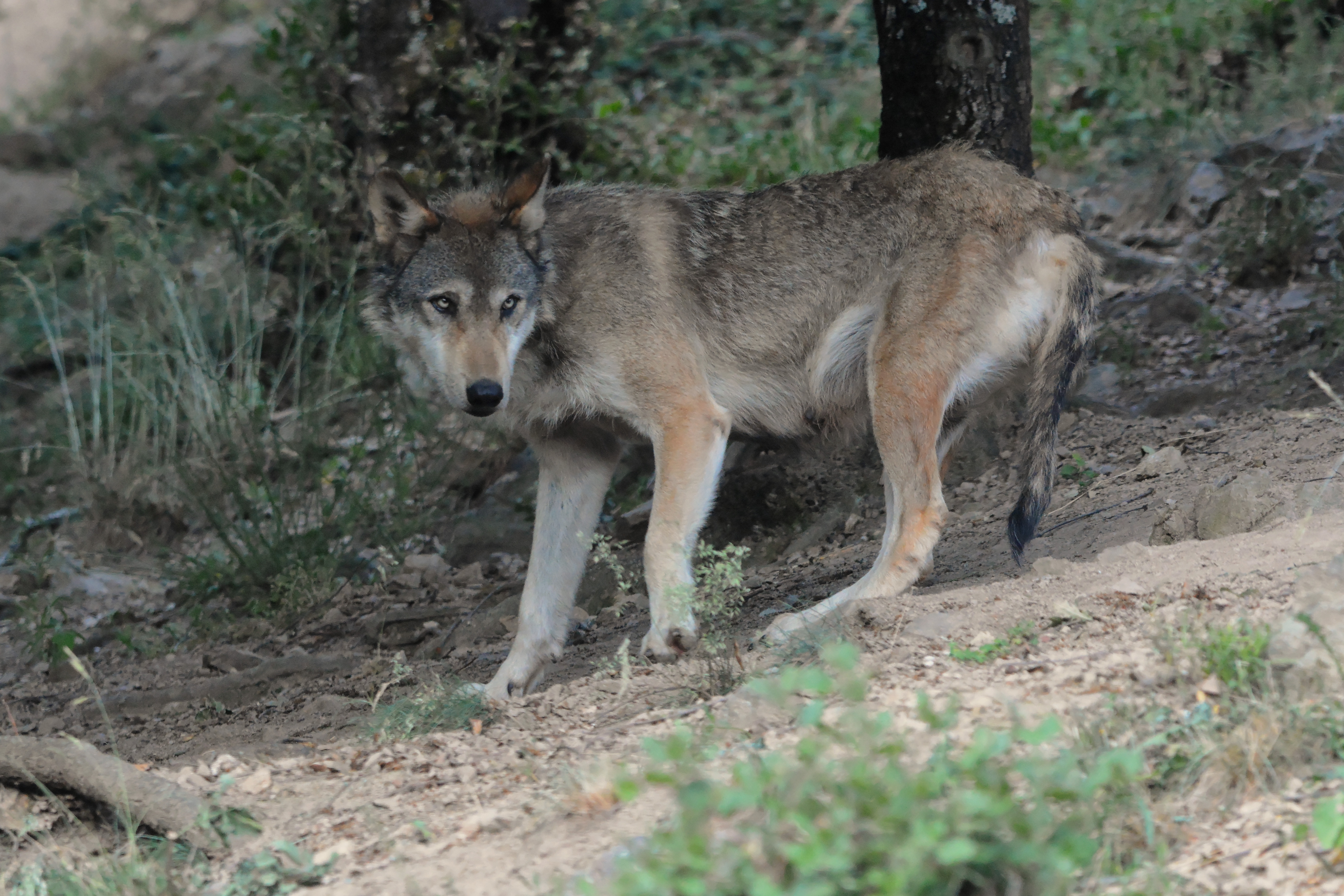
Loup d'Europe
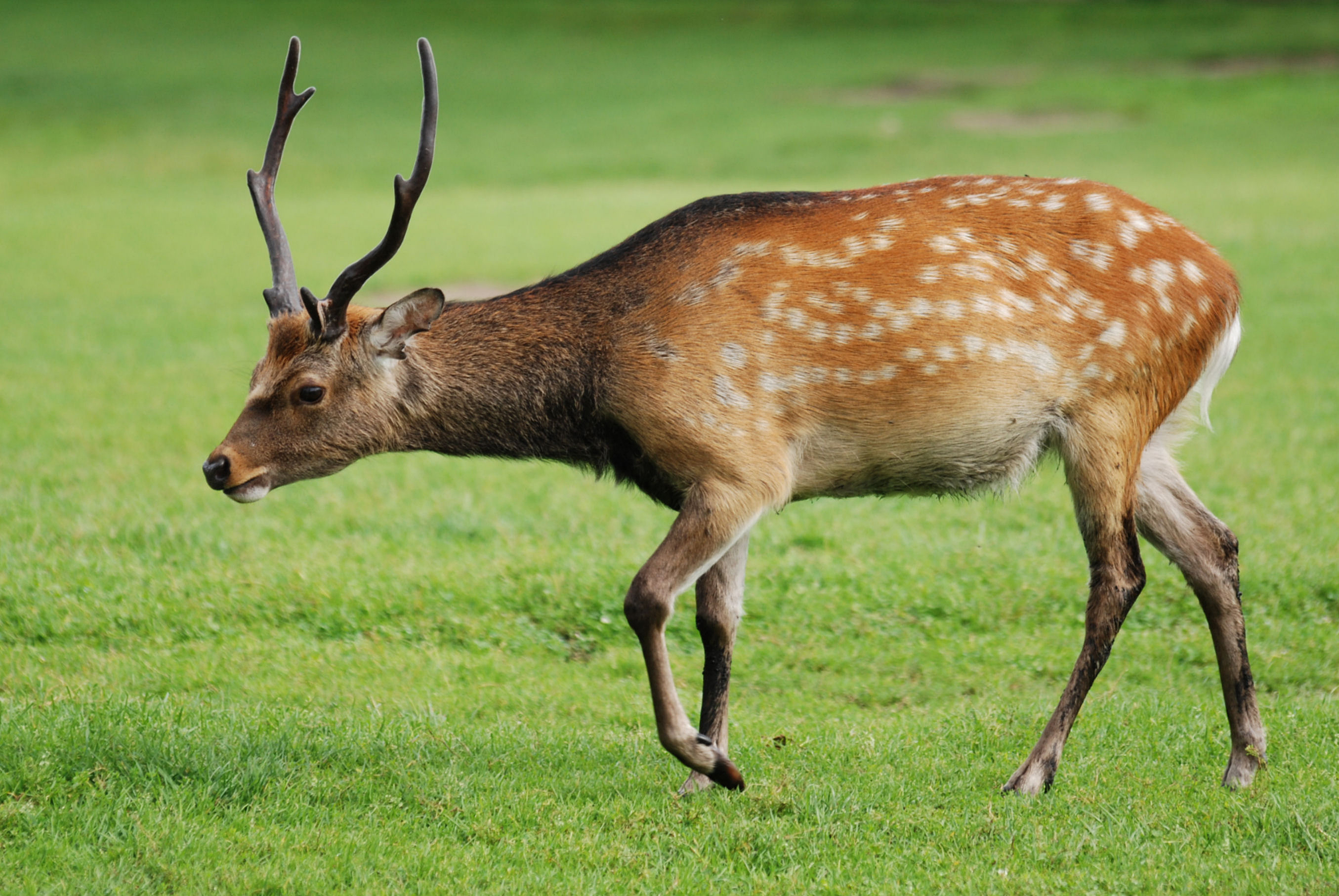
Cerf Sika
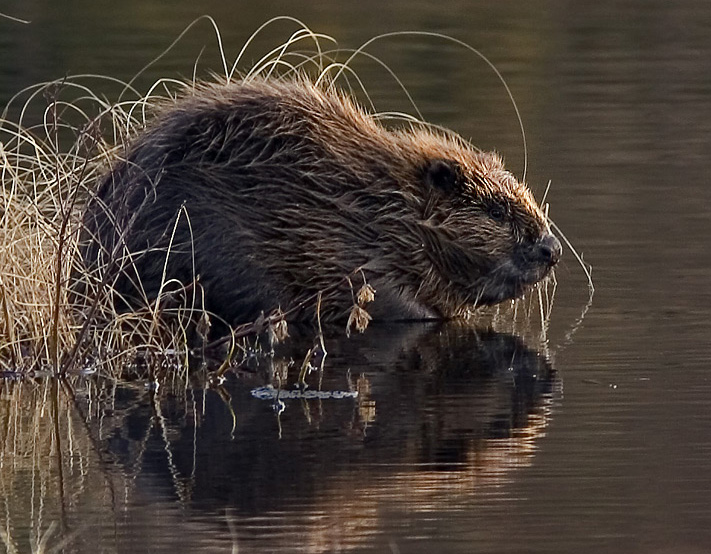
Castor d'Europe
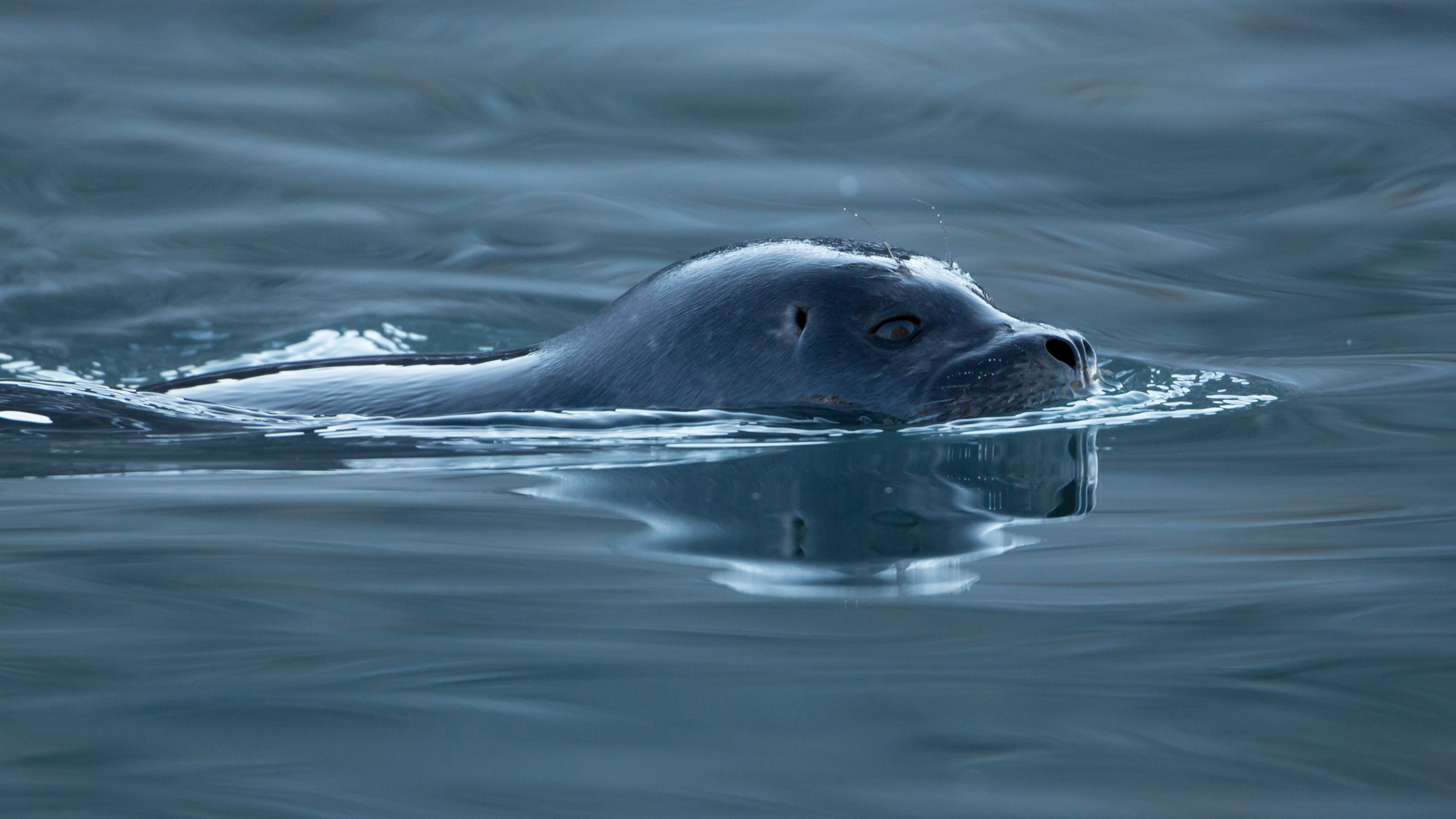
Phoque commun
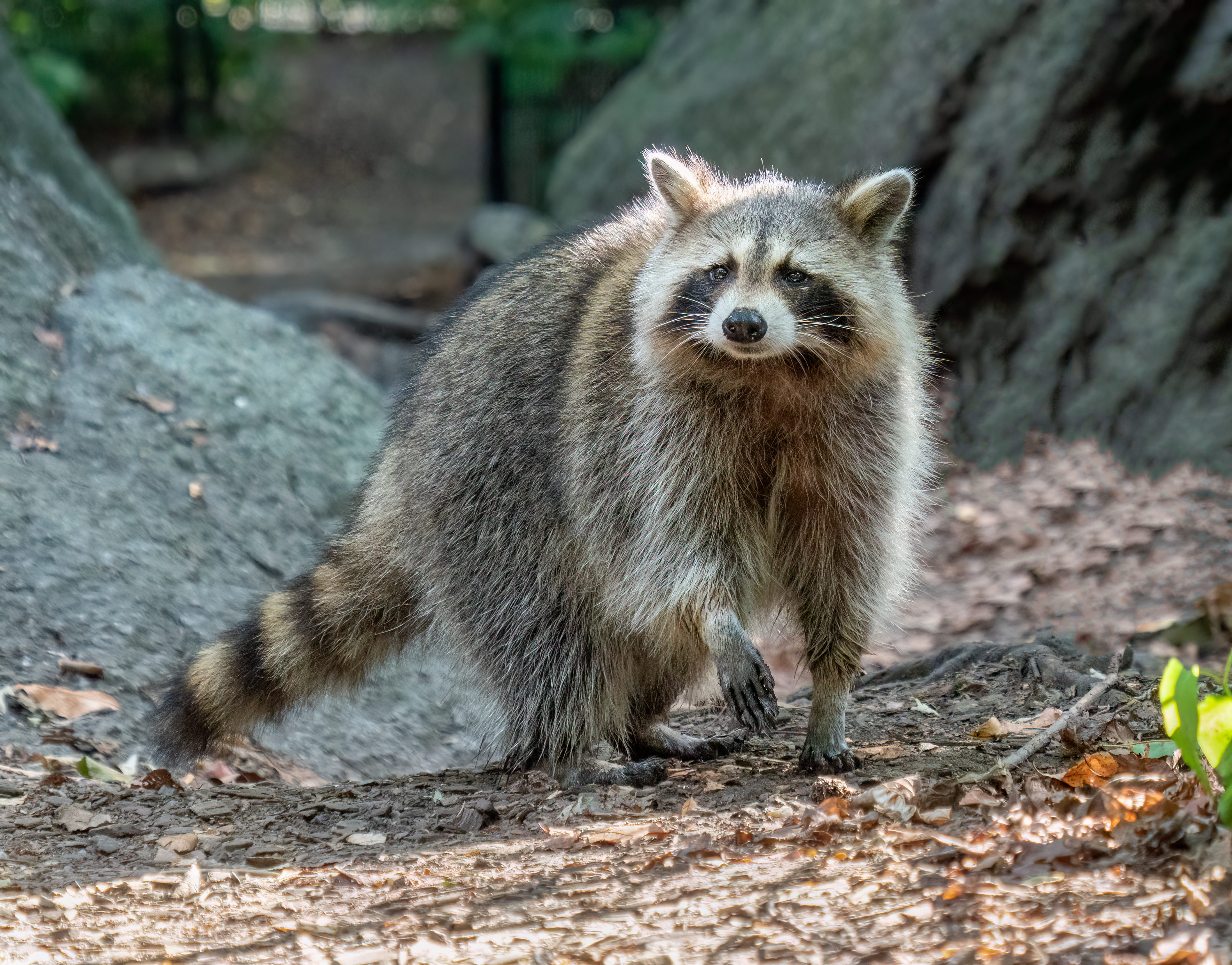
Raton laveur

### Spectacles
Le Zoo de Pont-Scorff proposait des spectacles dès sa création. Dès l’ouverture en 1973, Pierre Thomas proposait un numéro de fauves qui agrémentait une courte visite. Par la suite, le nombre de spectacles a augmenté et les spectacles eux-mêmes ont évolué. Avant la fermeture en 2019, trois spectacles étaient proposés :

#### Otaries
Autour d'un bassin, les soigneurs proposaient une séance de « ballet aquatique » suivie d'une partie pédagogique sur la biologie de l'animal, ainsi que la présentation du groupe d'otaries du parc.

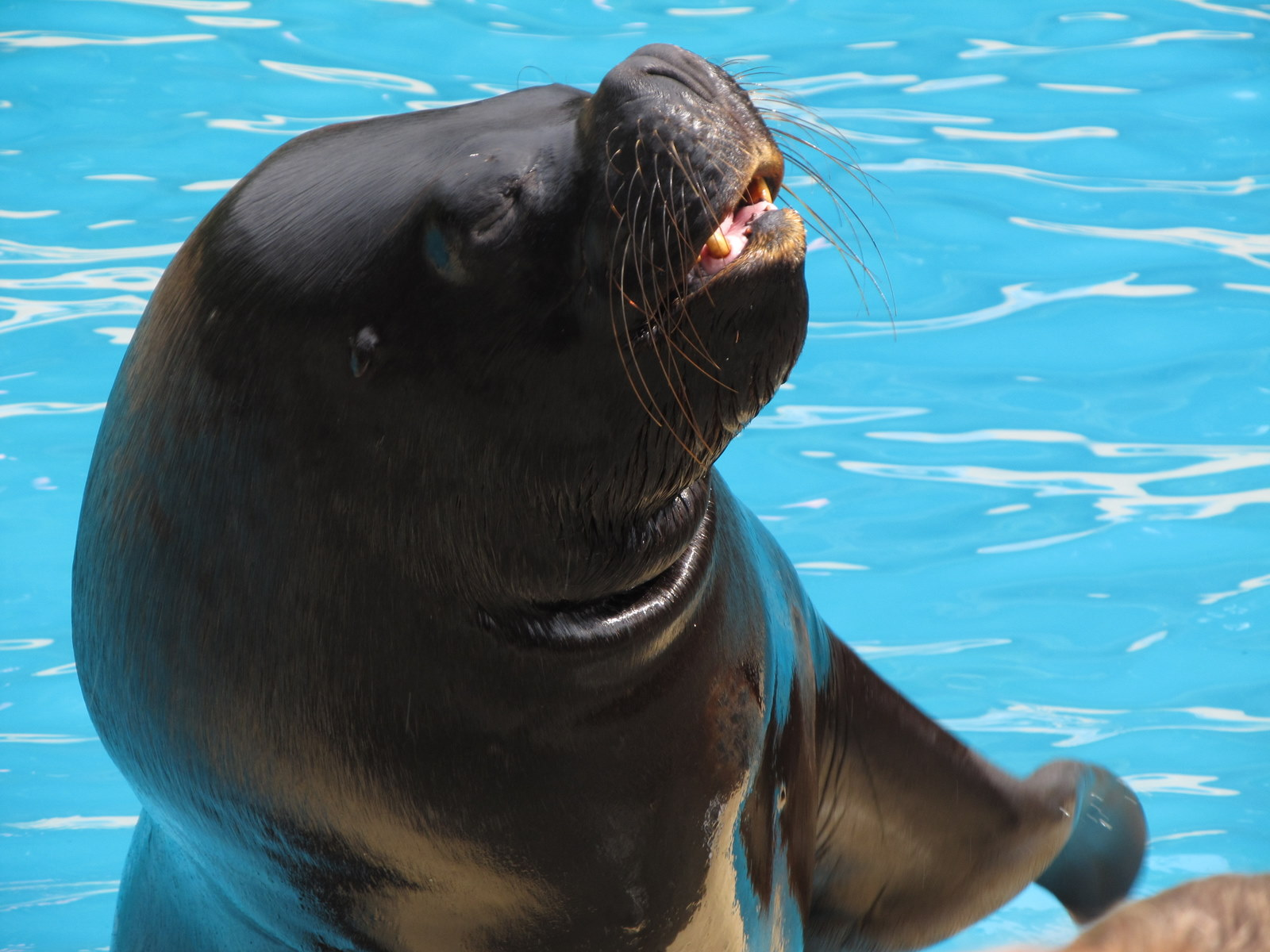
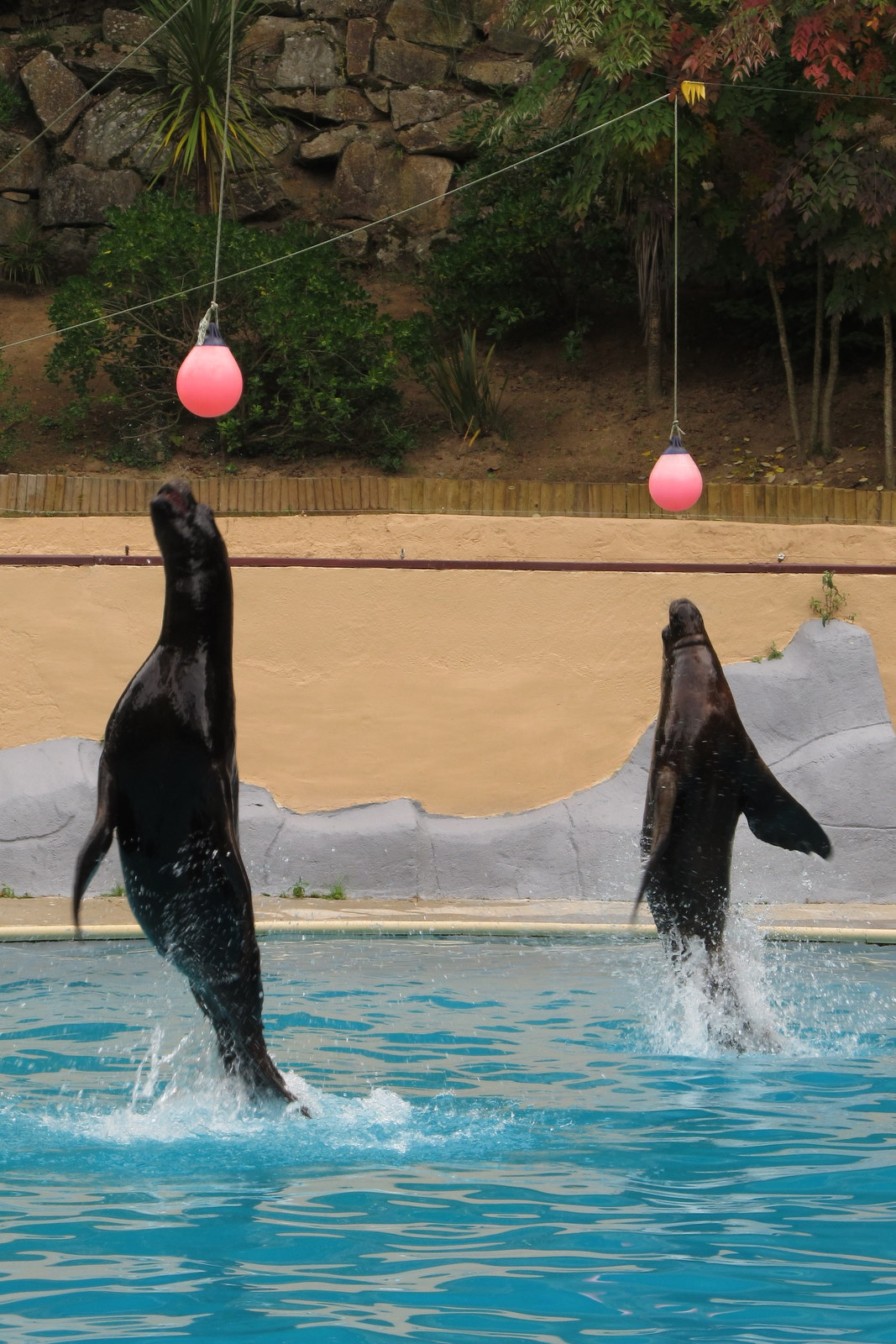
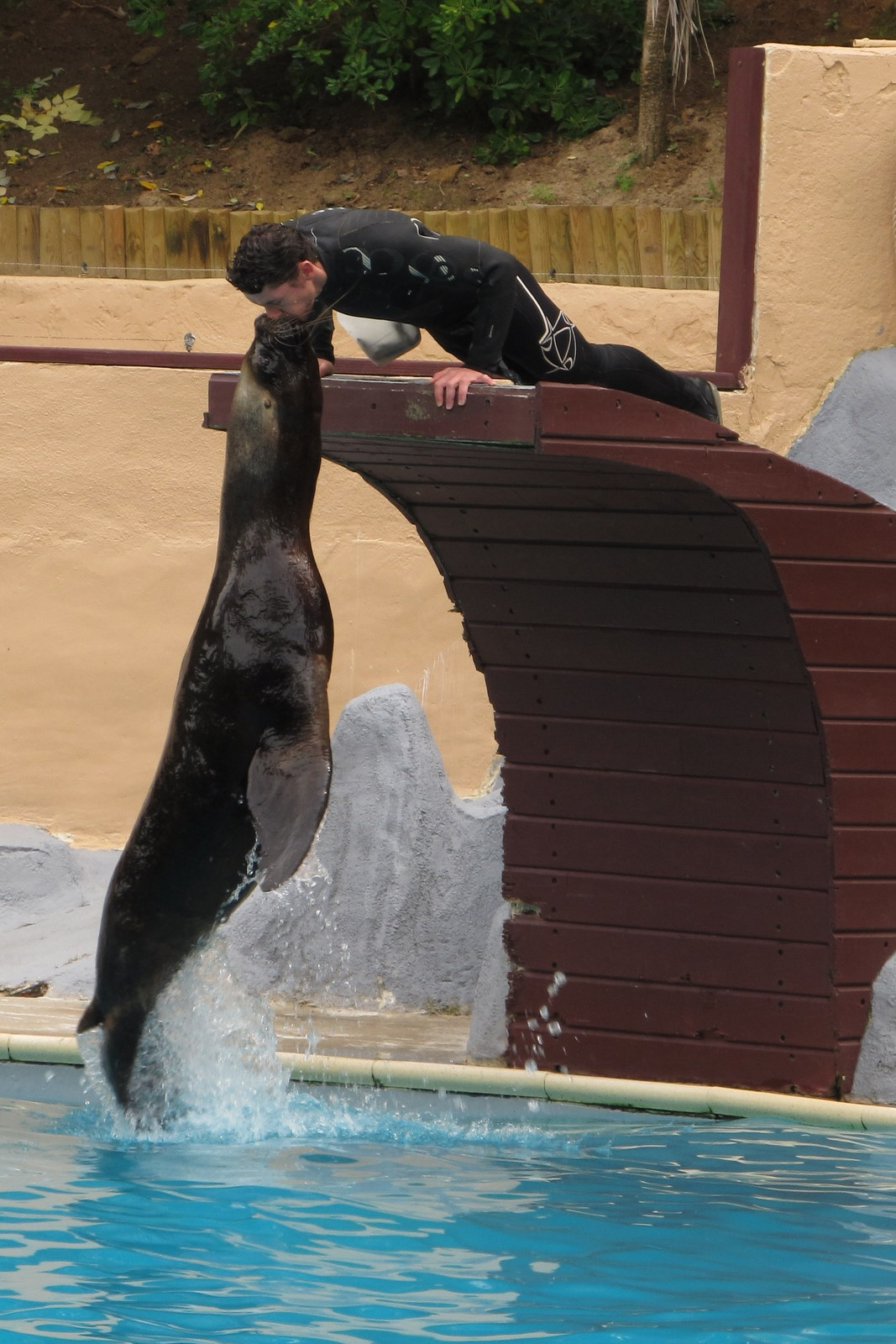
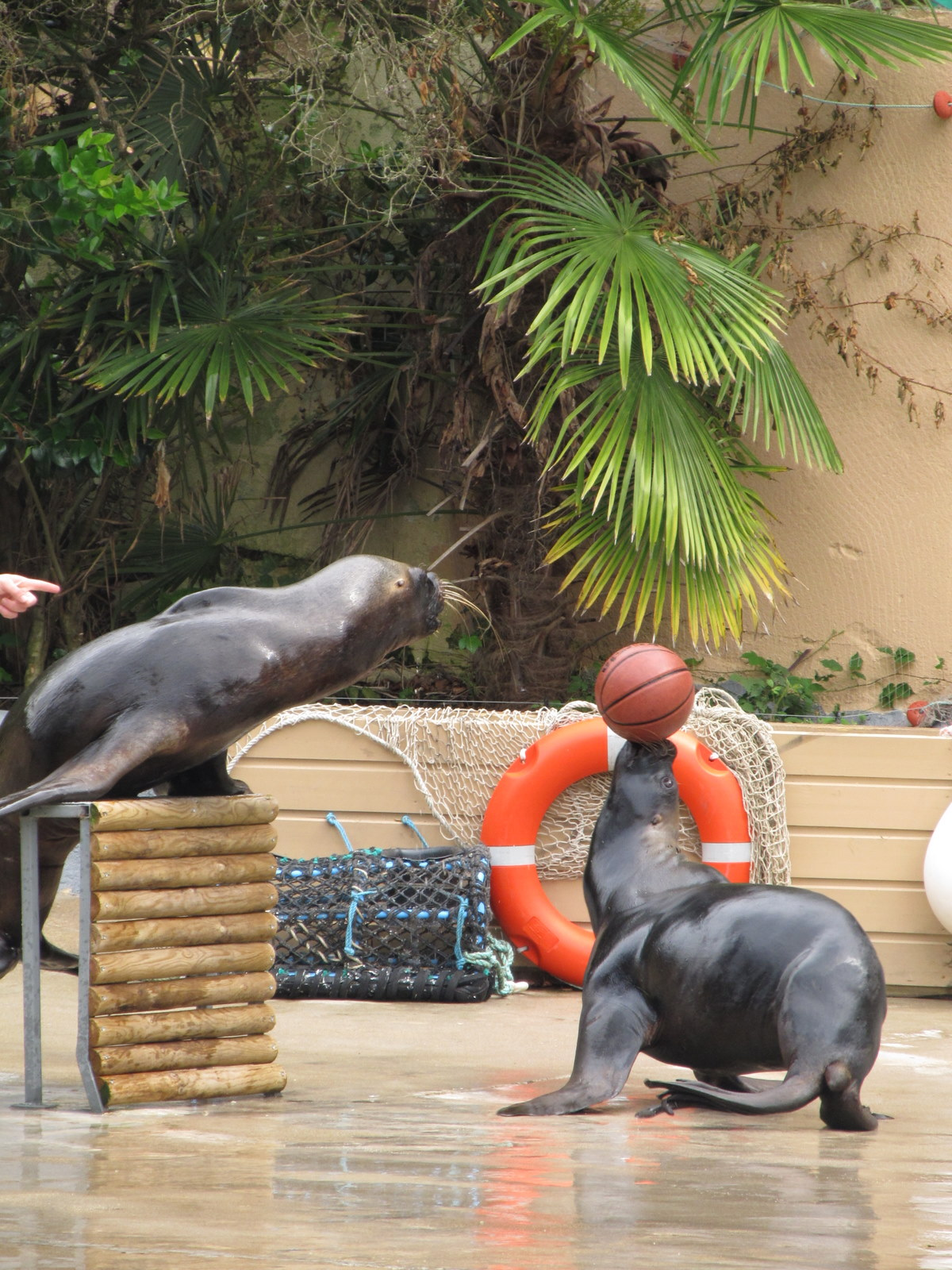
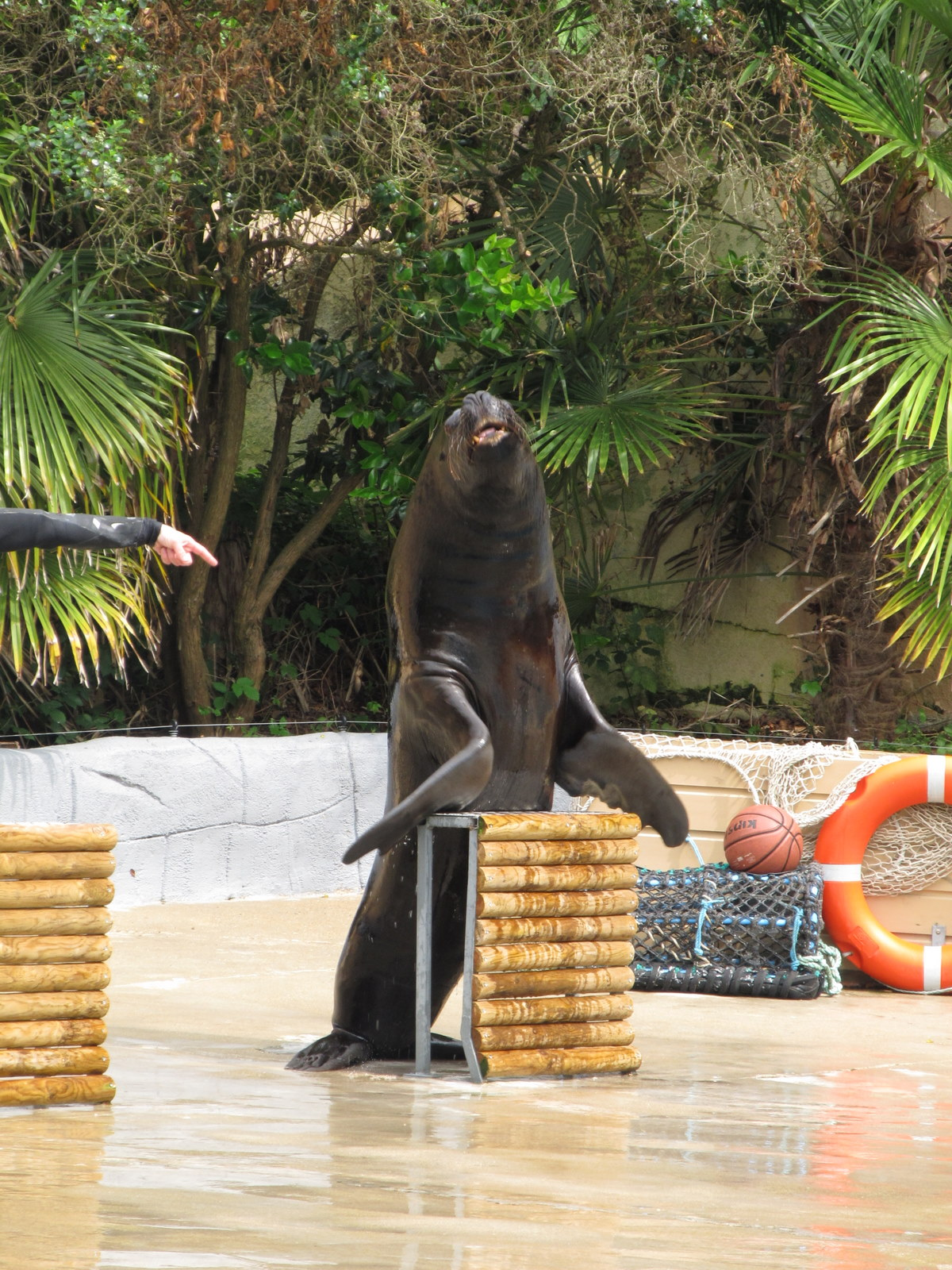
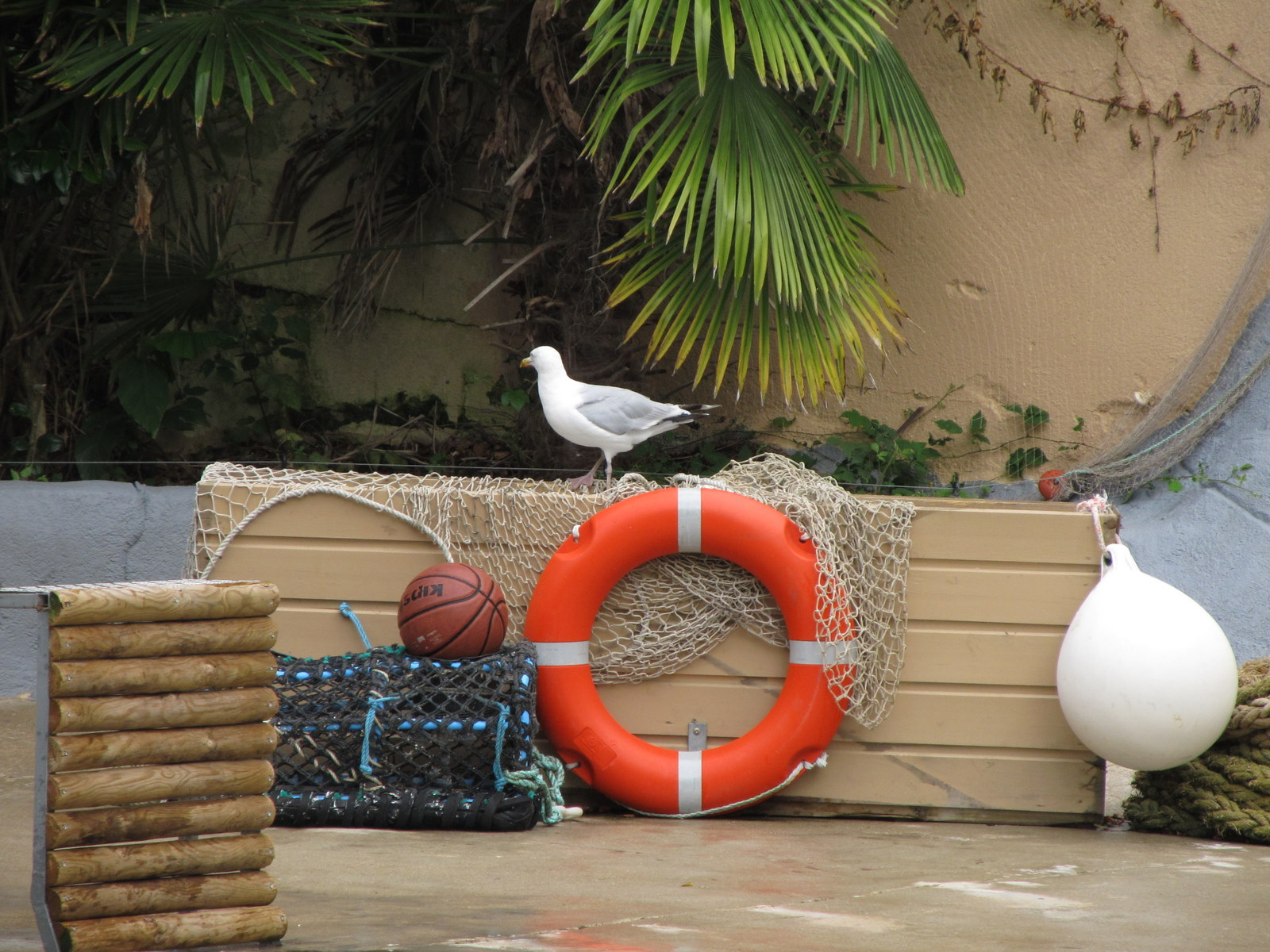

#### Oiseaux marins
Ce spectacle, créé en 2000, présentait plusieurs espèces d'oiseaux en vol libre (pélicans, cormorans, kookaburras, hérons garde-bœufs, manchots du Cap...) agrémenté des commentaires de leurs soigneurs.

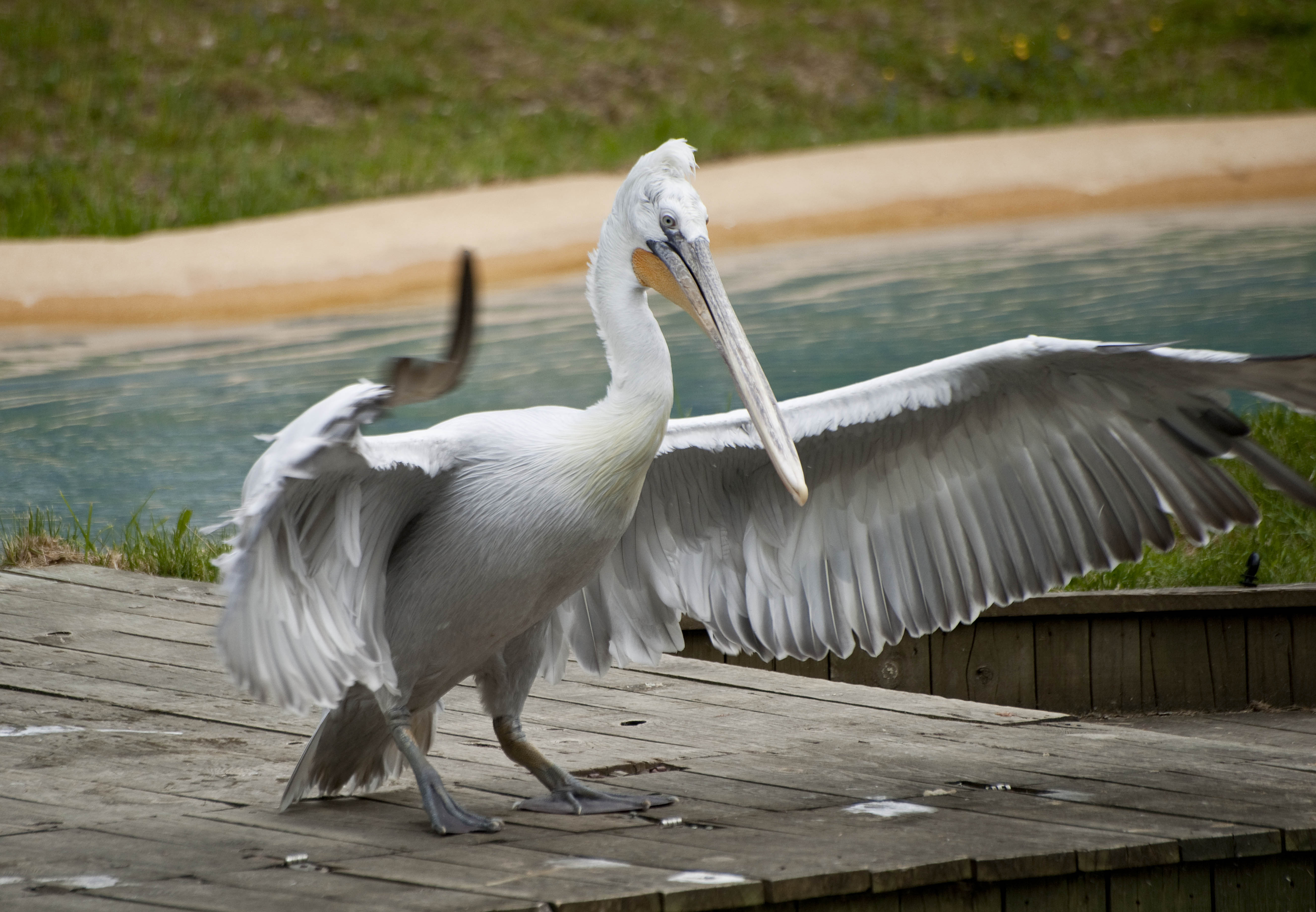
Pélican frisé
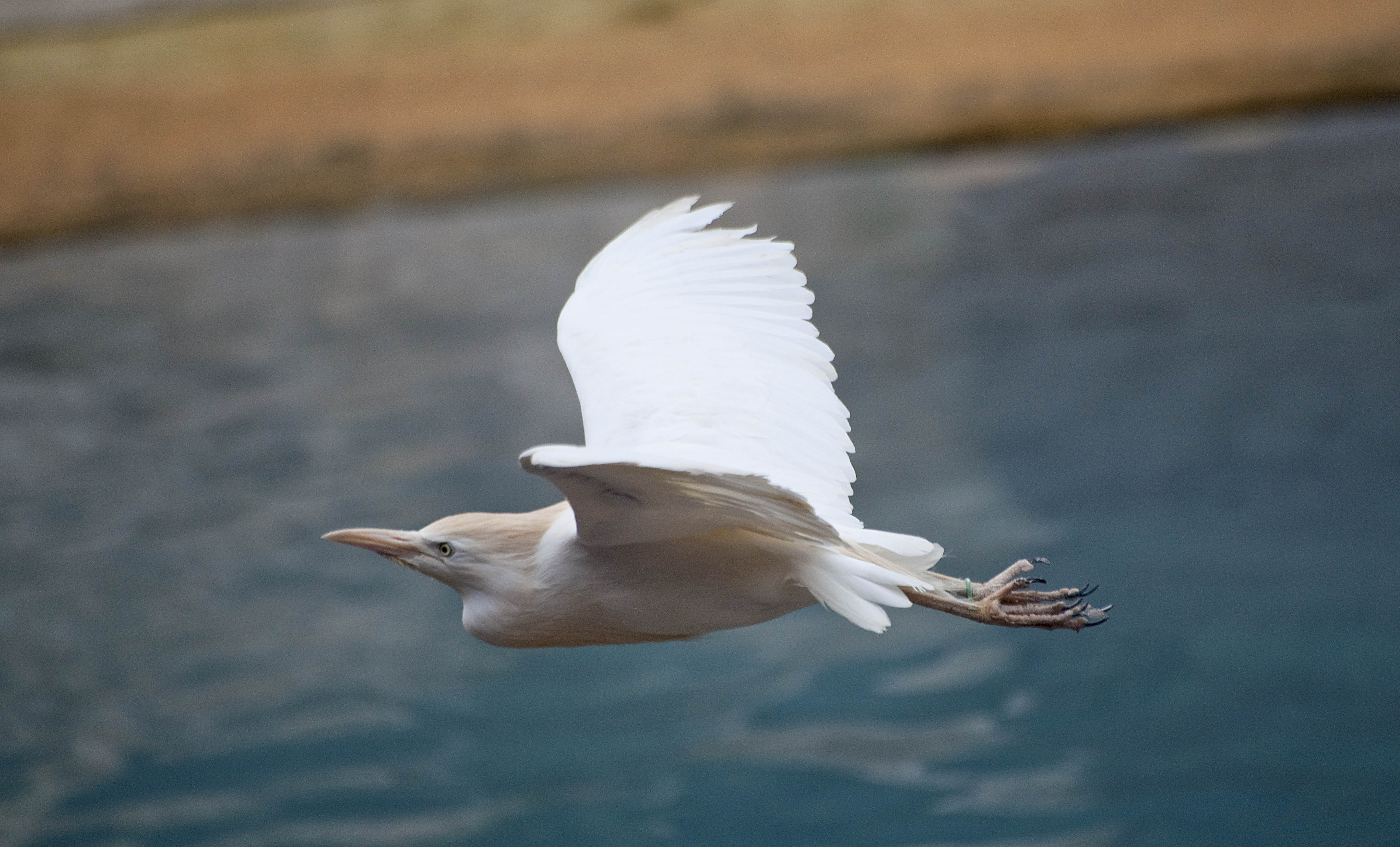
Héron garde-bœufs
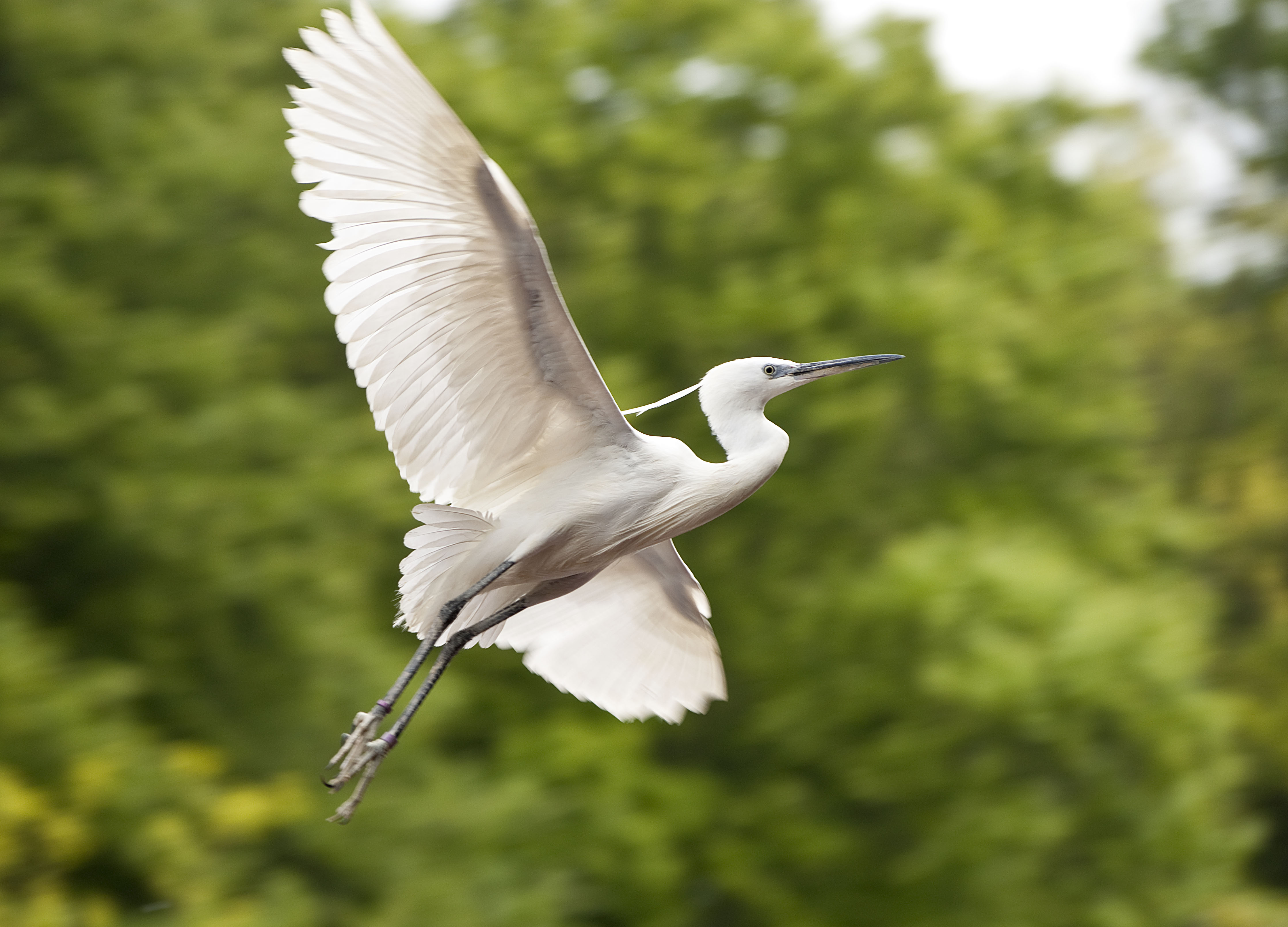
Aigrette garzette
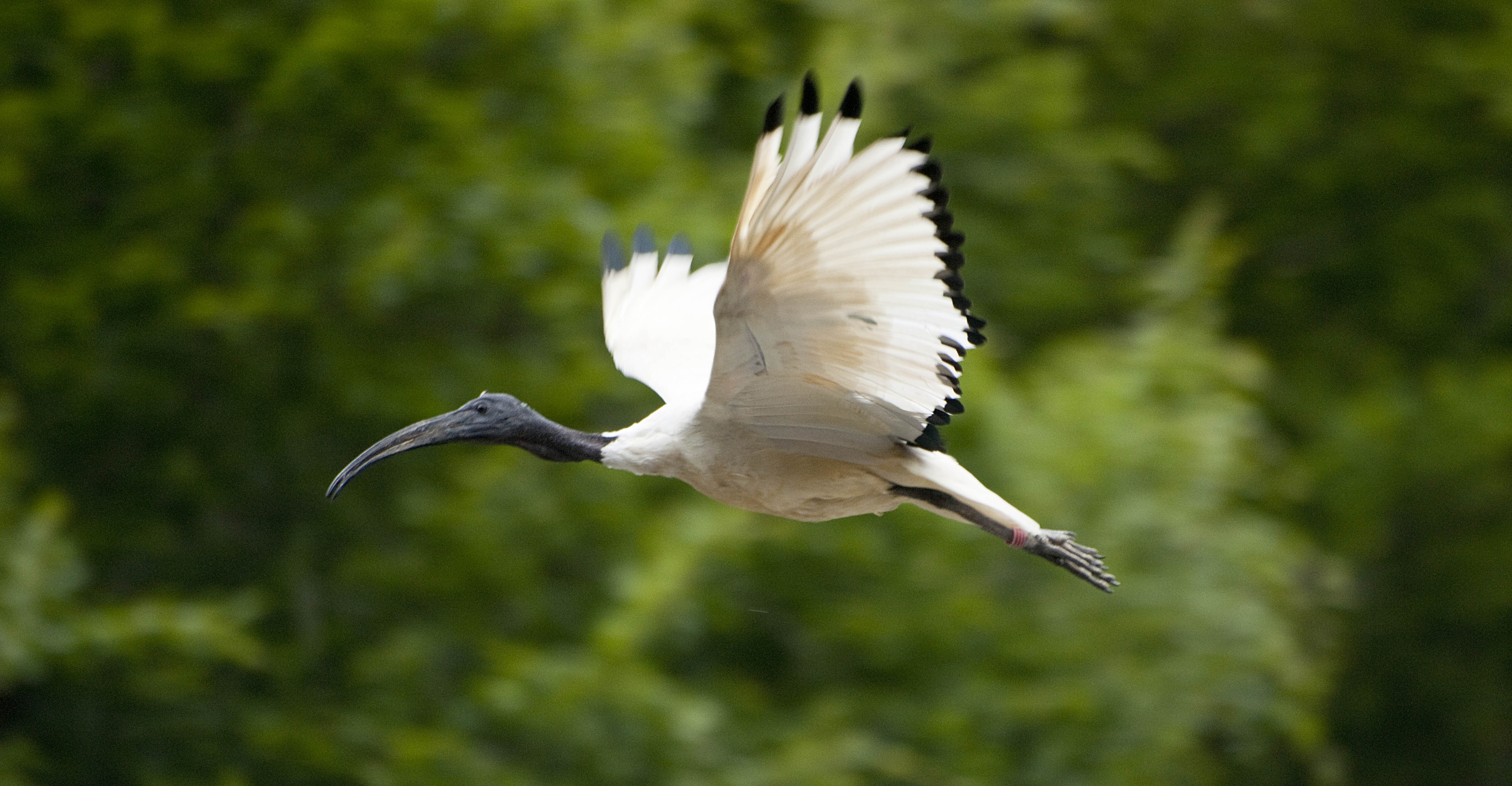
Ibis sacré
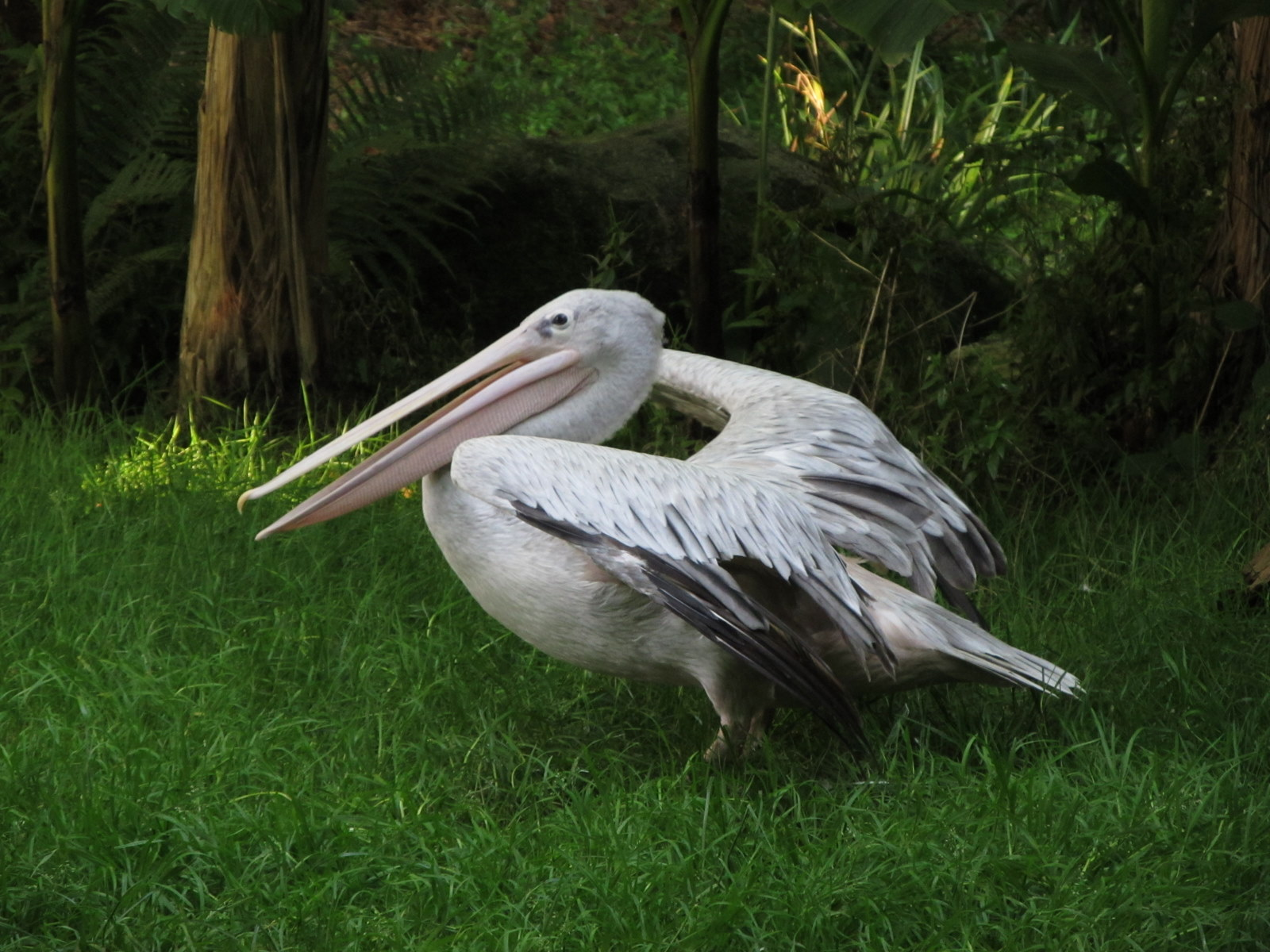
Pélican gris

#### Perroquets en vol libre
Créée en 2005, il s'agissait d'un « ballet aérien » avec différents perroquets (Ara Macao, Cacatoès...) accompagné d'une partie ludique et pédagogique.

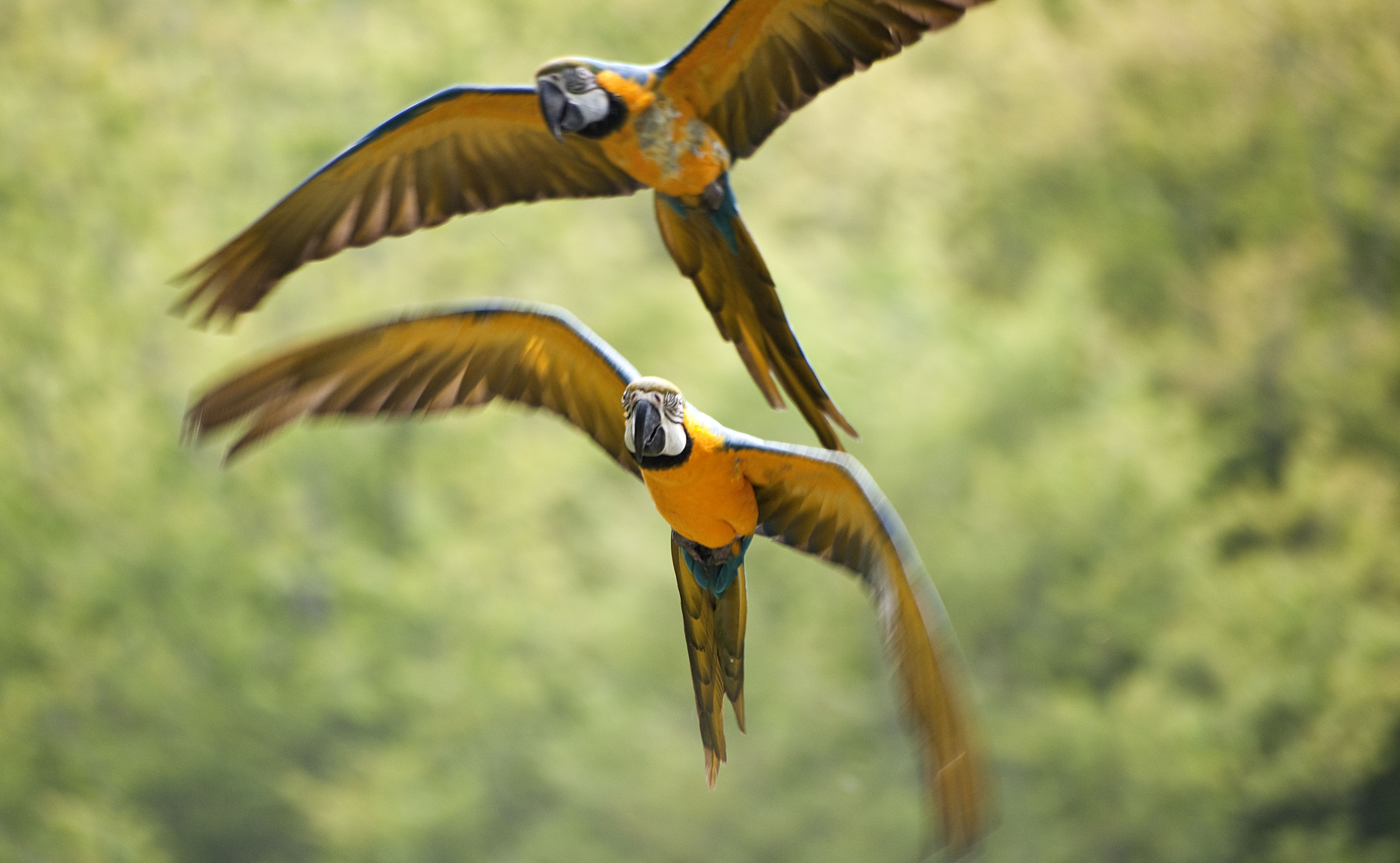
Ara bleu
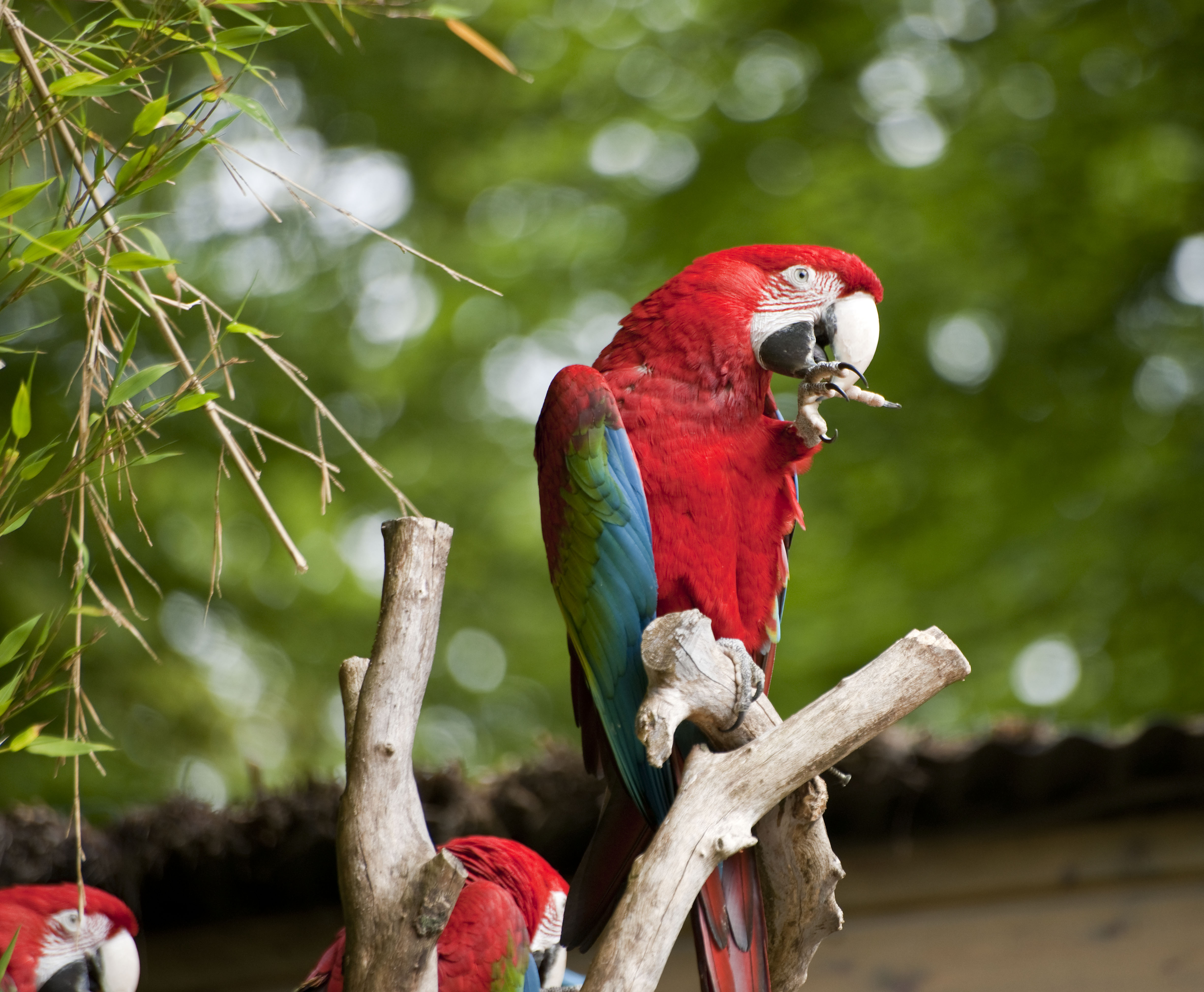
Ara chloroptère
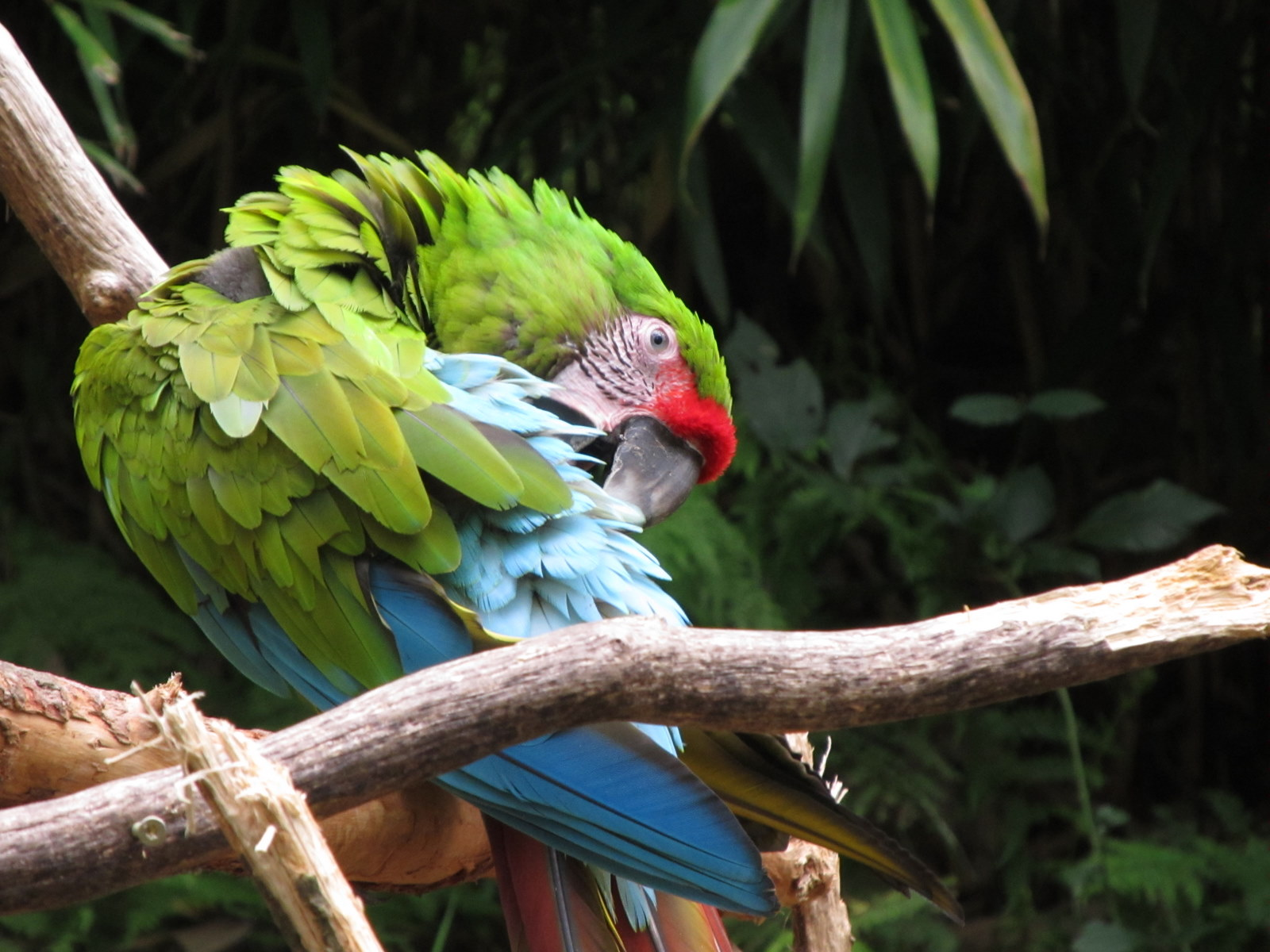
Ara militaire

## Dans la culture populaire
Le zoo est représenté à plusieurs reprises dans la série BD humoristique Zoo Dingo, dessinée par Beno.